# Clermont (Oise)
Ne doit pas être confondu avec Clermont-Ferrand.
Pour les articles homonymes, voir Clermont .
Clermont (prononcé [klɛrmɔ̃]), dite Clermont-en-Beauvaisis ou encore Clermont-de-l'Oise afin d'éviter toute confusion, est une commune française située dans le département de l'Oise dont elle est une sous-préfecture, en région Hauts-de-France. Ses habitants sont appelés les Clermontois et les Clermontoises.
Chef-lieu de son arrondissement et bureau centralisateur de son canton, elle est située au centre géographique du département, sur une colline dominant la vallée de la Brêche. La cité est au centre d'une agglomération dont l'aire urbaine et l'unité urbaine comptent plus de 20 000 habitants, soit la cinquième du département par sa population. Avantagée par sa situation de carrefour des axes routiers Paris-Dunkerque et Rouen-Reims, elle l'est également par sa desserte sur la ligne ferroviaire de Paris à Lille. Lieu anciennement convoité par les Bellovaques à l'époque romaine, le site originel de la ville, jadis simple colline, fut ensuite progressivement occupé par un château comtal avant de se transformer ensuite en petite place forte entourée de remparts vers le XIIIe siècle. Au siècle suivant l'un de ses comtes, Robert de Clermont, 6e fils de Saint Louis, fut le fondateur de la maison capétienne de Bourbon.
Son importance est abaissée à partir du XVIIe siècle : ses remparts sont abattus et la Révolution française fait fuir les comtes de Clermont. Grâce à l'arrivée du chemin de fer au milieu du XIXe siècle, la ville a connu l'arrivée de quelques industries et la création d'un important hôpital psychiatrique, premier employeur de la cité. Depuis 1960, elle fait partie de la communauté de communes du Clermontois, successeur du district de Clermont.

## Géographie

### Localisation
Clermont est située à égale distance de Paris et d'Amiens (58 km), à 25 km à l'est de Beauvais, 30 km à l'ouest de Compiègne. Elle se situe au centre géographique du département de l'Oise.

### Communes limitrophes
Les communes limitrophes sont  Agnetz, Breuil-le-Sec, Breuil-le-Vert, Fitz-James et Neuilly-sous-Clermont.
| Agnetz                | Fitz-James                           | Fitz-James     |
| Agnetz                | Clermont                             | Breuil-le-Sec  |
| Neuilly-sous-Clermont | Neuilly-sous-Clermont Breuil-le-Vert | Breuil-le-Vert |

### Topographie et géologie

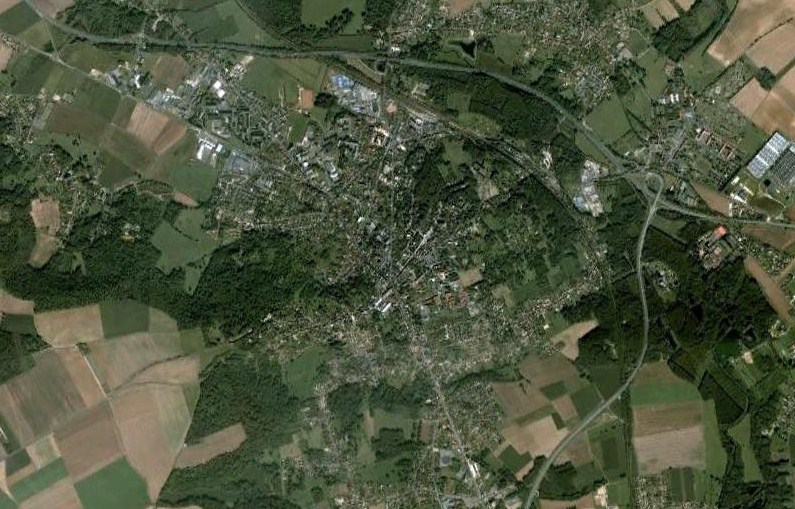
Vue aérienne de Clermont.

La commune s'étend entre 48 mètres et 162 mètres d'altitude. Le point le plus bas se trouve dans les marais de la Brêche, à 48 mètres, les rails du chemin de fer, à la gare, sont à 55 m au-dessus du niveau de la mer. Le donjon est à 130 mètres, le Châtellier à 118 m. Les hauteurs qui dominent la ville, à l'ouest, près de la rue Pierre-Viénot, atteignent 158 mètres. La place Décuignières est à 89 mètres, la Croix-Saint-Laurent à 64 mètres au-dessus du niveau de la mer. Le point culminant se situe à la sortie de la cité, en direction de Mouy, au lieu-dit « le Télégraphe ». La commune de Clermont occupe une colline allongée du sud-ouest au nord-est, plus élevée vers son extrémité nord que du côté opposé par laquelle elle est rattachée aux coteaux de la région méridionale. Les pentes de cette éminence complètent le territoire qui descend jusqu'aux bords de la vallée de la Brêche, et comprend quelques parties marécageuses de la vallée. La rivière forme toute la limite vers le nord-est. Le centre-ville occupe la crête de la colline dans le sens de sa plus longue dimension. La ville de Clermont s'élève sur un coteau qui domine la Brêche, affluent de l'Oise. Sur l'esplanade du Châtellier, qui surplombe la ville, on découvre, vers l'ouest, la forêt de Hez-Froidmont et la « vallée dorée » de la Brêche. Vers le nord-ouest, s'ouvre la vallée de l'Arré. Au nord se développe un terrain de formation crayeuse, pays fertile et de grande culture qui s'étend vers l'est et va mourir dans les marais de Sacy-le-Grand. Au sud, Clermont domine toujours la vallée de la Brêche qui descend vers Liancourt et Creil.
Le sable de Bracheux, qui marque le début du cycle tanéthien à l'ère tertiaire apparaît au lieu-dit les Sables et quartier du Pont-de-Pierre. De larges bandes de terrains argileux font apparaître des graviers et limons anciens, au confluent de la Brêche et de l'Arré, et également entre le Pont-de-Pierre et Breuil-le-Vert. Des alluvions modernes tapissent la vallée de la Brêche. Dans la région sud, à la base de la montagne de Clermont, nous sommes en présence de sables inférieurs (sables de Bracheux). Une argile jaune, de formation lacustre (argile plastique), contenant du lignite pyritieux et recouvert de sable jaune traverse la colline de Clermont, réapparaît au-dessus du Pont-de-Pierre, contourne le mamelon passe à Faÿ et s'étend vers Agnetz et Giencourt. Des fossiles (coquilles brisées), abondent tout autour de la ville. À Béthancourtel, un dépôt superficiel, dernier vestige d'un banc emporté par les érosions qui ont creusé la vallée jusqu'à Creil, est composé de calcaire lacustre mélangé à de l'argile, de silex blonds et de calcaires siliceux (calcaire de Saint-Ouen). La présence d'argile sur les coteaux de la colline du centre-ville est à l'origine de quelques mouvements de terrains. La commune se situe en zone de sismicité 1.

### Hydrographie
Clermont est le lieu de quelques confluences de rivières et de ruisseaux.
La principale rivière traversant la commune est la Brêche, prenant sa source à sa source à Reuil-sur-Brêche et se jetant dans l'Oise à Villers-Saint-Paul. Lors de son entrée dans le territoire communal, la Brêche rencontre son plus important affluent, l'Arré, prenant sa source à Saint-Just-en-Chaussée. La Brêche se divise ensuite en deux bras qui se rejoindront à Breuil-le-Sec. Marquant la limite communale entre Clermont et Fitz-James, elle traverse les marais communaux où elle conflue avec le Rû de la Garde naissant dans la forêt de Hez-Froidmont. Le cours de la rivière passe ensuite par le faubourg du Pont-de-Pierre avant de quitter la commune.
Le Rû des Ecoullaux prend sa source près d'Agnetz puis traverse le quartier des Sables avant de rejoindre le ruisseau de la Garde près du confluent avec la Brêche.
L'étang de Faÿ} et une mare se situent près du quartier de Faÿ. Un marais situé chemin des Marettes, derrière la gare, fait l'objet de travaux de réhabilitation en 2022 et constitue un  naturel sensible de 20 hectares abritant une riche biodiversité.
Le Moulin Vieux du Pont-de-Pierre, situé au hameau du Pont-de-Pierre sur le premier bras de la Brêche, rive gauche. Établi depuis plusieurs siècles comme moulin à huile, il sert désormais à l'adduction d'eau potable de la ville. Jusqu'en 1750, date de la création de la route de Compiègne (actuelle avenue des Déportés), un moulin se trouvait au pied du raidillon pavé qui descend de la Porte Nointel. On trouvait également le moulin neuf du Pont-de-Pierre, situé sur la rive droite, à la sortie du hameau dit aussi « Grand Moulin de Paris », qui est construit en 1792. Vers 1900, il est propriété des grands moulins de Paris et cesse son activité  en 1949. Une partie de ce bâtiment a été transformé en logements, le reste a été détruit.

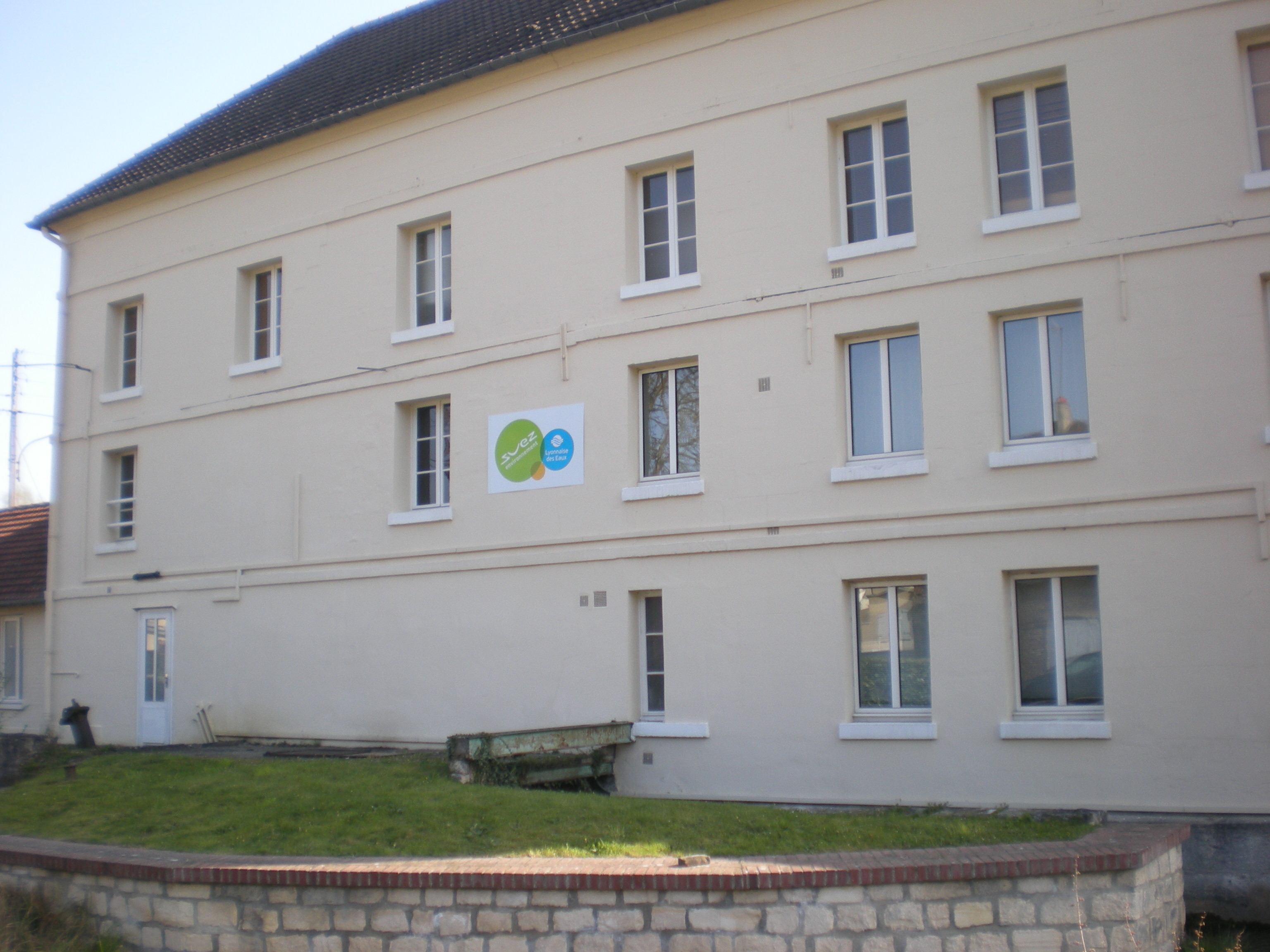
Le moulin vieux du Pont-de-Pierre.
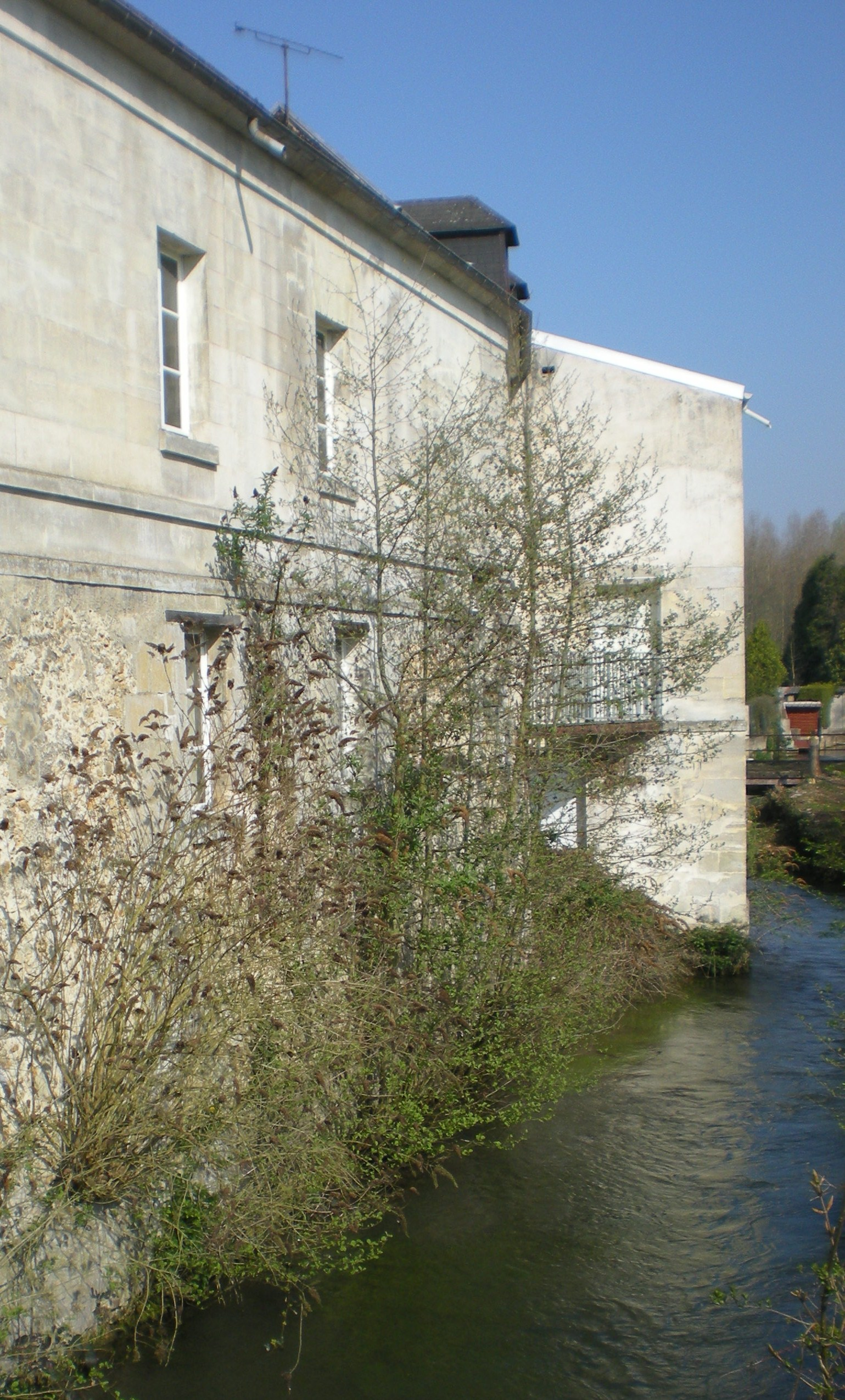
La Brêche au quartier du Pont de Pierre.

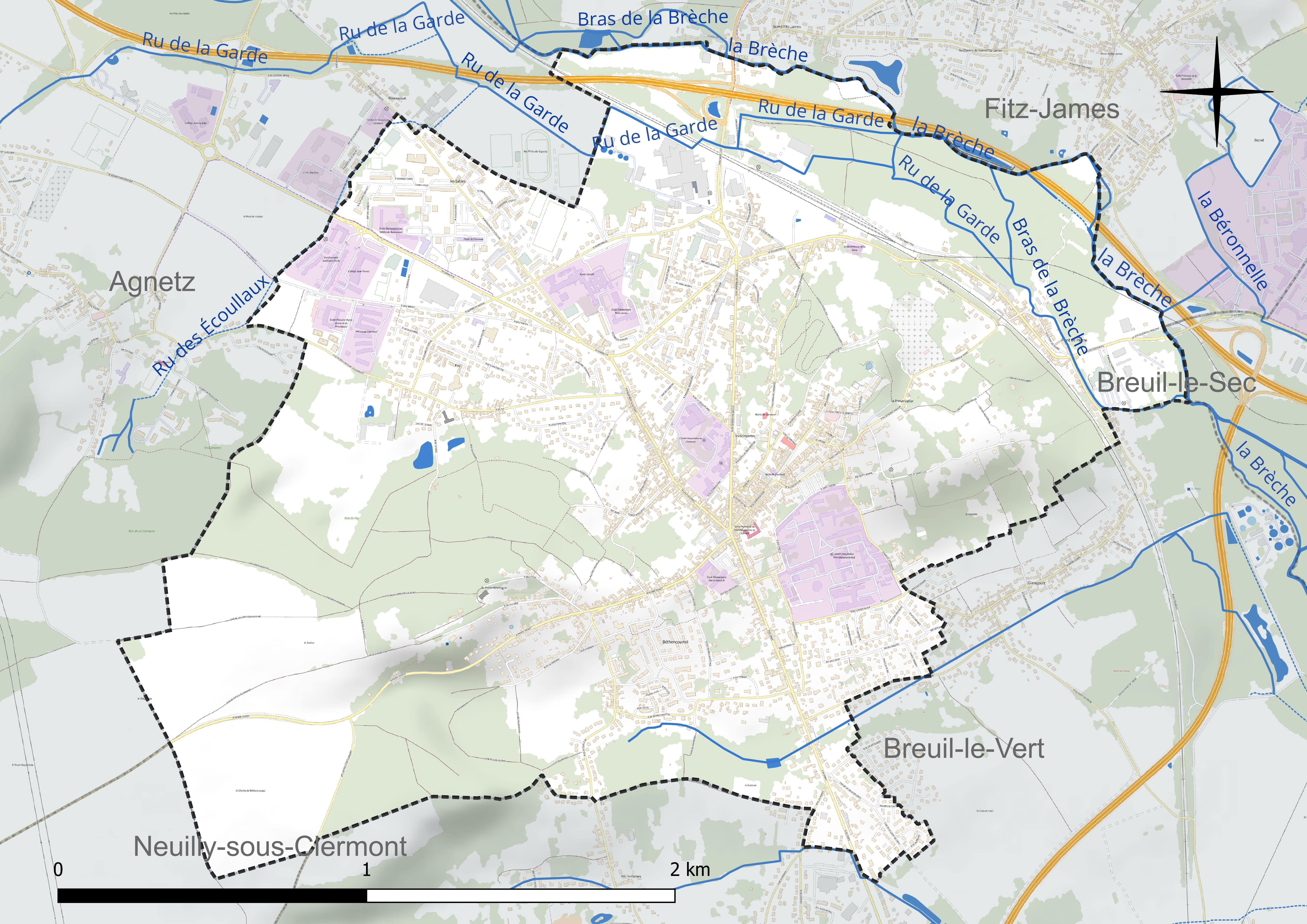
Réseau hydrographique de Clermont.

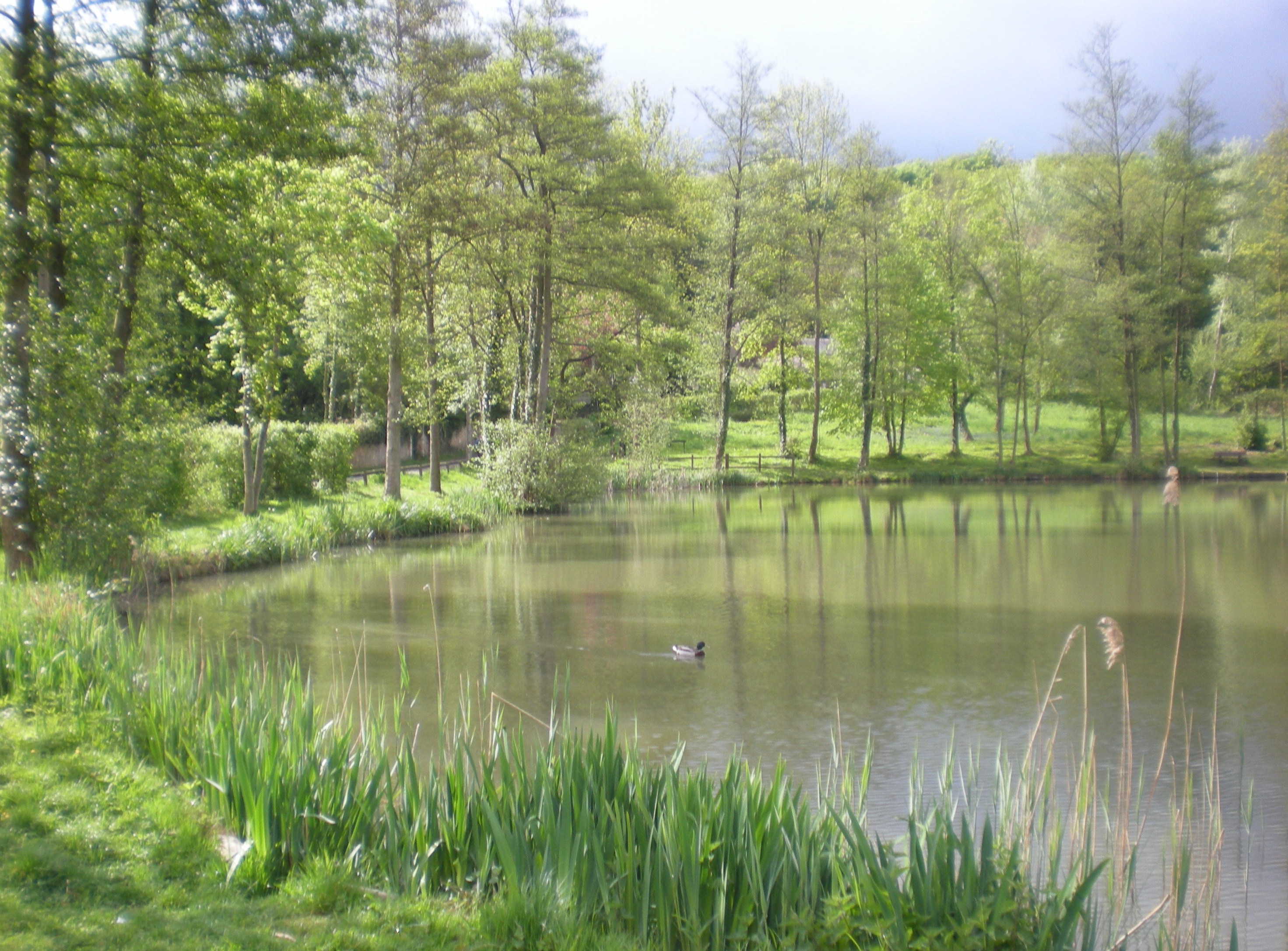
L'étang du Fay.

### Climat
Pour des articles plus généraux, voir Climat des Hauts-de-France et Climat de l'Oise.
En 2010, le climat de la commune est de type climat océanique dégradé des plaines du Centre et du Nord, selon une étude du Centre national de la recherche scientifique s'appuyant sur une série de données couvrant la période 1971-2000. En 2020, Météo-France publie une typologie des climats de la France métropolitaine dans laquelle la commune est exposée à un climat océanique et est dans la région climatique Nord-est du bassin Parisien, caractérisée par un ensoleillement médiocre, une pluviométrie moyenne régulièrement répartie au cours de l’année et un hiver froid (3 °C).
Pour la période 1971-2000, la température annuelle moyenne est de 10,5 °C, avec une amplitude thermique annuelle de 14,6 °C. Le cumul annuel moyen de précipitations est de 686 mm, avec 11,1 jours de précipitations en janvier et 8 jours en juillet. Pour la période 1991-2020, la température moyenne annuelle observée sur la station météorologique la plus proche, située sur la commune de Creil à 14 km à vol d'oiseau, est de 11,2 °C et le cumul annuel moyen de précipitations est de 662,2 mm,. Pour l'avenir, les paramètres climatiques de la commune estimés pour 2050 selon différents scénarios d'émission de gaz à effet de serre sont consultables sur un site dédié publié par Météo-France en novembre 2022.

### Milieux naturels

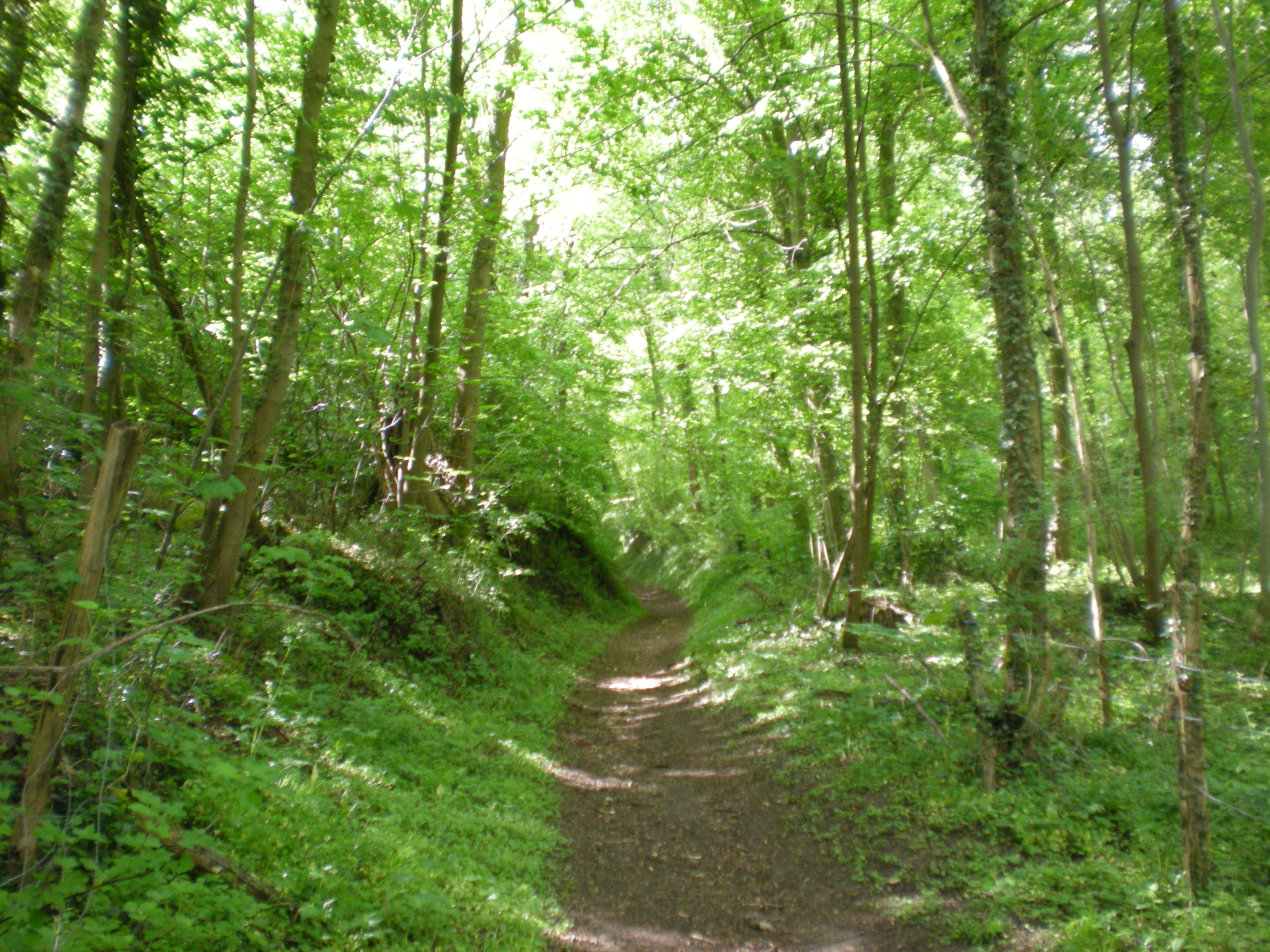
Le bois de Faÿ.

Malgré un tissu urbain conséquent occupant près de la moitié de la superficie du territoire communal (270 hectares), l'ensemble des espaces boisés composés par les parcs du Châtellier et François-Mitterrand ainsi que par les bois de Fay, de Béthencourtel, des marais de la Brêche et du Vignoble représente à lui seul 32,9 % de la commune, soit 195 hectares. Les cultures, à l'ouest, occupent 72,4 hectares (12,3 % du territoire), les vergers et prairies 42,9 hectares tandis que les jardins et espaces verts rassemblent plus de 8 hectares (1,4 %). Les mares, marais et zones humides de la Brêche ne réunissent que 1.1 hectare de la superficie totale de la commune (0,2 %),. Les bois de Faÿ et de Béthancourtel font partie d'un corridor écologique potentiel. La promenade du Châtellier est un site naturel classé depuis 1933.

## Urbanisme

### Typologie
Au 1er janvier 2024, Clermont est catégorisée centre urbain intermédiaire, selon la nouvelle grille communale de densité à sept niveaux définie par l'Insee en 2022.
Elle appartient à l'unité urbaine de Clermont, une agglomération intra-départementale regroupant cinq  communes, dont elle est ville-centre,,. Par ailleurs la commune fait partie de l'aire d'attraction de Paris, dont elle est une commune de la couronne,.

### Occupation des sols
L'occupation des sols de la commune, telle qu'elle ressort de la base de données européenne d’occupation biophysique des sols Corine Land Cover (CLC), est marquée par l'importance des territoires artificialisés (55,7 % en 2018), en augmentation par rapport à 1990 (43,3 %). La répartition détaillée en 2018 est la suivante : 
zones urbanisées (49,2 %), forêts (26,1 %), terres arables (13,5 %), espaces verts artificialisés, non agricoles (4,5 %), zones agricoles hétérogènes (2,7 %), zones industrielles ou commerciales et réseaux de communication (2 %), prairies (2 %). L'évolution de l’occupation des sols de la commune et de ses infrastructures peut être observée sur les différentes représentations cartographiques du territoire : la carte de Cassini (XVIIIe siècle), la carte d'état-major (1820-1866) et les cartes ou photos aériennes de l'IGN pour la période actuelle (1950 à aujourd'hui).

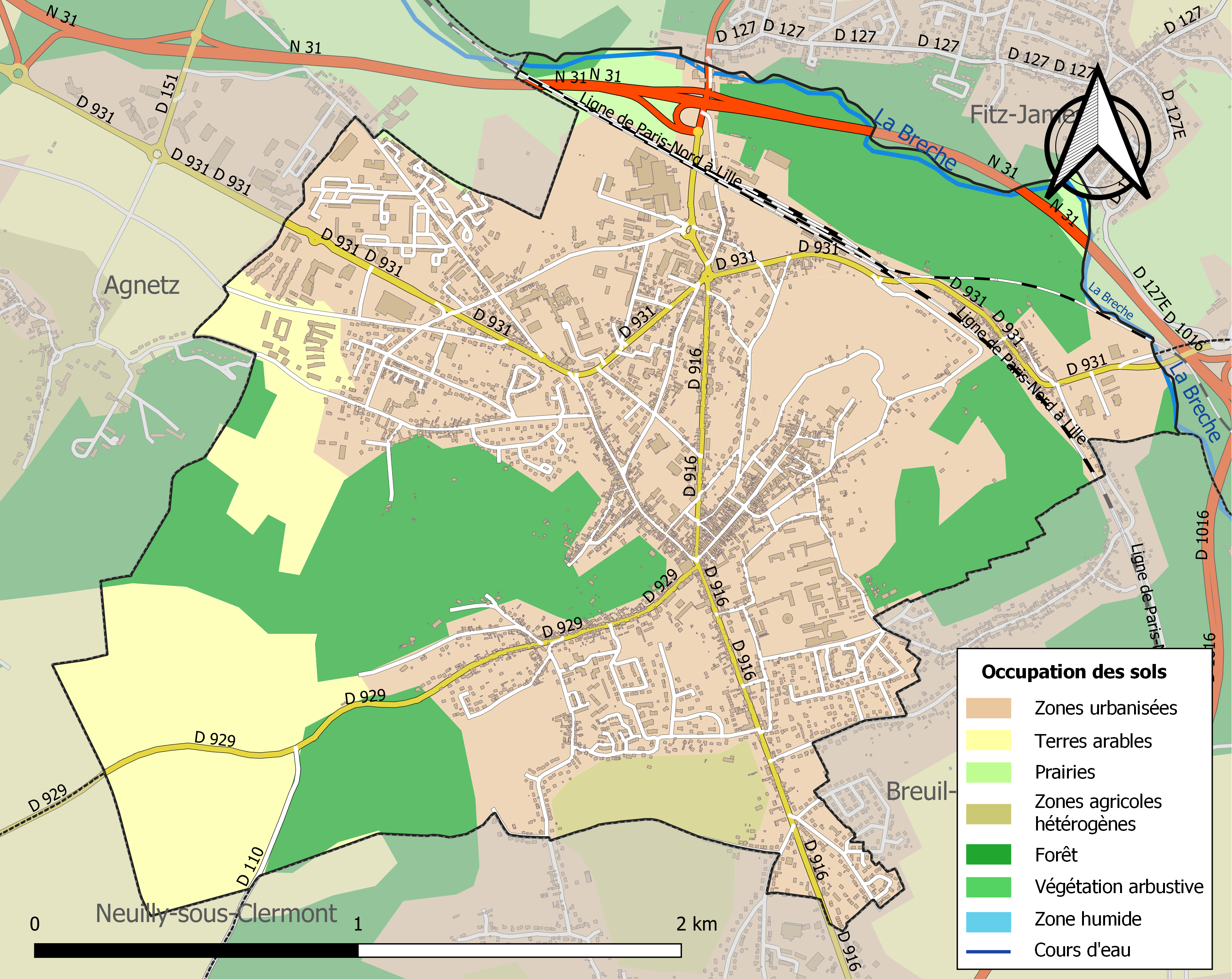
Carte des infrastructures et de l'occupation des sols de la commune en 2018 (CLC).

### Quartiers et lieux-dits
Les quartiers urbains de la ville de Clermont sont les suivants : le centre-ville, construit sur la butte du donjon, plus en contrebas, on trouve les quartiers de la Sous-Préfecture et des Fontaines ainsi que l'ancien hameau de Béthencourtel. Sur la partie sud de la commune, au pied de la rue de Paris, est élevé le quartier de la Croix-de-Creil. Au pied de la face nord de la colline ancienne, se localisent les quartiers de la Gare et du Pont-de-Pierre, entre ligne SNCF et la Brêche. Plus à l'est, se trouvent l'Équipée, le quartier Belle-Assise et à l'extrême ouest, le quartier des Sables-beaujeu. Enfin, Faÿ se stabilise au pied du bois du même nom, au centre-ouest de la commune. Les lieux-dits ne sont pas nombreux sur le territoire. Sur le plateau d'Auvillers, une partie du territoire d'Agnetz est donné au profit de la ville en 1960. Dans ces champs se trouvent les lieux-dits le Télégraphe, de la Justice et le Champ de Béthencourtel.

### Morphologie urbaine

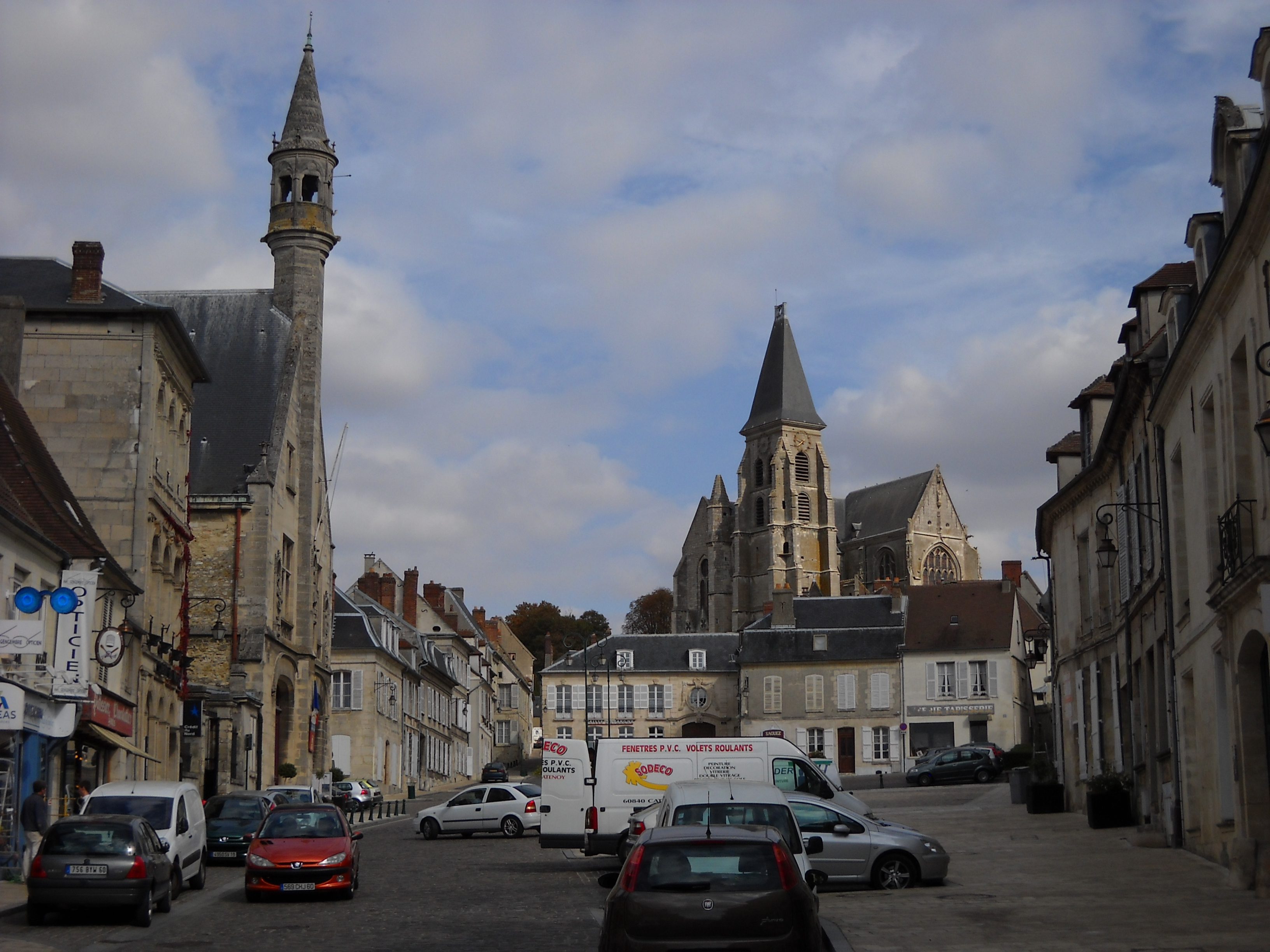
La place de l'hôtel-de-ville.

La partie la plus ancienne se trouve au sommet de la colline : il s'agit du donjon au XIe siècle.
La ville naît et progresse vers le sud-ouest en formant le centre-ville, entouré de remparts au XIVe siècle. À partir de la fin du XIIIe siècle, la maladrerie Saint-Laurent est construite en contrebas, dans le quartier Saint Laurent actuel. Le faubourg Saint-André ou Grand Faubourg se développe sous le bourg en formant la rue de la République.
Aux siècles qui suivent, le faubourg s'agrandit et descend vers le nord pour former la rue des Fontaines. Le quartier Saint-Laurent est construit. Lorsque la rue de Paris est inaugurée en 1767, les habitations se construisent le long de cette rue et se complète de jardins.
Au XIXe siècle, le développement du chemin de fer et des industries augmente la ville d'un tiers à la ville actuelle. Les quartiers de l'Équipée, de la Gare et du Pont de Pierre se développent. Au même siècle, le hameau de Béthencourtel et le bas de la rue de Paris est pris à la commune de Breuil-le-Vert. La rue de la Cavée et le quartier Saint-Laurent est pris à Agnetz.
Lors de la Seconde Guerre mondiale, les quartiers de la Gare et Belle Assise sont dévastés.
À partir de 1953, on assiste au démarrage de la construction de plusieurs bâtiments : 45 logements sont construits sur les terrains appartenant à la maison Gervais qui en avait fait don à la ville. Un autre immeuble de 32 logements est édifié en 1958 (avec école maternelle) sur le plateau de la Belle Assise. Un groupe scolaire (cours primaire et école maternelle mixte) est construit, rue Pierre-Viénot, en 1957. Enfin, en 1960, le quartier de Faÿ et la croix de Creil sont repris au communes de Breuil-le-Vert et d'Agnetz.

### Habitat et logement
En 2018, le nombre total de logements dans la commune était de 5 191, alors qu'il était de 4 982 en 2013 et de 4 660 en 2008.
Parmi ces logements, 91,1 % étaient des résidences principales, 1 % des résidences secondaires et 7,9 % des logements vacants. Ces logements étaient pour 41,6 % d'entre eux des maisons individuelles et pour 57,9 % des appartements.
Le tableau ci-dessous présente la typologie des logements à Clermont en 2018 en comparaison avec celle de l'Oise et de la France entière. Une caractéristique marquante du parc de logements est ainsi une proportion de résidences secondaires et logements occasionnels (1 %) inférieure à celle du département (2,5 %) mais supérieure à celle de la France entière (9,7 %). Concernant le statut d'occupation de ces logements, 39,5 % des habitants de la commune sont propriétaires de leur logement (41,9 % en 2013), contre 61,4 % pour l'Oise et 57,5 pour la France entière.
| Typologie                                               | Clermont | Oise | France entière |
| ------------------------------------------------------- | -------- | ---- | -------------- |
| Résidences principales (en %)                           | 91,1     | 90,4 | 82,1           |
| Résidences secondaires et logements occasionnels (en %) | 1        | 2,5  | 9,7            |
| Logements vacants (en %)                                | 7,9      | 7,1  | 8,2            |

### Voies de communication et transports

#### Voies de communication
Clermont est aujourd'hui situé à 50 minutes de la Porte de la Chapelle et à une heure d'Amiens, à 30 minutes de Beauvais et de Compiègne.
La ville était traversée par la route nationale 16 (aujourd'hui déclassée en D 916 et D 1016), avant d'être déviée par une  voie rapide a été inaugurée en 1993. La voie historique, ancienne route royale de Paris à Dunkerque, passe par la rue de Paris (quartier de la Croix de Creil, de Béthancourtel), la place Descuignères (quartier Saint-André), la rue du Général-de-Gaulle, la place Camille-Sellier (quartier de l'Équipée) et la rue de Saint-Just.
La commune est également traversée par la route nationale 31, un tronçon de la route européenne 46. C'est l'ancienne route royale de Rouen à Reims, qui est également déviée par la voie rapide. Son tracé initial est constitué par l'avenue Léon-Gambetta (quartier des Sables, quartier Saint-Laurent), la place Camille-Sellier (quartier de l'Équipée), et la rue de Compiègne, qui deviendra avenue des Déportés (quartier de la Gare, et du Pont de Pierre).
Plusieurs sorties sur les voies rapides de la route nationale 31 et de la D 1016 desservent la commune : à l'ouest de l'agglomération (Agnetz), à la limite nord de la commune et au sud, sur la commune de Breuil-le-Vert.
L'ancienne route nationale 329 reliant Beaumont-sur-Oise à  Clermont (actuelle RD 929) arrive sur le territoire par le sud-ouest, passe par  la rue Pierre-Viénot avant de rejoindre la RD 916 sur la place Décuignières.
Plusieurs rues relient la commune au hameau de Giencourt (commune de Breuil-le-Vert). La rue de Faÿ relie le quartier du même nom au bourg d'Agnetz. Avant la déviation de la route nationale 31, la route départementale 151, reliant Clermont à Froissy se séparait de la D 931 par la rue Wenceslas-Coutellier. Elle débute aujourd'hui à Agnetz.
La ville est également accessible par la sortie no 15 de l'A16 et par la sortie no 10 de l'A1 en passant ensuite par la route nationale 31, ces sorties étant situées toutes deux à 25 km de la ville.

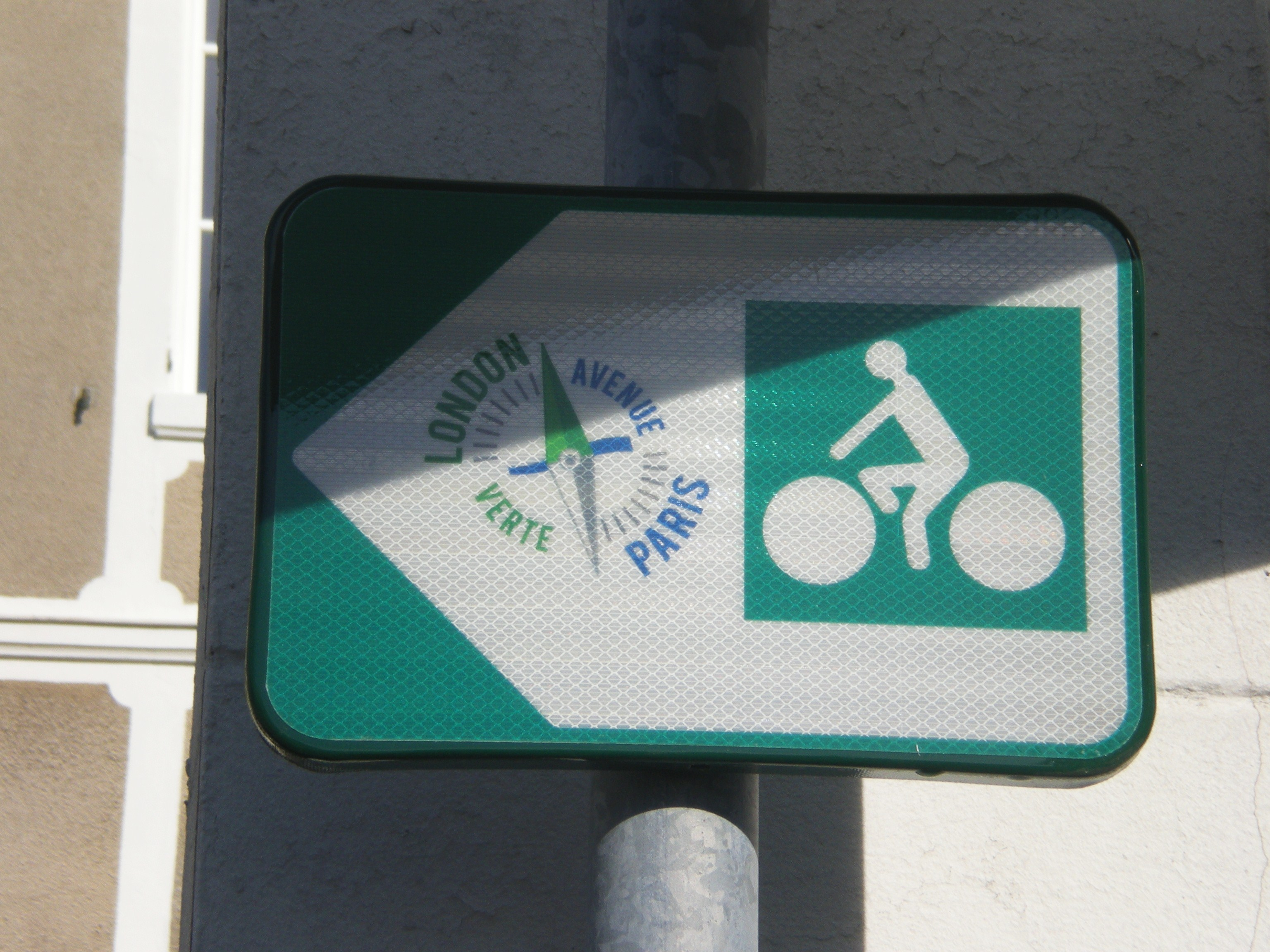
Balisage de l'avenue verte Londres-Paris, rue des Finets.

La ville est traversée par la ligne de Paris-Nord à Lille et l'était par la ligne Rochy-Condé - Soissons, fermée à partir de 1964 et quasi-intégralement déclassée en 1972.
La ville est traversée par le second itinéraire de l'avenue verte Londres-Paris. Cette variante, partant de Neuville-sur-Oise, passe par Chantilly, Senlis, Clermont et Beauvais. Elle rejoint le tracé principal à Saint-Germer-de-Fly. En venant de Paris et de Pont-Sainte-Maxence, le tracé passe par les rues Marcel-Duchemin, du Chemin-Blanc, des Meuniers, des Meniers et de Paris et arrive sur la place Descuignères. En venant de Londres et de Bresles, l'itinéraire passe par les rues de Faÿ, Roger-Martin-du-Gard, de la Croix-Picard et du Général-de-Gaulle avant d'arriver rue de la République. Du centre-ville, on doit emprunter la rue des Fontaines puis la rue Roger-Martin-du-Gard pour rejoindre Beauvais, et également prendre les rues du Châtellier puis Marcel-Duchemin pour rejoindre Pont-Sainte-Maxence.

#### Transports en commun

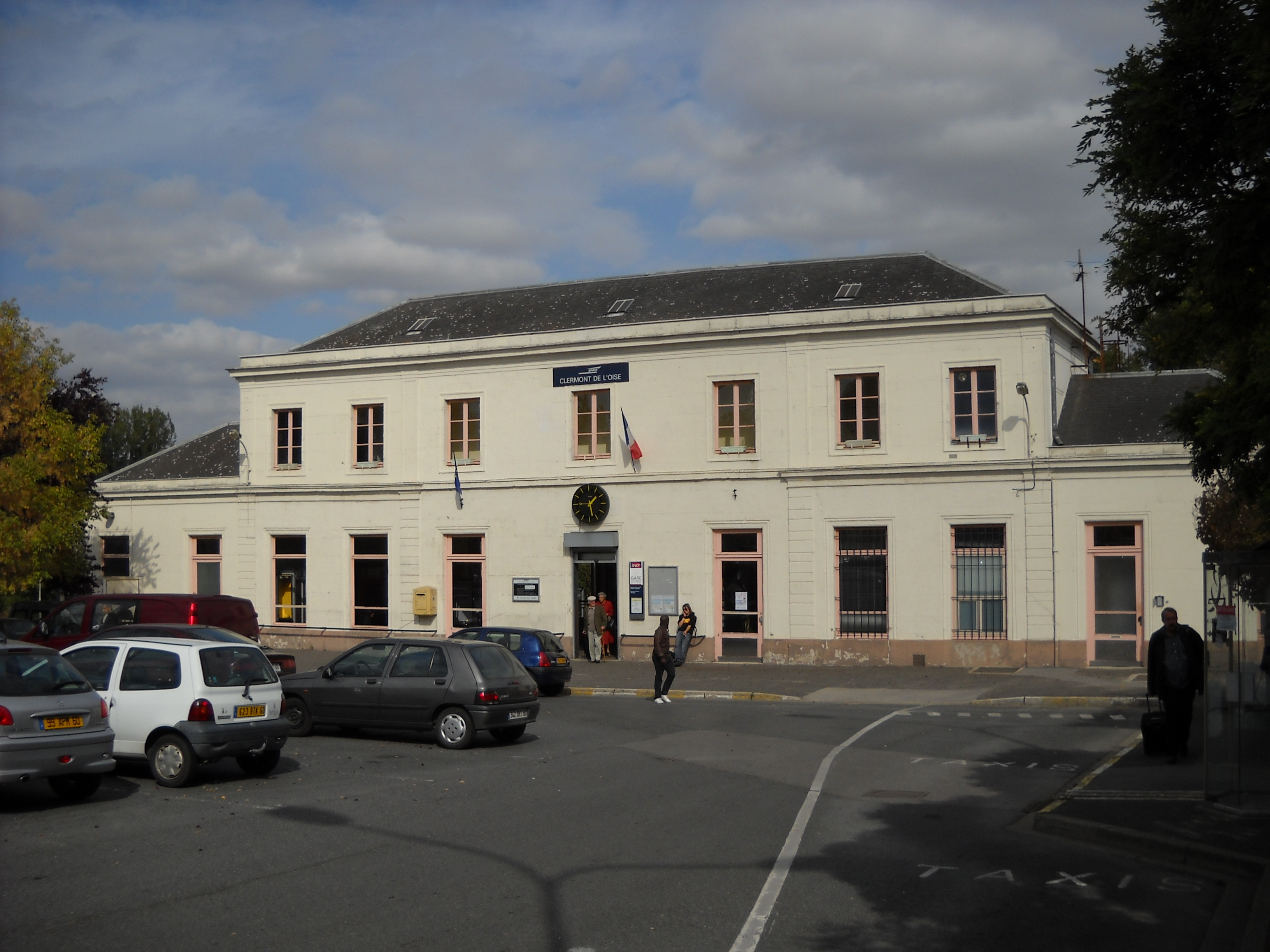
La gare de Clermont-de-l'Oise.

La gare de Clermont-de-l'Oise, mise en service en 1846 est desservie par des trains TER Hauts-de-France des relations C10, C11, K10 et P10 assurant des liaisons entre Paris-Nord ou Creil et Saint-Just-en-Chaussée ou Amiens. Elle est également desservie par plusieurs services de taxi à la demande. Les trains mettent 11 minutes pour atteindre la gare de Creil, 36 minutes pour la gare de Paris-Nord et 42 minutes pour rejoindre Amiens.
La commune est desservie, en 2023, par les lignes 602, 606, 623, 642, 660, 682, 6242, 6301, 6341, 6342, 6343, 6344, 6345, 6346, 6347, 6348, 6349, 6350, 6351, 6352, 6353, 6354 et 6356 du réseau interurbain de l'Oise.
Le réseau de transport en commun Lebus, créé en 2014, dessert initialement les communes d'Agnetz, Breuil-le-Sec, Breuil-le-Vert, Clermont, Fitz-James et Neuilly-sous-Clermont. Il est repris le 1er janvier 2019 par la communauté de communes du Clermontois afin de lui permettre de desservir d'autres communes membres de l'intercommunalité.

### Risques naturels et technologiques
Les zones les moins élevées de la commune  sont exposées aux risques d'inondations du fait de leur présence au-dessus de nappes sous-affleurantes.

## Toponymie
Le nom de la localité est attesté sous les formes de Baldinus de Clarimonte en 1023, puis Clarus Mons (« montagne dégagée » en latin) en 1120, Claro Monte in Belvacio en 1269, Clarus Mons in Belvacino en 1306 ou Clarus Mons in Belle Vicino en 1358, Clarimontis en 1363, Apud Clarum Montem in Belvacino en 1390. La première forme de Clermont se retrouve au début du XVe siècle avec la dénomination Clermont en Beauvoisiz, puis « Clermont en Beauvoisin ». En 1790, la cité prend le nom de Clermont en Beauvaisis avant d'obtenir le nom officiel de Clermont au XIXe siècle avec l'arrivée du chemin de fer mais aussi sous les formes de Clermont de l'Oise ou Clermont-en-France.
Depuis le XIXe siècle, le nom officiel de la commune est Clermont, « le mont lumineux ».
Ce toponyme étant courant dans le domaine linguistique roman, il a fréquemment été précisé géographiquement en Clermont-en-Beauvaisis, et ce depuis les plus anciennes mentions écrites de la ville. Depuis l'arrivée du chemin de fer au milieu du XIXe siècle et la dénomination de la gare sous le terme Clermont-de-l'Oise, cette commune est parfois appelée sous ce nom par abus de langage. Cette dénomination est donc récente, mais aussi ambiguë puisque l'Oise ne coule pas à Clermont ; le terme Oise désigne ici le département et non la rivière contrairement à l'usage habituel dans les toponymes français.

## Histoire

### La préhistoire, les origines
De nombreux témoignages (silex taillés, haches taillées et polies, puits à silex) prouvent une occupation très ancienne de la région de Clermont par les hommes préhistoriques, dès le Paléolithique (nomades chasseurs et cueilleurs) et au Néolithique (apparition de l'agriculture et de l'élevage, premières habitations et villages). Cependant la colline de Clermont, par elle-même, n'a pas livré de vestiges de la Préhistoire. Un éminent savant clermontois, l'abbé Breuil (Henri), surnommé par plaisanterie « le pape de la Préhistoire », s'est beaucoup intéressé au sous-sol de la région. La nature particulière du sol, en cet endroit, formé de limons argileux très calcaires, le fit exploiter au XIXe siècle pour la fabrication de briques. Plusieurs carrières se sont ouvertes, ce qui a permis à l'abbé Breuil de faire des recherches intéressantes sur le séjour en ces lieux de l'homme du Quaternaire. Des éclats de silex taillés, des rognons de silex très irrégulièrement façonnés, des lames et des couteaux, etc., lui ont permis d'authentifier un important atelier de taille de type "Levallois". De 1980 à 1986, des fouilles scientifiques dirigées par Jean-Claude Blanchet ont mis en évidence, sur le site de hauteur de Catenoy (au lieu-dit Camp-de-César), sur la pointe du plateau entre Villers-sous-Catenoy et Sacy-le-Grand, un grand camp fortifié néolithique, qui a été occupé principalement à la période chasséenne (4000 av. J.-C. environ) et à l'âge du bronze final (1000 av. J.-C. - 900 av. J.-C. environ). Il s'agit de l'un des premiers camps fortifiés organisés et occupés d'une manière continue autour de Clermont.

### L'invasion romaine dans le Clermontois

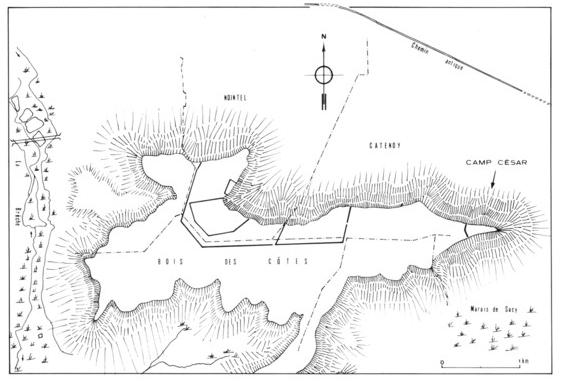
Croquis du camp de César, à l'est de Clermont. Remarquez les ponts de fascines en direction de l'ouest.

Avant la conquête des Gaules par les Romains, le territoire du département était habité par différentes peuplades : les Ambiani occupaient le nord, vers la Somme ; les Bellovaci possédaient la plus grande partie des arrondissements actuels de Beauvais et de Clermont ; les Calètes, la vallée de la Bresles et les environs de Formerie ; les Veliovassi, le sud-ouest vers Gisors et Gournay-en-Bray ; les Silvanectes, les environs de Senlis ; les Suessiones, le territoire compris entre l'Aisne, l'Oise et l'Automne, et les Viromandui, la bordure nord-ouest vers Lassigny, Noyon et Guiscard. De ces peuplades appartenant à la Gaule Belgique, les Bellovaci, ou Bellovaques, étaient la plus puissante. En l'an 51 avant notre ère, Clermont aurait été, d'après G. Materat, le théâtre d'opérations militaires, au cours de la deuxième campagne de César contre les Bellovaques et leurs alliés. Arrivant du Soissonnais, les quatre légions romaines, après une rapide avance, se heurtèrent au gros de l'ennemi, protégé par la vallée marécageuse de la Brêche. Les adversaires ne purent se résoudre à l'attaque et s'installèrent défensivement, au moins pendant 5 mois ; d'une part, les Romains, sur la colline de Catenoy-Nointel ; d'autre part, les Bellovaques et leurs alliés sur le revers est du plateau d'Agnetz-Auvillers-Cambronne, avec la colline de Clermont comme bastion avancé. Cette période de stabilisation fut suivie de l'offensive de Jules César qui débuta vers 51 av. J.-C. par le lancement de ponts de fascines dans le marais de la Brêche, près de Breuil-le-Sec, et l'établissement sur la rive droite de cette rivière d'une tête de pont au mont de Crème. Les Gaulois n'ont laissé aucune trace de leur long séjour à Clermont, ni aux environs. Si les archéologues nous ont permis de mettre au jour les vestiges de la position des troupes de César, aucune découverte n'est venue restituer la contrepartie bellovaque sur le promontoire de Clermont.

### Du Moyen Âge à la Renaissance, une période mouvementée

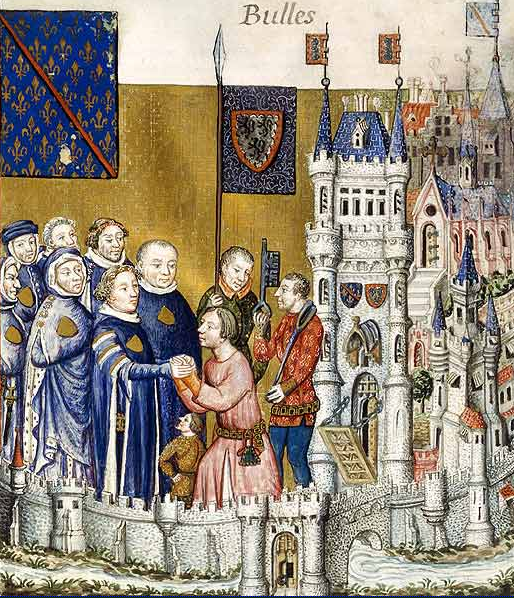
Hommage du comté de Clermont-en-Beauvaisis, copie d'un manuscrit.

La ville fut probablement à l'origine de la famille Chiaromonte (forme italianisée de « Clermont »), appartenant au baronnage italo-normand du royaume de Sicile, cette famille fit souche en Italie méridionale.

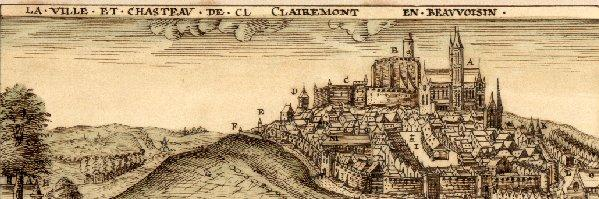
Gravure de la ville au Moyen Âge.

Un premier château a probablement dû s'élever sur la montagne de Clermont au moment des incursions normandes au IXe siècle. Le château fut sans doute bâti sur le territoire de Breuil-le-Vert, qui s'étendait alors jusqu'au confins de la paroisse d'Agnetz. Des maisons ne tardèrent pas à s'élever au pied de la forteresse et à former une nouvelle paroisse constituée au détriment des territoires de Breuil-le-Vert et d'Agnetz. L'invasion normande de 842 dut provoquer des réflexes défensifs à Clermont, mais l'archéologie n'a fait que découvrir des souterrains-refuges éparpillés dans toute la région. Toutefois, il n'est pas interdit de penser que le « Clarusmons » de l'époque vit son sommet couronné d'un château fort en bois, entouré d'un talus, et dont il ne saurait exister aucun vestige sur une éminence utilisée et remaniée les dix siècles suivants. La première mention historique date de 1023 : Beaudoin « de Claromonte » est cité comme témoin parmi les grands du royaume, réunis à Compiègne, dans un acte portant association de prières et reconnaissance de biens passés entre Garin, évêque de Beauvais, et Leudin, abbé de Saint-Vaast d'Arras. Guibert, abbé de Nogent-sous-Coucy, dans sa curieuse autobiographie, « De Vita Sua », raconte que toute l'université de Clermont résidait dans la chambre de son pédagogue : il cite son jeune frère, comme « eques et municeps Clarimontis castri », (chevalier et citoyen du château de Clermont), et nous apprend qu'il fut lui-même doté d'une prébende de la collégiale, qu'il ne paraît pas avoir occupée d'ailleurs.
La Charte de Clermont, écrite en vieux français et datant de 1197, accorde des franchises à la ville et énumère les obligations des habitants, et précise que les affaires de la ville étaient gérées par un conseil de huit bourgeois élus par leurs pairs,. Au XIIe siècle, la ville est le centre d'un petit comté passé en 1191 entre les mains des puissants comte de Blois, et qui va tomber dans l'escarcelle royale, avec son achat en 1218 par Philippe Auguste qui le donne immédiatement à son fils légitimé Philippe Hurepel.
Jusqu'au milieu du XVIIe siècle, l'histoire de la ville ne fut qu'une suite ininterrompue de guerres et de pillages. Clermont joua un rôle important pendant la Jacquerie (1358) ; la dernière rencontre entre les jacques et les seigneurs eut lieu entre Nointel et Catenoy, au lieu-dit le Champ de Bataille - d'après Froissart - Guillaume Cale aurait eu la tête tranchée sur la grand-place de Clermont ; trois bourgeois, Pierre le Cirier, Jean Alliaume et Henri du Breuil reçurent des lettres de rémission pour avoir pillé pendant cette période le château d'Ermenonville. En 1359, le captal de Buch s'empara de Clermont, qui, d'après Froissart, était « une grosse ville nient fermée » avec un bon château ; il la garda trois ans. Les Anglais, en 1420, « boutèrent le feu et ardèrent le faubourg Saint-André, où il y avait moult maisons et de notables édifices ». Le maréchal de Boussac tenta vainement en 1430 de prendre le château, défendu par Jean de Crèvecœur ; Thomas Kyriel s'y installa l'année suivante ; le château fut ensuite pris et repris par d'Offémont et la Hire.

### Époque moderne

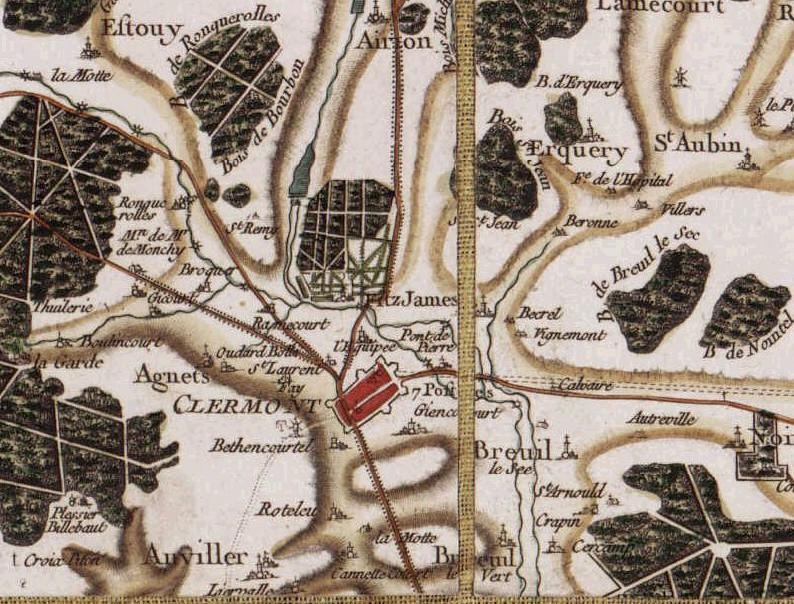
Clermont et ses environs, carte de Cassini.

Pendant les guerres de Religion, Clermont se déclara pour la Ligue. En août 1589, Henri IV s'empare du château, qui est ensuite repris par Charles de Mayenne ; après un nouveau siège, le capitaine la Grace, signe le 26 septembre 1590, devant Henri IV, une capitulation dont le texte a été conservé. La ville est pillée ensuite pendant dix-sept jours. L'humaniste Théodore de Bèze y fait l'acquisition du Codex Claromontanus.
En juillet 1615, le prince de Condé se retire à Clermont, où il fait « gitter 600 hommes de pied » et amène avec lui une grosse cavalerie. C'est pendant cette période qu'a lieu à Creil une fête, où figurent cinquante arbalétriers de Clermont, « tous ayant le pourpoint blanc de toile de Hollande et les chausses d'écarlate rouge, avec l'écharpe par-dessus le pourpoint des couleurs ventre de biche, comme celles de M. le Prince de Condé, seigneur et comte de la ville de Clermont en son comté » ; trois tambours, six trompettes, deux hautbois formaient la musique. Après un siège dirigé par le maréchal d'Ancre, la ville et le château se rendent le 29 octobre 1615. Le maréchal de Senectère s'empare de la ville en 1654. Dangeau signale, dans son Journal, VI, 369, que le comté de Clermont relevait, en 1698, du prince muet Emmanuel Philibert de Carignan -(1628-1709).Une assemblée d'élection est tenue à Clermont le 24 septembre 1787, sous la présence du duc de la Rochefoucauld-Liancourt, et le 9 mars 1789 ont lieu, à l'auditoire royal, les élections des députés aux États-généraux.

### Époque contemporaine

#### Révolution française,Ier Empireet  Restauration
La Révolution se passe à Clermont d'une façon fort tranquille ; cité bourgeoise, la ville ne compte pas de véritable noblesse parmi ses habitants ; l'établissement de la liste des suspects se fait difficilement ; quelques chanoines, une religieuse, des nobles et bourgeois sont arrêtés puis transférés à Chantilly, où meurt Havart de Popincourt, seigneur de Béthancourtel ; à l'exception de ce dernier, tous reviennent ensuite. Les fêtes de la Révolution ne présentent pas de particularités, il convient de signaler seulement celle donnée en l'honneur de la femme Barbier, de Méry, le 10 brumaire an II (31 octobre 1793), et sous l'Empire, la célébration de la naissance du roi de Rome,.
Après les invasions des Cents jours, sous la Restauration, fut célébrée le 2 juillet 1816, la bénédiction des étendards de la Garde Nationale.

#### Monarchie de Juillet, Seconde République et Second Empire

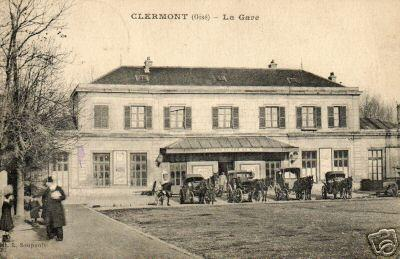
La gare de Clermont au XIXe siècle.

Le chemin de fer arrive à Clermont avec la création de la gare de Clermont-de-l'Oise en 1846, lors de la mise en service par la Compagnie des chemins de fer du Nord de la ligne de Paris-Nord à Lille, facilitant les déplacements des habitants et le transports des marchandises et concurrençant les anciens transports par diligence, qui essaient de résister : la Société de messageries Labrunerie inaugure le service des voyageurs vers Beauvais. Une entreprise de transports, Dardelle et Compagnie, dont le siège est situé à l'hôtel du Croissant, place Saint-André (place Descuignères actuelle), assure l'acheminement des voyageurs, de Clermont à Paris, en doublant son service et à des prix défiant toute concurrence : de 4 à 7 francs, selon la place du voyageur, sur la galerie ou dans le coupé, en passant par la banquette ou la rotonde.
La Révolution de février 1848 est très calme, mais le 15 mai les gardes nationaux de Clermont vont à Paris défendre l'assemblée menacée ; ils y retournent en juin pour aider les sections de la ville de Batignolles-Monceau, qui viennent, le 6 août 1848, les remercier de leur concours et leur offrent un drapeau d'honneur. En 1846, la ville est l'une des premières villes françaises à être reliée à Paris grâce à l'ouverture de la ligne de Paris-Nord à Lille, dans un premier temps entre Clermont et la capitale, puis d'Amiens à Paris. L'arrondissement de Clermont manifeste à cette époque beaucoup d'enthousiasme pour le prince Louis-Napoléon, si l'on en juge par un rapport du préfet de l'Oise au ministère de l'Intérieur en date d'octobre 1848.
Pendant la Guerre franco-allemande de 1870, Clermont subit l'invasion allemande : Le 27 septembre 1870, Clermont est déclarée ville ouverte lorsque  les Prussiens sont aux portes de la commune. L'occupation cesse le 5 octobre 1871.
À la suite de la répression de la Commune, un grand nombre de femmes sont enfermées à la Maison centrale (donjon actuel), dont l'effectif dépasse alors le chiffre de 1 300,.
En 1878 est mise en service la ligne de Rochy-Condé à Soissons, dont le service voyageurs est supprimé en 1939.

#### Première Guerre mondiale
La ville de Clermont est attaquée une seconde fois par les Allemands, heureusement la plus grosse partie se jouait en Belgique où les formations françaises avaient des avancées. Le 25 août 1914, le général Joffre, commandant en chef des forces françaises, prend la décision de battre en retraite. Il fait une chaleur écrasante. Les soldats sont épuisés et déçus. L'armée de la ville, sous les ordres de Maunoury, concentrée au sud de la Somme, est attaquée le 28 août, par l'armée de Von Kluck. Elle se replie sur Paris en passant par Clermont et Creil.
Le 29 août, un communiqué officiel paraît dans la presse. Il est affiché à l'ancienne poste, rue Pierre-Viénot : « La situation de notre front de Somme et des Vosges est restée aujourd'hui ce qu'elle était hier, les forces allemandes paraissent avoir ralenti leur marche ». Cependant, le canon tonne sans arrêt depuis deux jours, la plupart des Clermontois, inquiets par la situation, quittent la ville vers l'ouest et le sud. Dans la nuit du 1er au 2 septembre, l'infanterie et l'artillerie déployées en arrière-garde autour de Clermont reçoivent l'ordre de retraite. Au petit matin, les premières colonnes ennemies arrivent par la RN 16 (D 916 actuelle) au Grand-Fitz-James (commune de Fitz-James) et entrent dans Clermont, par l'ancien passage à niveau au bout de l'impasse Henri-Barbusse. Une délégation municipale se rend à leur rencontre précédée du drapeau blanc. En tête le maire, M. Saindenis, suivi de ses conseillers municipaux : M. Noël, le docteur Joly, et quelques autres dont l'archiprêtre, l'abbé Toulet. Le maire s'adresse au colonel allemand commandant la tête de colonne. Il déclare que la ville est ouverte et qu'il se met à sa disposition.
Les Allemands se répandent dans les rues de la ville et établissent leur cantonnement à « la Belle-Assise » dans l'usine. Le commandant remet au maire la liste des réquisitions (vivres, vins, champagne, tabac, etc.) Il s'était aperçu que beaucoup d'habitations étaient fermées. Aussitôt il exige du  maire de lui ouvrir les maisons désertées par les habitants. Celui-ci refuse énergiquement. Les quelques Clermontois restés sur place réunissent ce qu'ils peuvent pour contenter les envahisseurs, et l'incident n'a pas de suite fâcheuse. Le 10 septembre, subitement, les Allemands quittent la place, avec leurs blessés. Un dernier poste assurant les arrières prendra la direction de Montdidier, le lendemain.
La ville est libérée en ce 11 septembre 1914. Sans trop de problèmes, l'occupation n'a duré qu'une dizaine de jours. Les voies ferrées sont rétablies par le Génie. Militaires et civils peuvent circuler librement, mais la guerre n'est pas terminée pour autant. Après la bataille de la Marne, c'est  « la course vers la mer », la bataille de l'Artois (1915) et la Bataille de la Somme (1916) et le reste de sinistre mémoire.
La dernière phase du conflit, menée par le général allemand Ludendorff, se solde par une percée du front anglais en Picardie, dans la région de Montdidier. Mais les alliés se reconnaissent sous le commandement du général Foch qui reçoit, le 20 mars 1918, l'autorité suprême de toutes les forces de l'entente. C'est l'occasion pour Clermont d'être le siège de conférences militaires importantes, notamment celle qui a lieu en présence de Clemenceau, Foch, de  Pétain et du général Pershing, commandant de l'armée américaine — honoré à Clermont par une rue de la ville qui porte son nom, celle où s'étaient déroulés les entretiens à la villa Tisserand —.
Cent-trente-six jeunes Clermontois sont tombés au champ d'honneur. En témoignage de reconnaissance, le conseil municipal décide de les inscrire sur le monument qui leur était destiné, par arrêté du 23 juin 1919.
La ville est décorée de la Croix de guerre 1914-1918 le 11 août 1920.

#### Seconde Guerre mondiale
Lors de la Seconde Guerre mondiale, le 26 mai 1940, un bombardement allemand détruit complètement le tribunal, situé rue du Châtellier, et une portion de l'hôpital psychiatrique. Les premiers bombardements aériens de la ville et des environs avaient commencé dès le 19 mai.
Le 21, la municipalité donne un ordre d'évacuation. Le 9 juin, des combats éclatent dans la région à proximité immédiate. Le maire donne l'ordre de l'évacuation générale de la population. Les colonnes de blindés allemands commencent leur entrée dans Clermont. Le 10 juin, les troupes ennemies arrivent. Le lendemain, les Allemands prennent en main l'administration et installent une Kommandantur locale. Ils envahissent également l'hôpital psychiatrique qu'ils dévalisent. La résistance locale s'organise. Les voies ferrées sont sabotées, les lignes électriques et téléphoniques sont coupées.
Une famille clermontoise va être profondément éprouvée, victime de son patriotisme convaincu : Guy, Léonie et Jean Corroyer, tous trois membres actifs du groupe de résistants clermontois : Jean, ancien officier de la marine marchande installé comme radio-électricien, au numéro 78, de la rue de la République, est abattu, le 6 août 1944, au petit matin, alors qu'il tentait de s'échapper par les toits d'immeubles voisins. Une plaque commémorative a été posée à l'angle de la rue de la République et de la ruelle des Gloriettes, à l'endroit où il fut tué. Sa femme Léonie et son fils Guy sont aussitôt arrêtés. Ils mourront en déportation comme bien d'autres citoyens de la ville.
Les bombardements alliés commencent le 15 mai 1944 et, à sept reprises, Clermont est bombardée. Le quartier de la gare est visé ainsi que le quartier de la Belle-Assise où l'usine Gervais est transformée en centre important de ravitaillement allemand. Le plus désastreux de ces bombardements a lieu quelques jours avant la libération. Tout le quartier de l'Équipée, de la Belle-Assise et la Croix Saint-Laurent est cruellement touché. Quarante-six victimes civiles et autant de blessés sont retirés des décombres. Le nord de la ville est également très touché, aux alentours de la voie ferrée. Pour cette seule journée, 378 impacts de bombes sont répertoriés.
Clermont est libérée le vendredi 1er septembre 1944. Les cloches de l'église annoncent la bonne nouvelle.
La ville reçoit la croix de guerre 1939-1945 avec étoile de bronze  le 11 novembre 1948.

#### De la libération à aujourd'hui
En 1959, pour des raisons d'économies budgétaires et à la suite de la réforme de la magistrature, le tribunal de première instance et le tribunal de commerce sont supprimés. Désormais, Clermont n'est plus que le siège d'un tribunal d'instance. En 2007, le tribunal d'instance est supprimé, à la suite de la réforme de la carte judiciaire.
En 1967, le monument aux morts est transféré sur l'emplacement du square Féret et la statue de Cassini qui s'y trouvait est transportée dans le hall puis dans la salle Cassini de l'hôtel de ville.
Un décret du 19 février 1959 réunit les derniers écarts dépendant des communes voisines, à savoir : une partie du quartier de l'Équipée, la Croix-Saint-Laurent et le hameau de Faÿ (dépendances d'Agnetz), le bas de la rue de Paris, la rue des Meuniers, la rue du Chemin-Blanc et le quartier Entre-Deux-Eaux (agglomération du Pont-de-Pierre), dépendances de la commune de Breuil-le-Vert ainsi que l'emplacement de l'usine des Eaux et celui de l'abattoir, dépendances de la commune de Fitz-James.
Dès 1960, Clermont s'investit dans l'intercommunalité avec les villages environnants pour former un district, puis, en 1966, avec 24 autres communes, elle crée un « Groupe d'études et de programmations » permettant de mieux gérer l'avenir du centre de l'Oise, baptisé la « Cité Verte ».
Une forte tempête en 1984 fait s'écrouler une bonne partie du donjon, ancienne prison de femmes.
La ville est désengorgée par la déviation à deux fois deux voies de la route nationale 31 en 1987, puis par celle de la route nationale 16 (actuelle D 1016), en 1994. La salle des fêtes communale André-Pommery est inaugurée en 1992. L'ancien hôtel-Dieu est détruit et remplacé par une maison de retraite en 1995.
Créé en 1939 rue Eugène Fortin, le lycée Cassini, qui accueille les élèves de la 6e à la Terminale, est séparé en 1973 en deux entités, le collège Jean Fernel et le lycée Cassini. Le lycée est installé dans de nouveaux locaux rue Henri Breuil. En 2003, le collège Jean-Fernel ferme ses portes pour être déplacé avenue Gambetta.

## Politique et administration

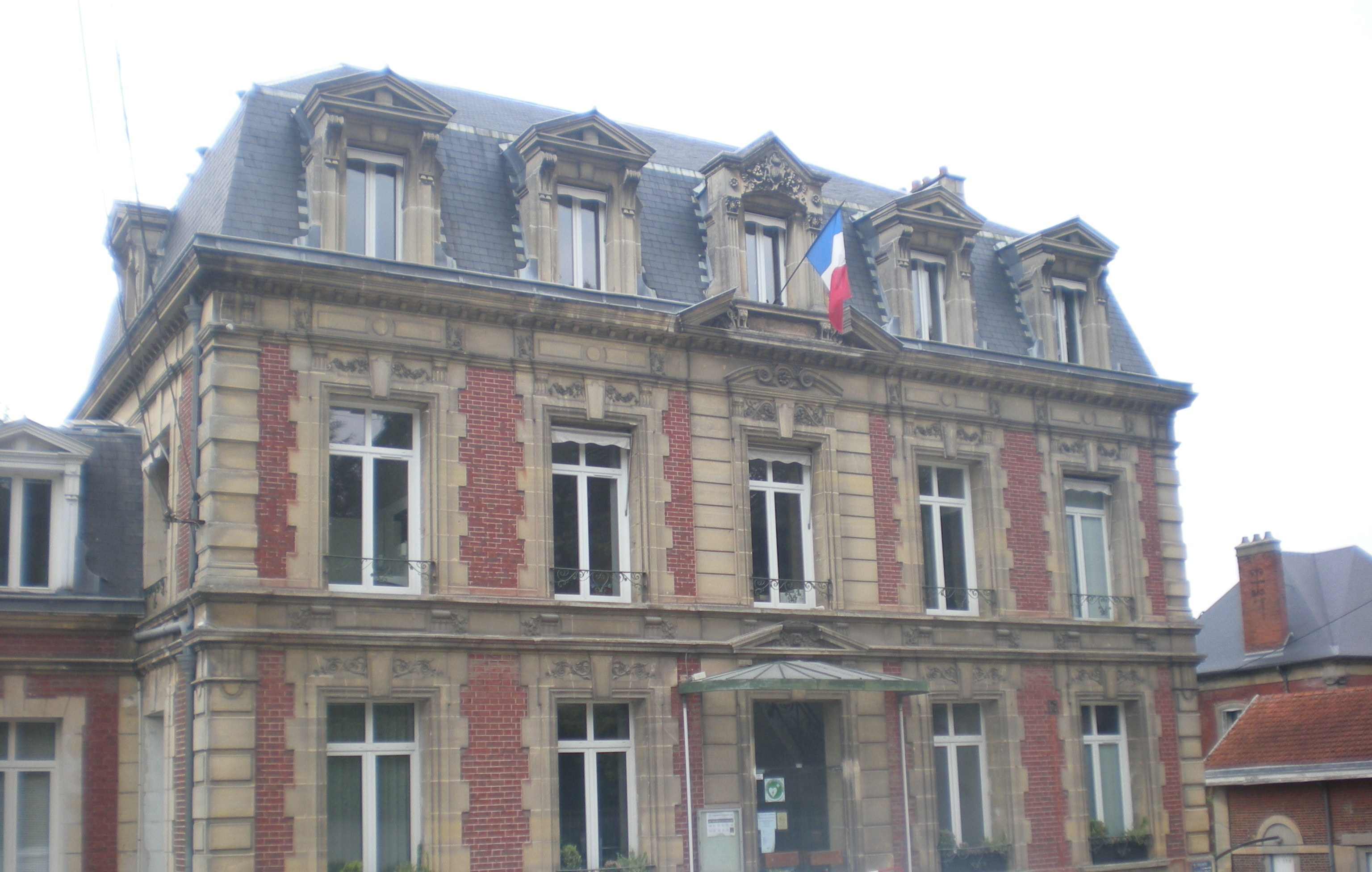
La mairie.

### Rattachements administratifs et électoraux
Rattachements administratifs
La commune est le chef-lieu de l'arrondissement de Clermont — sauf pour la période de 1926 à 1942, où elle était rattachée à l'arrondissement de Compiègne — du département de la Somme.
Elle était depuis 1793 le chef-lieu du canton de Clermont de Seine-et-Oise. Dans le cadre du redécoupage cantonal de 2014 en France, cette circonscription administrative territoriale a disparu, et le canton n'est plus qu'une circonscription électorale.
Rattachements électoraux
Pour les élections départementales, la commune fait partie depuis 2014 du canton de Clermont
Pour l'élection des députés, elle fait partie de la septième circonscription de l'Oise.

### Intercommunalité
La ville est le siège de la communauté de communes du Clermontois, créée en 1960 sous le statut de district urbain et transformée en communauté de communes en 2000.

### Tendances politiques et résultats
À l'élection présidentielle de 2007, Nicolas Sarkozy (UMP) est en tête avec 27,27 %, suivi par Ségolène Royal (PS) avec 24,96 %, François Bayrou (UDF) avec 17,26 %, Jean-Marie Le Pen (FN) avec 13,82 %, Olivier Besancenot (LCR) avec 6,30 %. Aucun autre candidat n'a dépassé 5 %. Au second tour, Nicolas Sarkozy domine Ségolène Royal avec 51 %.
Aux élections européennes de 2009, Dominique Riquet (Majorité) est le premier élu avec 20,21 %, suivi par Gilles Pargneaux (PS) avec 18,35 %, Hélène Flautre (Europe écologie) avec 13,93 %, Corinne Lepage (Modem) avec 11,04 %, Marine Le Pen avec 10,34 %, Jacky Henin (PCF) avec 7,50 %, Christine Poupin (Extrême gauche) avec 5,73 %.
Aux élections régionales de 2010, Claude Gewerc (PS) arrive en tête avec 39 % des voies. La 2e place revient à Caroline Cayeux (UMP) avec 21,1 % et Michel Guiniot (FN) arrive en 3e position avec 11,9 %. Le 4e candidat, Christophe Porquier (EELV) obtient 10 % des suffrages. Il est suivi par Maxime Gremetz (DG) avec 5,60 %.
Aucun autre candidat n'a dépassé les 5 %. Au second tour, Claude Gewerc l'emporte avec 57,8 % des voix contre 27 % pour Caroline Cayeux et 15,3 % pour Michel Guiniot.
À l'élection présidentielle de 2012, François Hollande (PS), avec 29,80 %, devance Nicolas Sarkozy (UMP, 27,18 %) et Marine Le Pen (FN, 22,91 %). Jean-Luc Mélenchon (Front de Gauche) arrive en 4e position avec 12,41 %, suivi par François Bayrou (Modem, 6,87 %). Aucun autre candidat n'a dépassé 5 %. Au second tour, François Hollande obtient la majorité avec 55,96 % ; Nicolas Sarkozy obtient 45,04 % des suffrages.
Aux élections législatives de 2012, Claude Gewerc (PS) arrive en tête avec 37,63 % des voix, contre 37,46 % pour Édouard Courtial (UMP), député sortant. André Fouchard (FN) obtient la troisième place avec 12,96 % des suffrages. Il est suivi par Loïc Pen (FDG) avec 7,03 %. Au second tour, Édouard Courtial l'emporte avec 51,46 % contre 48,54 % pour Claude Gewerc. Les autres candidats n'ont pas dépassé 2 % des suffrages.
Lors du second tour des élections municipales de 2014 dans l'Oise, la liste PS, FG et EELV menée par le maire sortant Lionel Ollivier obtient la majorité absolue des suffrages exprimés, avec 1 943 voix (55,05 ¨%, 26 conseillers municipaux élus dont 9 communautaires), devançant très largement celles menées respectivement par : 

-  Jean-Luc Poulain (UMP, 1 035 voix, 29,32 %, 5 conseillers municipaux élus dont 2 communautaires) ;

- Johan Delcroix (UDI, 551 voix, 15,61 %,	2 conseillers municipaux élus dont 1 communautaire).

Lors de ce scrutin, 43,90 % des électeurs se sont abstenus.
À l'élection présidentielle de 2017, Marine le Pen (FN) arrive en tête avec 29,11 % suivi d'Emmanuel Macron (EM) avec 22,58 % avec en troisième position Jean-Luc Mélenchon (FI) avec 20,83% et en quatrième François Fillon (LR) avec 11,80%. Au second tour, Emmanuel Macron l'emporte avec 55,82% contre 44,18% pour Marine Le Pen.
Lors du second tour des Élections municipales de 2020 dans l'Oise, la liste DVG menée par le maire sortant  Lionel Ollivier obtient la majorité absolue des suffrages exprimés avec 1 157 voix (57,36 %, 26 conseillers municipaux élus dont 9 communautaires), devançant largement celle DVD menée par Maïté Biason  (860 voix, 42,63 %, 7 conseillers municipaux élus dont 2 communautaires).
Lors de ce scrutin, où la liste DVG (PCF) menée par Derek Carvalho  s'est retirée et qui a été marqué par la Pandémie de Covid-19 en France, 65,89 % des électeurs se sont abstenus,.
À l'élection présidentielle de 2022, Marine le Pen (RN) arrive en tête avec 29,35%, suivi de Jean Luc Mélenchon (LFI) avec 24,00% avec en troisième position Emmanuel Macron (LREM) avec 21,93%. Au second tour, Marine le Pen l'emporte avec 51,20% contre 48,80% pour Emmanuel Macron.
Aux élections législatives de 2022, le député sortant Maxime Minot (LR) arrive en tête avec 29,61%, suivi de Loïc Pen (Nupes) avec 28,92%  Au second tour, Maxime Minot l'emporte avec 55,01% contre 44,99% pour Loïc Pen.

### Administration municipale
Le nombre d'habitants au dernier recensement étant compris entre 10 000 et 19 999, le nombre de membres du conseil municipal est de 33.

### Liste des maires
| Période      | Période                       | Identité          | Étiquette | Qualité |
| ------------ | ----------------------------- | ----------------- | --------- | --- |
| 1944         | 1947                          | Eugène Delahoutre | MRP       | Notaire, résistant Nommé président de la délégation municipale de Clermont à la Libération Conseiller général de Clermont(1945 → 1958) Député de l'Oise (1945 → 1951)                                     |
| 1947         | 1953                          | Pierre Michaux    |           | |
| 1953         | 1971                          | Jean Bouet        |           | |
| 1971         | 1983                          | Robert Rouzier    |           | |
| 1983         | octobre 2001                  | André Vantomme    | PS        | Inspecteur des domaines Sénateur de l'Oise (2001 → 2011) Conseiller général de Clermont(1982 → 2015) Vice-président du conseil général de l'Oise Démissionnaire à la suite de son élection comme sénateur |
| octobre 2001 | avril 2004                    | Claude Gewerc     | PS        | Courtier en tissus, VRP Président du conseil régional de Picardie (2004 → 2015) Démissionnaire à la suite de son élection comme président du conseil général de l'Oise                                    |
| avril 2004   | En cours (au 2 décembre 2021) | Lionel Ollivier   | PS        | Proviseur Président de la CC du Clermontois (2014 → ) Réélu pour le mandat 2020-2026 |

### Démocratie participative
Depuis 1992, la commune dispose d'un conseil municipal d'enfants ouvert aux CM1-CM2 des écoles primaires dont les élections ont lieu une année sur deux,.

### Distinctions et labels
La commune a obtenu sa seconde fleur en 2021 au concours des villes et villages fleuris, reconnaissant le travail effectué en matière de développement durable et de transition écologique ainsi que la mise en valeur des espaces naturels ou  le balisage de sentiers dans la zone des Vignobles.

### Jumelages et pactes d'amitiés
| La commune de Vohburg an der Donau en Allemagne · La commune de Sudbury (Suffolk) au Royaume-Uni · La commune de Chiaramonte Gulfi en Italie · La commune de Tipaza en Algérie · La commune de Aït Melloul en Maroc |

Au 26 mai 2015, Clermont est jumelée avec, :
- Vohburg an der Donau (Allemagne) depuis 1973 ;
- Sudbury (Royaume-Uni) depuis 1985 ;
- Chiaramonte Gulfi (Italie) depuis 1984.

## Équipements et services publics
La Maison de la citoyenneté et des services (MCS), qui utilise les locaux de l'ancien biureau de poste du quartier des Sables, est labellisée en 2022 maison France Service et donne accès aux services de Pôle emploi, la CAF, la CPAM, la Carsat, La Poste ou des ministères de l’Intérieur, des Finances publiques et de la Justice,.

### Enseignement
Clermont dépend de l'académie d'Amiens. À la rentrée  2019, les écoles de la commune accueillent plus de 1000 élèves, dont environ 500 déjeunent à la cantine. Compte tenu des projets d'urbanisation de la ville, notamment près de la gare et rue Henri-Breuil, ces effectifs devraient augmenter
En 2012, la ville gère  quatre groupes scolaires publics primaires et maternels : la Gare (construit en 1907), Pierre Viénot (construit en 1952), Belle-Assise (construit en 1967), les Sables (construit en 1972) :
Elle accueille, également en 2012 :
- un collège : collège Jean-Fernel (2002) Accueillant 800 élèves, il s'agit du collège ayant le plus grand nombre d'élèves du département répartis sur 54 enseignants. On y trouve également un internat, le seul en collège public de l'Oise. Il remplace un lycée datant de 1936, qui aujourd'hui est non occupé[73] ;
- un lycée d'enseignement général : lycée Cassini (près de 2 000 élèves, dont les bâtiments ont été construits en 1970)[74] ;
- un groupe scolaire privé catholique, rue des Sables, l'école Notre-Dame-de-la-Providence, qui a emménagé dans ses nouveaux locaux en 2019, et qui succède à un établissement créé en 1825 par les Sœurs de la Providence de Ruillé-sur-Loir, devenu établissement diocésain en 2013[75],[76].

### Équipements culturels
En 2011, la ville dispose de :

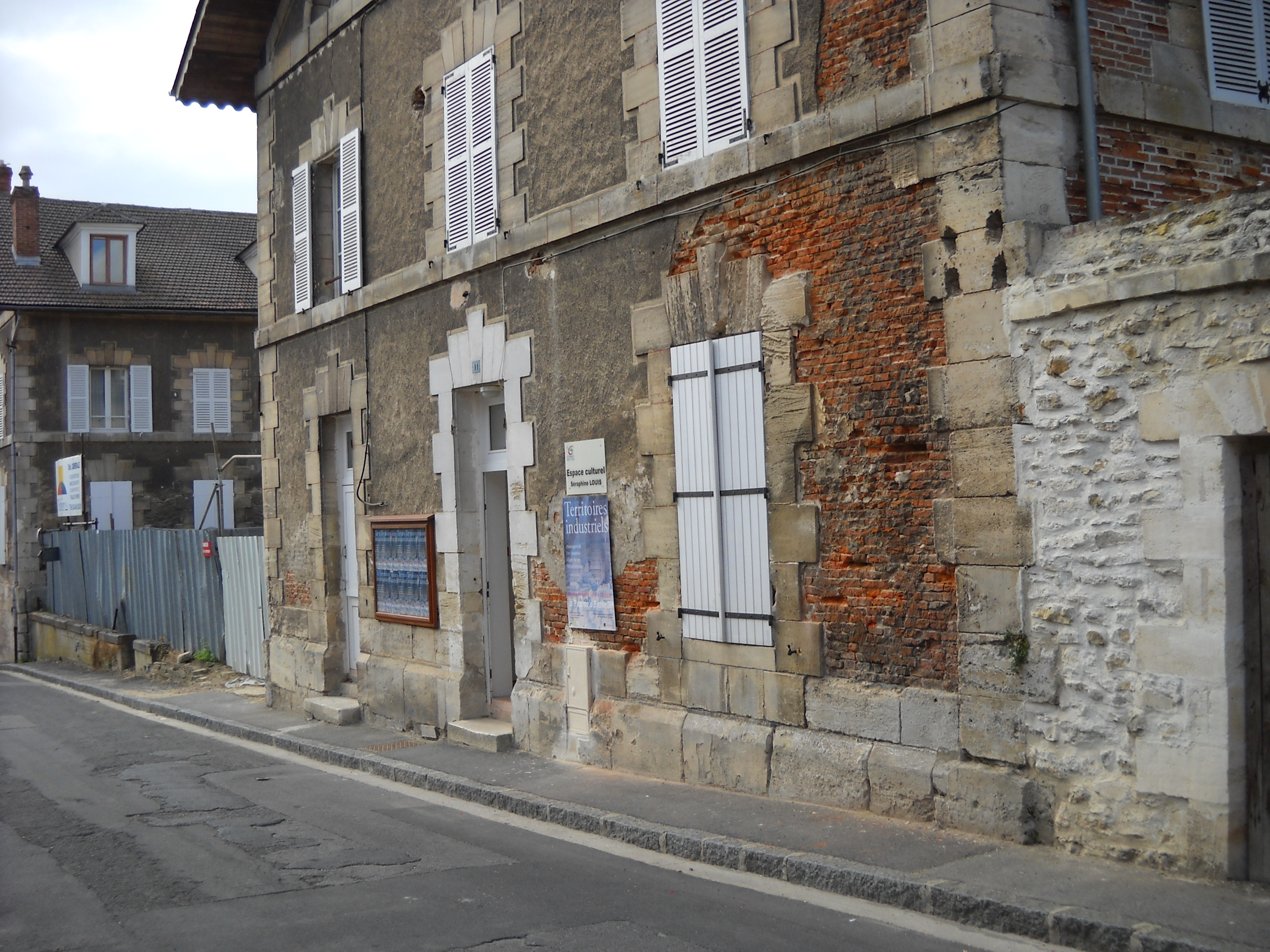
L'espace culturel Séraphine-Louis.

- un cinéma administré par l'intercommunalité et rénové en 2022[77] ;
- deux bibliothèques-ludothèques (Hôtel de Ville et annexe centre socioculturel)[78] ;
- le CAL (centre d'animations et de loisirs)[79] ;
- une salle des fêtes (salle André-Pommery) ;
- un centre socioculturel[M 4] ;
- l'espace Culturel Séraphine-Louis[M 5], qui abrite le FabLab, un équipement de l'intercommunalité qui en constitue la  branche numérique et propose de nombreuses activités aux habitants du Pays du Clermontois[80] ;
- une école de Musique[81] ;
- le musée Henri-Theillou (dans l'hôpital psychiatrique)[82].

Clermont possédait aussi un théâtre détruit en 1960.

### Santé

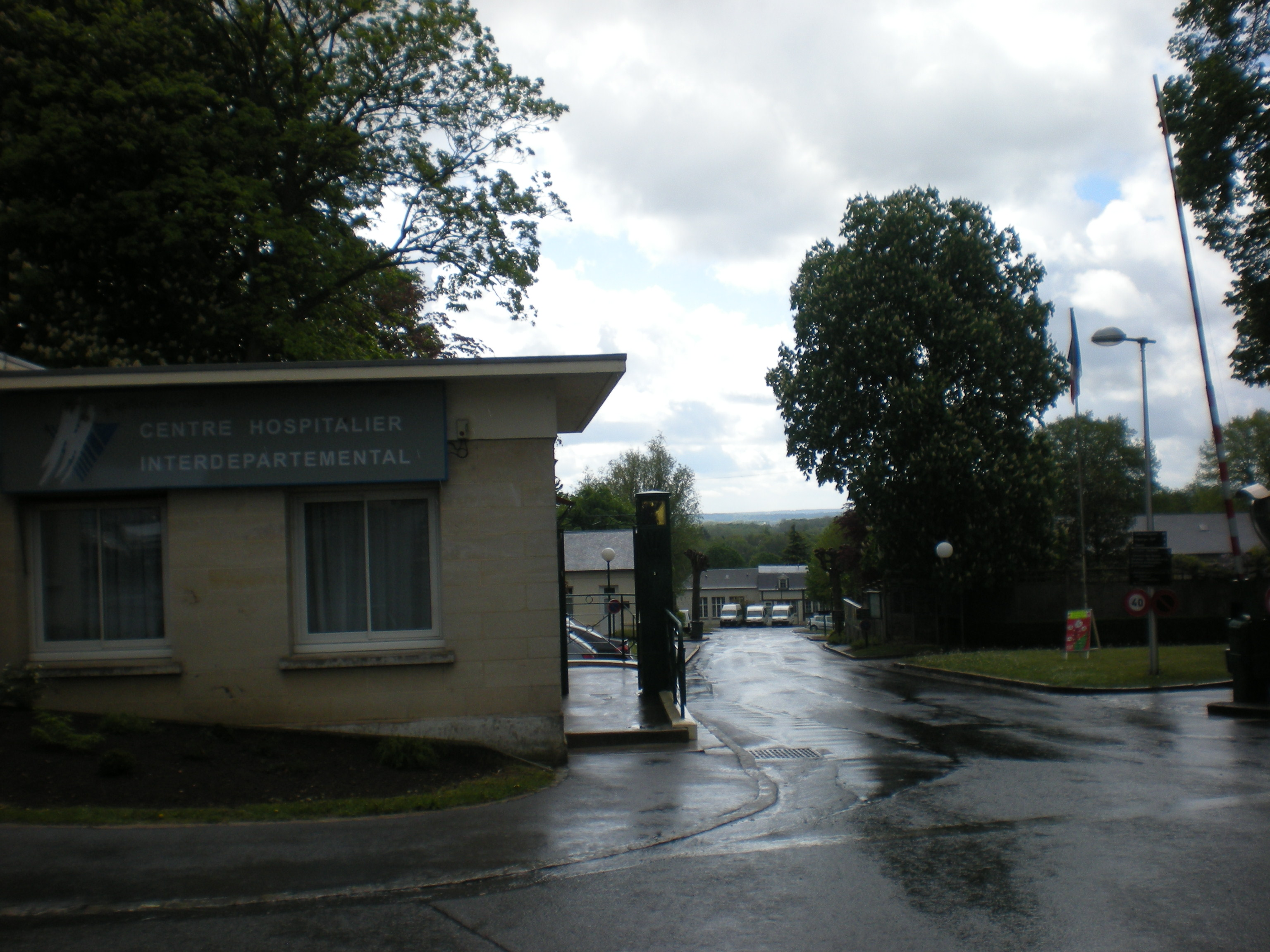
L'Hôpital psychiatrique.

En 2014, plusieurs établissements de santé sont situés à Clermont :
- le Centre hospitalier général, situé sur l'emplacement de l'Hôtel-Dieu de la commune fondé en 1493, qui était lui-même sur l'emplacement d'un autre hôpital tenu par le couvent des trinitaires de Saint-André. Depuis 1995, les bâtiments ont été démolis pour faire place à une nouvelle maison de retraite moderne et à l'hôpital Actuel, en contrebas. Il accueille un service des urgences, un centre périnatal de proximité, un bloc opératoire, un service de chirurgie, de médecine polyvalente, d'un hôpital pluridisciplinaire et d'un service de radiologie[83] ;
- le Centre hospitalier isarien (CHI) : hôpital psychiatrique construit sur l'emplacement des vignes du couvent des Trinitaires, il fut construit au début du XIXe siècle. Dans les années 1960, il était le plus grand centre hospitalier psychiatrique d'Europe. Il possède aujourd'hui[Quand ?] un personnel de 2 824 personnes et de 133 médecins pour 1 601 lits[84].

La commune accueille également un centre médico-psychologique, un centre d'accueil thérapeutique à temps partiel et une résidence pour personnes âgées. La ville compte une vingtaine de médecins généralistes ou spécialisés, un centre de sapeurs-pompiers ainsi qu'une maison départementale de la solidarité,.
La commune envisage depuis 2019 la création d'une maison médicale, pour laquelle elle a fait acheter les anciens locaux de la caisse primaire d’assurance maladie (CPAM), rue de la Croix-Picard,

### Équipements sportifs
En 2011, les équipements sportifs sont les suivants : 
- quatre salles de sports[91] ;
- une piste d'athlétisme ;
- trois terrains de football ;
- un stade de rugby Benoit-Boyer, doté d'un centre de formation[92] ;
- trois city stades[93] ;

Un complexe complexe tennis-boxe est mis en servoice en 2019.
L'intercommunalité dispose d'une piscine située sur la commune de Fitz-James et datant de 2009 et qui accueille chaque année de 115 000 et 135 000 personnes. Des travaux de réfection interviennent en 2022,. Elle réalise pour les Jeux olympiques de Paris 2024 une salle de gymnastique et d’une salle multisports, près du stade de football de Clermont, afin de  pouvoir être « site d’accueil pour les Jeux olympiques de 2024 » en tant que centre de préparation de gymnastique. L'équipement sera également utilisé par les jeunes du Lycée Cassini et les licenciés du club de l’Éveil gymnique

## Population et société

### Démographie

#### Évolution démographique
L'évolution du nombre d'habitants est connue à travers les recensements de la population effectués dans la commune depuis 1793. Pour les communes de plus de 10 000 habitants les recensements ont lieu chaque année à la suite d'une enquête par sondage auprès d'un échantillon d'adresses représentant 8 % de leurs logements, contrairement aux autres communes qui ont un recensement réel tous les cinq ans,.

En 2022, la commune comptait 10 704 habitants, en évolution de +5,01 % par rapport à 2016 (Oise : +0,87 %, France hors Mayotte : +2,11 %).
| 1793  | 1800  | 1806  | 1821  | 1831  | 1836  | 1841  | 1846  | 1851  |
| ----- | ----- | ----- | ----- | ----- | ----- | ----- | ----- | ----- |
| 2 042 | 1 995 | 2 135 | 2 543 | 2 715 | 3 235 | 4 191 | 4 805 | 5 144 |

| 1856  | 1861  | 1866  | 1872  | 1876  | 1881  | 1886  | 1891  | 1896  |
| ----- | ----- | ----- | ----- | ----- | ----- | ----- | ----- | ----- |
| 5 453 | 5 666 | 5 743 | 5 774 | 6 101 | 5 628 | 5 529 | 5 617 | 5 731 |

| 1901  | 1906  | 1911  | 1921  | 1926  | 1931  | 1936  | 1946  | 1954  |
| ----- | ----- | ----- | ----- | ----- | ----- | ----- | ----- | ----- |
| 5 723 | 5 488 | 6 004 | 5 488 | 5 540 | 5 870 | 5 943 | 5 331 | 6 345 |

| 1962  | 1968  | 1975  | 1982  | 1990  | 1999  | 2005   | 2006   | 2011   |
| ----- | ----- | ----- | ----- | ----- | ----- | ------ | ------ | ------ |
| 7 509 | 8 437 | 8 576 | 8 628 | 8 934 | 9 699 | 10 797 | 10 748 | 10 758 |

| 2016   | 2021   | 2022   | - | - | - | - | - | - |
| ------ | ------ | ------ | - | - | - | - | - | - |
| 10 193 | 10 475 | 10 704 | - | - | - | - | - | - |

#### Pyramide des âges
La population de la commune est relativement jeune.
En 2018, le taux de personnes d'un âge inférieur à 30 ans s'élève à 38,4 %, soit au-dessus de la moyenne départementale (37,3 %). À l'inverse, le taux de personnes d'âge supérieur à 60 ans est de 22,4 % la même année, alors qu'il est de 22,8 % au niveau départemental.
En 2018, la commune comptait 4 805 hommes pour 5 378 femmes, soit un taux de 52,81 % de femmes, légèrement supérieur au taux départemental (51,11 %).
Les pyramides des âges de la commune et du département s'établissent comme suit.
| Hommes | Classe d’âge | Femmes |
| ------ | ------------ | ------ |
| 0,5    | 90 ou +      | 2,1    |
| 5,1    | 75-89 ans    | 9,0    |
| 13,4   | 60-74 ans    | 14,4   |
| 20,1   | 45-59 ans    | 18,5   |
| 21,3   | 30-44 ans    | 18,6   |
| 19,8   | 15-29 ans    | 19,8   |
| 19,7   | 0-14 ans     | 17,7   |

| Hommes | Classe d’âge | Femmes |
| ------ | ------------ | ------ |
| 0,5    | 90 ou +      | 1,4    |
| 5,5    | 75-89 ans    | 7,6    |
| 15,6   | 60-74 ans    | 16,3   |
| 20,8   | 45-59 ans    | 20     |
| 19,4   | 30-44 ans    | 19,4   |
| 17,6   | 15-29 ans    | 16,2   |
| 20,6   | 0-14 ans     | 19,1   |

### Manifestations culturelles et festivités
La commune accueille plusieurs festivals : 
- le festival des arts de rue « Divers et d'Été »[101] organisé par le CAL tous les deux ans, dont l'édition 2021 a attiré près de 6 000 personnes[102],
- le festival des Zicophonies organisé par le CLAJ, dont la 24e édition a eu lieu en mai 2019.
- le festival de cinéma « Films à lire, Livres à voir ».
- Les Rencontres musicales de Clermont, consacrées à la musique classique. Sa septième édition est prévue à l'automne 2021[103].
- Les Médiévales, tous les deux ans, dont la troisième édition a eu lieu en septembre 2019[104]

### Sports

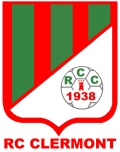
Le logo du Racing club Clermont, équipe de football de la ville.

Clermont dispose d'une équipe de football (le Racing club Clermont) et de rugby à XV, le CCR (Clermont club rugby).
Le Club de Tennis Clermontois, qui, en 2022, compte 378 membres, a vu son équipe féminine être  championne de France interclubs pro A en 2021,.
L’Athlétic Club Clermontois organise le ClermonTrail, dont la troisième édition organisée en 2019  se déroule sur trois circuits respectivement de  8,5 et 17 km et une épreuve en relais de 2 fois 8,5 km

### Médias
La rédaction de presse du journal local Le Bonhomme picard est basée à Clermont, au 1, rue du Châtellier. Par son héritage historique et géographique picard sous l'influence de l'Ile-de-France, Le Courrier picard et Le Parisien tendent à s'affirmer comme les deux quotidiens régionaux majeurs.

### Cultes
Le territoire de la commune est situé au sein de la paroisse catholique du « Cœur du Christ » dans le diocèse de Beauvais. Au sein de cette paroisse, on compte plusieurs lieux de culte dont l'église Saint-Samson et le centre Saint-Laurent.
En 2015, la communauté musulmane dispose de deux salles de prière réservées aux hommes,.

## Économie

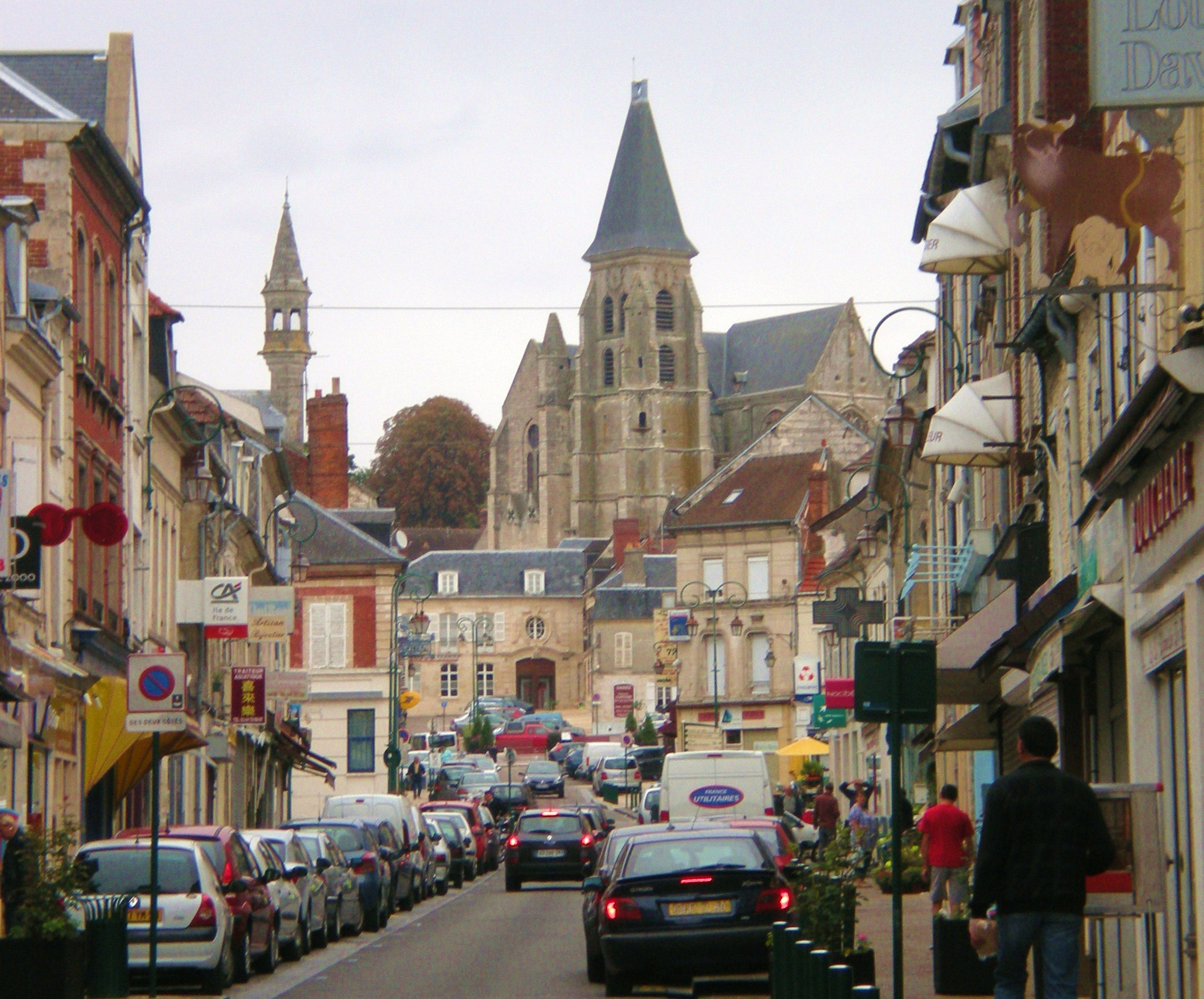
La rue de la République, rue commerçante.

### Revenus par population et fiscalité
Le nombre de ménages est passé de 3 861 à 4 320 de 1999 à 2004, soit 459 de plus. Les ménages d'une seule personne sont passés de 31,8 % à 35,5 %. Le nombre moyen de personnes par ménage a cependant baissé entre ces années, de 2,4 à 2,3. La proportion de ménages ayant au moins une voiture a augmenté, de 80,0 % à 81,4 %.
En 2010, le revenu fiscal médian par ménage était de 26 064 €.

### Emploi
Clermont comptait 4 589 actifs en 1999 pour 5 124 en 2004, soit une hausse de 535 personnes et de 11,7 %. En 1999, 41,2 % des actifs étaient occupés mais 41,6 % le sont en 2004 ; soit 0,4 % de plus. Les chômeurs étaient 6,1 % en 1999 et 5,8 % en 2004 soit une baisse de - 0,3 %.
Les retraités et préretraités sont de 15,9 % en 1999 et 17 % en 2004 (+ 1,1 %). La population active des 15-64 ans était de 4 580 personnes (1999) et de 5 101 personnes en 2004 (+ 521).

### Entreprises
La Société Laitière de Clermont : La SAFR, Société des Fermiers Réunis, est créée en 1885. En 1992, elle devient la Société laitière de Clermont. L'usine actuelle est filiale de Lactel.

### Commerces, foires et marchés
Les commerces de Clermont se réunissent principalement dans la rue de la République et ses alentours, en centre-ville. Puis, d'autres commerces se situent aux points économiques de la commune (hypermarché, gare). L'UCCA, l'Union Clermontoise des Commerçants et des Artisans regroupe un grand nombre de ceux-ci.
La ville accueille une foire, la foire Saint-André, organisée le 30 novembre rue de la République et place Decuignères. Le marché hebdomadaire est organisé le samedi matin, place de l'Hôtel-de-ville, et un marché secondaire est créé en 2021 les mardis, aux Sables. Un marché fermier et artisanal est organisé chaque année depuis 2009 par le Comité des festivités du Clermontois (CFC) et le Club clermontois de Rugby (CCR), en partenariat avec la Ville
Elle comporte plusieurs grandes surfaces : Intermarché, Aldi et un Carrefour Market dans le centre-ville.

## Culture locale et patrimoine

### Lieux et monuments
La commune de Clermont possède huit monuments historiques, dont trois classés et cinq inscrits.
- L'hôtel de ville : cet hôtel de ville, édifié au XIVe siècle, comme  siège de l'assemblée communale, du bailliage et des autres juridictions du comté de Clermont. Il sert également de halle aux draps (on remarque encore les colonnes de l'ancienne halle). La  construction de quinze mètres de large sur 52 mètres de long possède encore une partie de muraille d'une épaisseur de 2,7 m qui destinée à constituer la suite de l'enceinte fortifiée du bourg. La façade occidentale, appelée aussi castillet, faisait partie de l'enceinte fortifiée de la ville qui est terminée par des mâchicoulis avec des parapets et des meurtrières, le tout s'appuyant sur des corbeaux à étages décroissants. La façade est terminée en un grand pignon divisé du bas vers le haut par un contrefort sur lequel s'appuie un beffroi polygonal qui possède une cloche classée au titre objet aux monuments historiques et qui dépasse seulement de quelques mètres l'angle supérieur du toit. Au rez-de-chaussée, de chaque côté de ce beffroi existe une large arcade en anse de panier, sous laquelle sont ouvertes des portes carrées. Dans ce bâtiment on trouve aujourd'hui l'office de tourisme au rez-de-chaussée, la bibliothèque qui comprend plus de 35 000 documents anciens et 18 000 documents récents et la salle des mariages[119]. L'hôtel de ville est classé au titre des monuments historiques depuis 1875[120].

- L'église Saint-Samson : 
l'église paroissiale - a été bâtie au début du XIIIe siècle, même la fin du XIIe siècle disent certains historiens[Lesquels ?], puis remodelée au XVIe siècle principalement. La façade occidentale et les bas-côtés de la nef sont les parties les plus anciennes, tandis que le croisillon sud du transept, l'élévation sud de la nef et la sacristie sont du XVIe siècle. De ces deux campagnes de construction résulte le déséquilibre de la nef dont l'originalité est de six travées au nord et de deux au sud. 
Le chœur à la particularité d'avoir conservé ses ogives primitives retombant sur des chapiteaux à crochets du XIIIe siècle, alors qu'une reprise en sous-œuvre a remplacé les piles originelles par des piles ondulées, plus tardives. 
À l'emplacement de l'ancienne chaire, une huile sur toile le martyre de saint Pierre de Véronne d'après Le Titien (1490-1576), est une copie française du XVIIe siècle, d'après l'original détruit[119]. L'église est classée monument historique en 1921[121].
L'église est dotée d'un grand orgue du XVIIe siècle, inutilisé car en mauvais état[122].

- La porte Nointel : 
Cette  porte datant du milieu du XIVe siècle faisait partie des fortifications du bourg de Clermont et ses aménagements évoquent des défenses d’accès caractéristiques du XIIIe siècle, mais il semble que des remaniements y aient été apportés aux XIVe et XVIe siècles. 
Il n'en subsiste que le bas d'un arc au tiers point et une archère de part et d'autre[119]. La porte est classée depuis 1937[123],[124].

- Le donjon ou château des comtes de Clermont

Probablement érigé au XIIe siècle sur les bases d'un château déjà existant au XIe siècle pour résister aux invasions normandes. 
De forme quadrangulaire et comprenant trois étages de six fenêtres, le donjon était protégé par deux enceintes. Il fut utilisé comme forteresse jusqu'au milieu du XVIIe siècle puis comme logement des seigneurs du lieu. 
Il est vendu en 1805 pour devenir maison de correction. Par ordonnance royale du 21 juin 1826, il est transformé en maison centrale pour la détention des femmes qui est supprimée en 1902. De nombreux graffitis témoignent de cette époque. En 1908, les lieux appartenant encore au ministère de la Justice sont transformés en maison de préservation réservée à la rééducation des jeunes filles mineures-délinquantes. En 1940 il redevient une prison jusqu'à ce qu'en 1951 ils servent de lieu d'hébergement pour des particuliers en attente de logement. 
En 1968 à la suite de l'effondrement du bâtiment la ville le rachète au ministère de la Justice, mais le délabrement est aggravé par l'absence d'entretien et par la tempête de février 1984. Le donjon est inscrit monument historique depuis 1950,.
- La sous-préfecture de Clermont.

Cet ancien couvent des trinitaires de Saint-André au XIIIe siècle comprenait à son apogée une église, un cloître et des bâtiments conventuels.
Le couvent est fermé lors de la Révolution française et l’église ainsi que le cloître sont détruits. Le bâtiment principal, initialement siège du District révolutionnaire, est utilisé depuis 1800 par la sous-préfecture.
Il en reste aujourd'hui l'aile droite du couvent (sous-préfecture) et des caves du XIIIe siècle qui ne se visitent pas ainsi qu'une tourelle inscrite monument historique depuis 1927,.
- L'ancien collège Fernel (autrefois Lycée Cassini), rue Eugène-Fortin, édifié entre 1938 et 1940 sur les plans de  l’architecte Lucien Daboval (1895-1974) et inspiré de l'architecture de Henry Van de Velde, l'établissement a été utilisé comme lycée  de 1940 à 1972, puis comme collège jusqu'en 2003. Présenté en avril 1940, lors de son inauguration, comme le collège le plus moderne de France, le collège Cassini, cet « immense vaisseau aux parois de verre » résultait de la volonté hygiéniste, courant fort à l’époque, consistant à ouvrir les bâtiments sur la nature, laisser pénétrer la lumière et circuler l’air.
Propriété de l'intercommunalité, il doit être réhabilité en 2022 pour accueillir le CAL (Centre d’animations et loisirs), une médiathèque  et le Fablab, ainsi que, potentiellement par Diaphane, le pôle régional de photographie, et un tiers-lieu artistique[129],[130],[131].
- Hôtels particuliers et immeubles : 
  - hôtel particulier, 4, place de l'hôtel-de-ville : élévation, lucarne (inscription en 1998)[132] ;
  - immeuble, 28, place de l'hôtel-de-ville : élévation, toiture (inscription en 1946)[133].
- La chapelle des Lardières

Située en surplomb de la rue de Béthancourtel, au croisement avec la rue Pierre-Viénot ; elle est abritée par un tilleul que les habitants du quartier appellent « Eul' grot' arbe eud Tincorti! » en picard. Elle est construite sous l'ordre de l'abbé Hucher, prieur de Breuil-le-Vert et seigneur de Béthancourtel. La chapelle porte plusieurs noms : chapelle des (Notre-Dame des) Lardières, de Béthancourtel, du tilleul ou encore du nom de son fondateur l'abbé Hucher.
Sur la façade d'entrée, on remarque la statue de sainte Thérèse et de l'enfant Jésus, un minuscule « clocher » contenait la cloche de la famille Morgan (famille du seigneur de Béthancourtel); mais aujourd'hui on retrouve l'ancienne cloche de l'usine Gervais, détruite pendant la Seconde Guerre mondiale.
À l'intérieur, on remarque un autel moderne, mais sur le sol, on trouve une pierre tumulaire; celle de Louis-Havart de Popincourt, inhumé dans l'église Saint-Léger d'Agnetz, dont les restes furent rapportées en 1749 auprès de son épouse Catherine Lefèvre. Une épitaphe en marbre noir et scellé dans le mur qui rappelle le souvenir de Louis Havart de Popincourt, il est à noter également que la chapelle ne possède qu'une petite fenêtre, où il y a un simple vitrail.

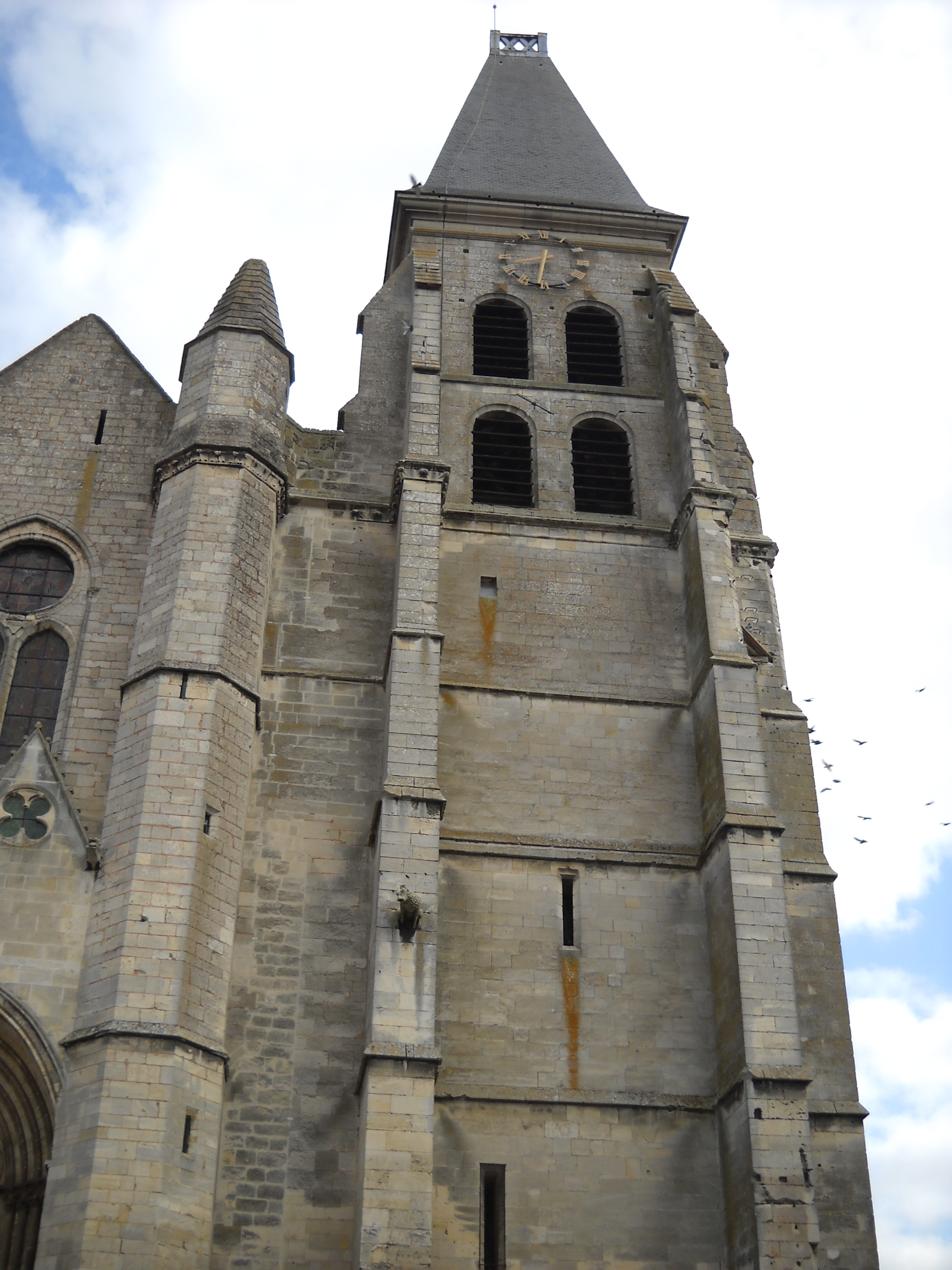
Église Saint-Samson.
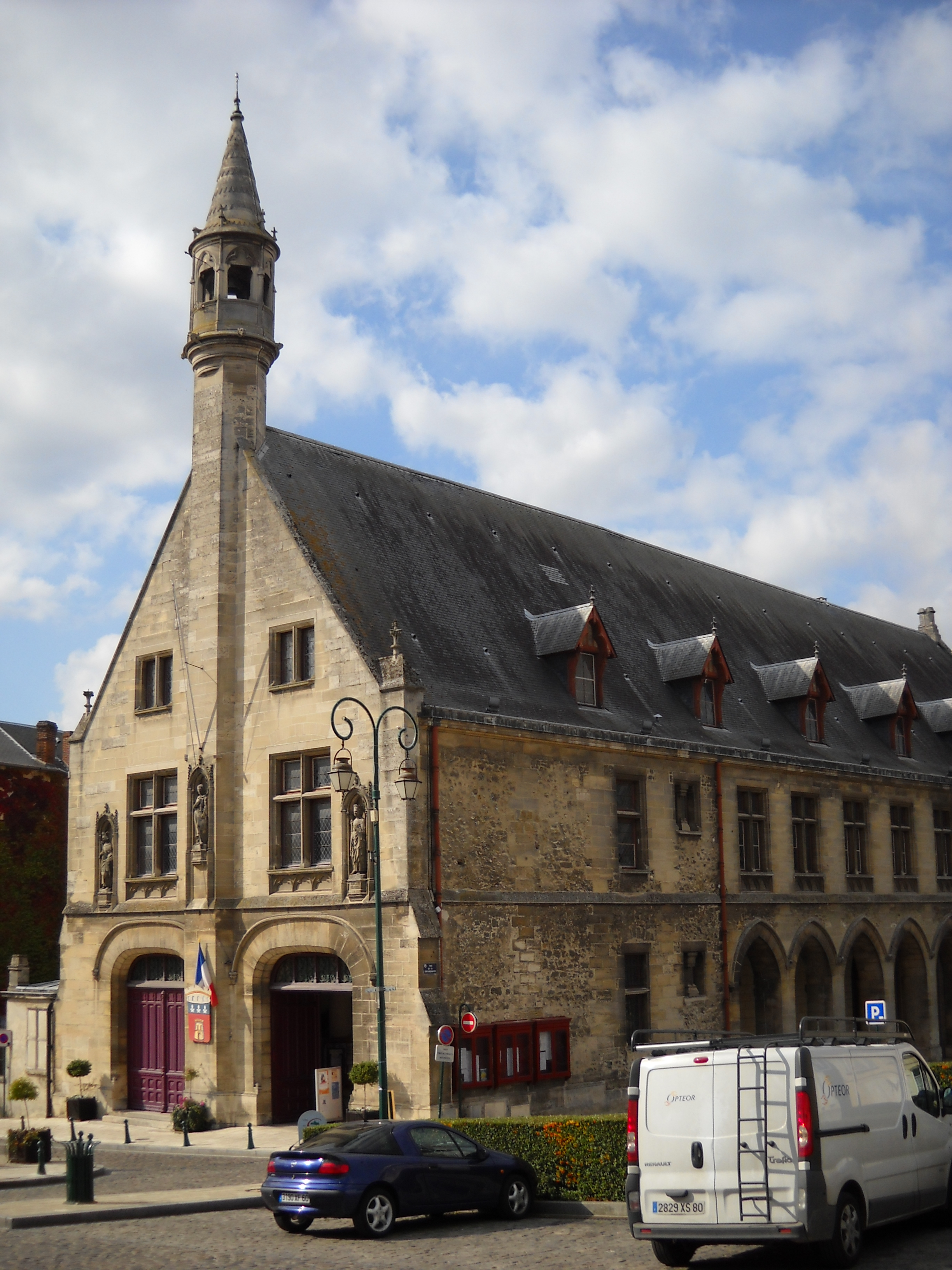
Hôtel de ville.
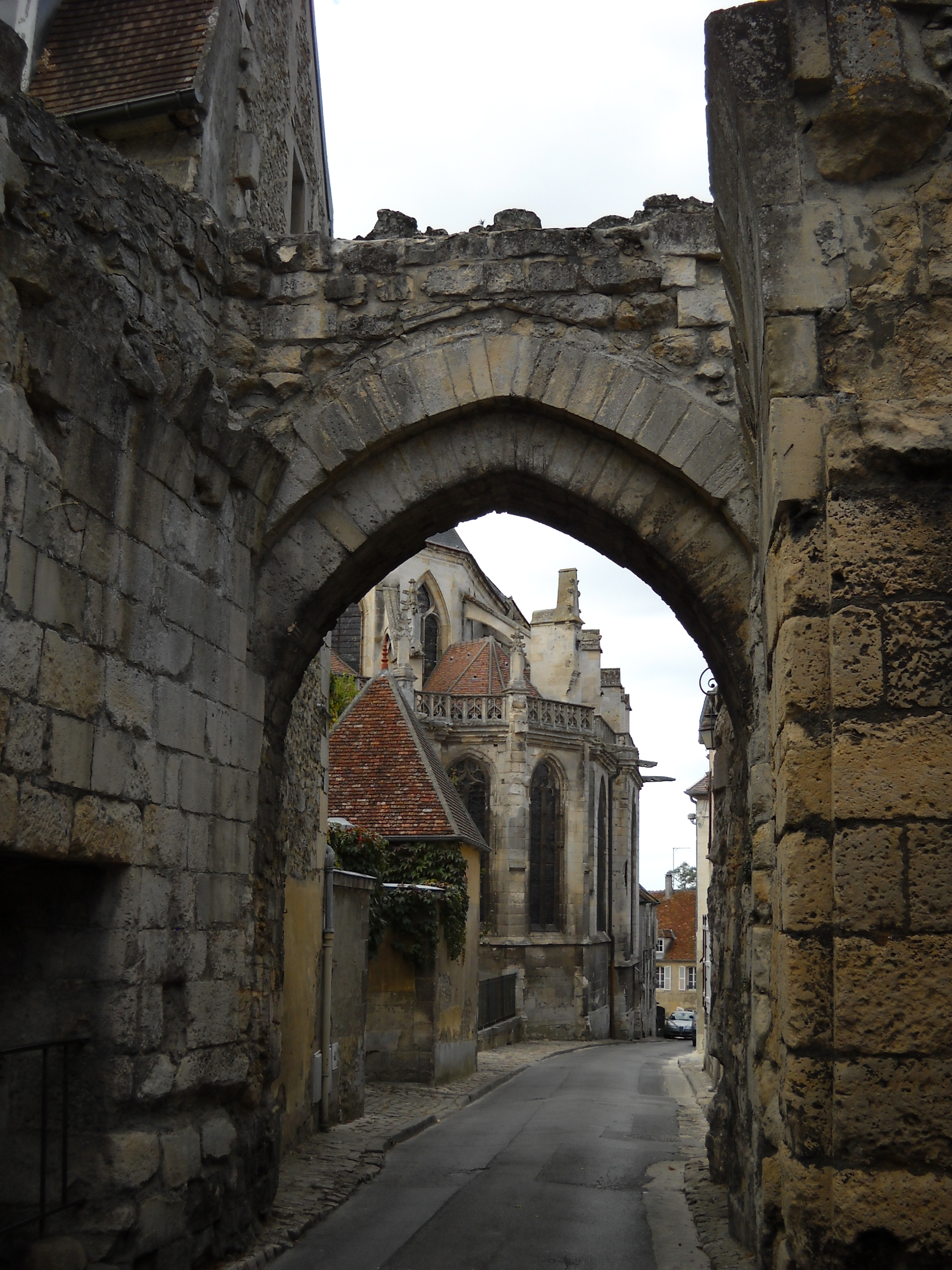
Porte Nointel.
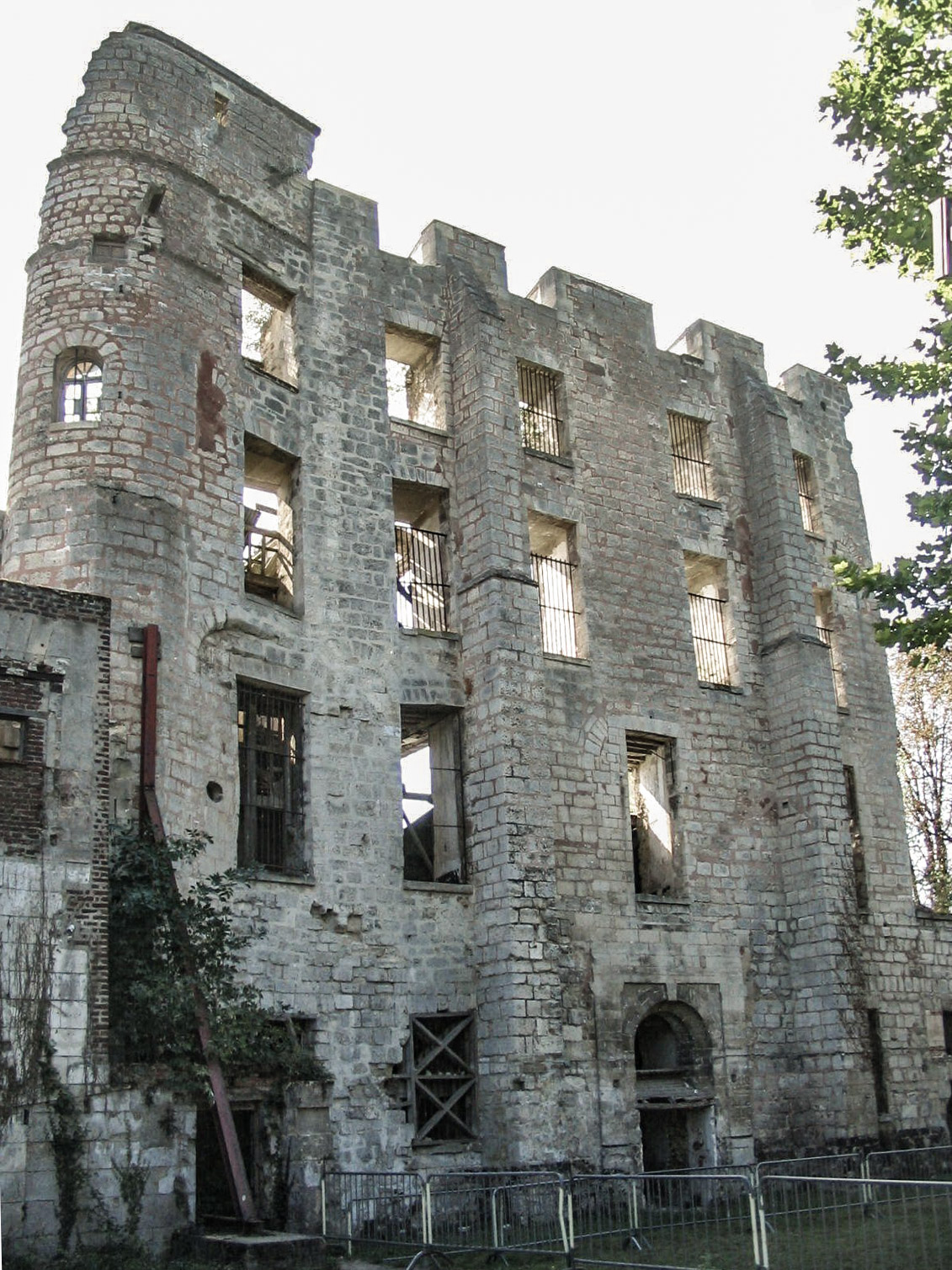
Le donjon.
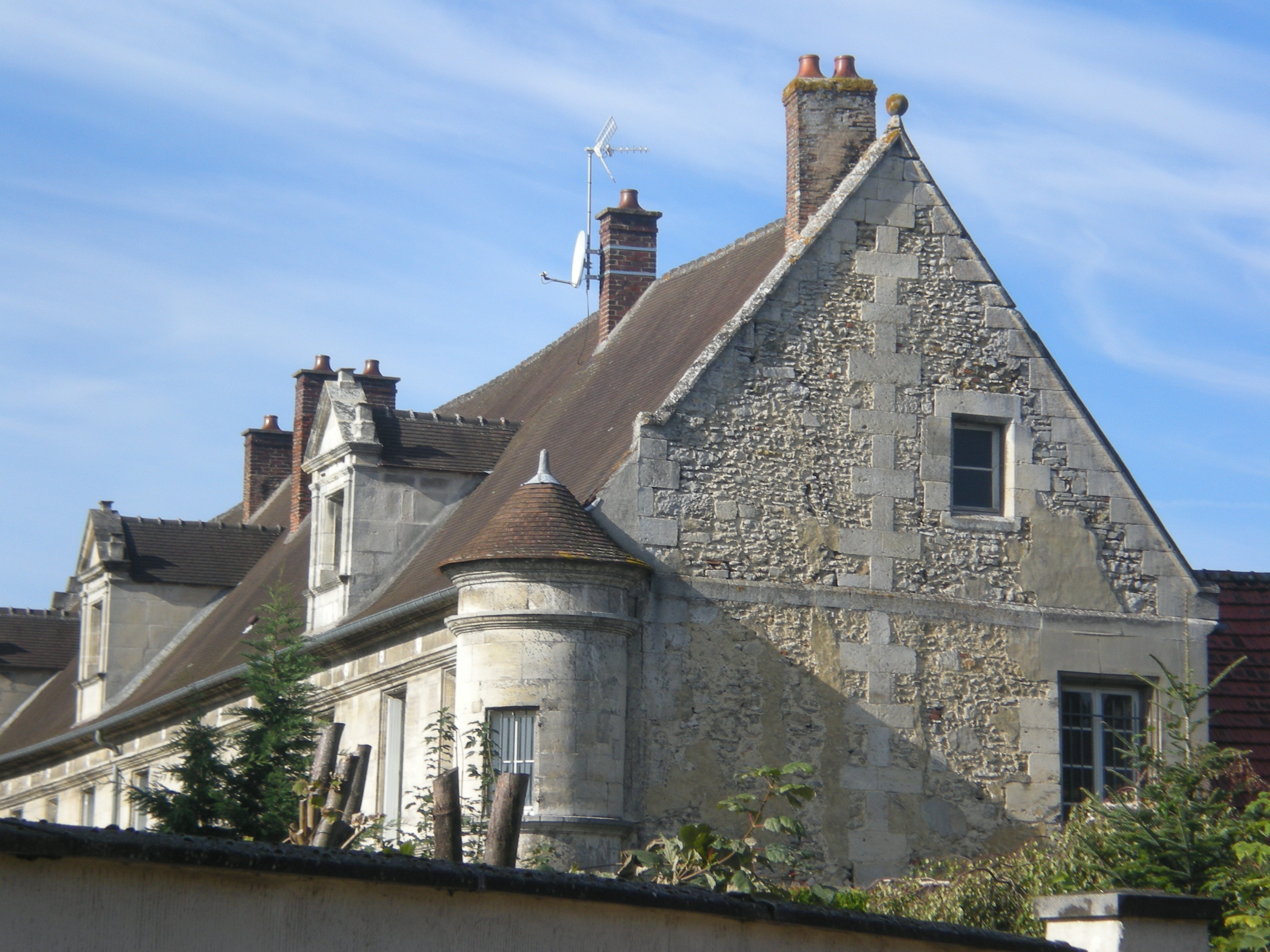
Sous-préfecture.
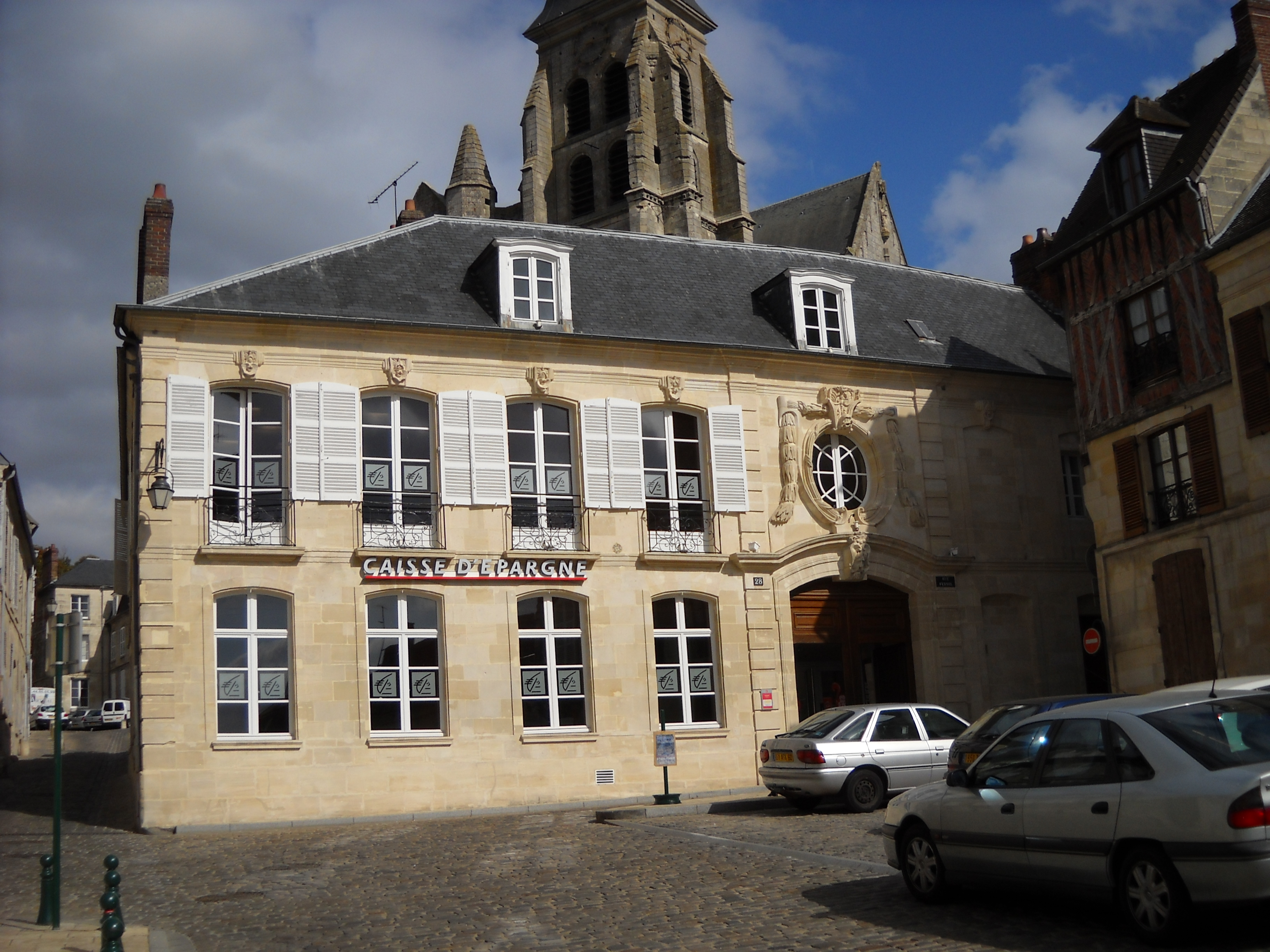
La caisse d'épargne, ancien hôtel particulier.
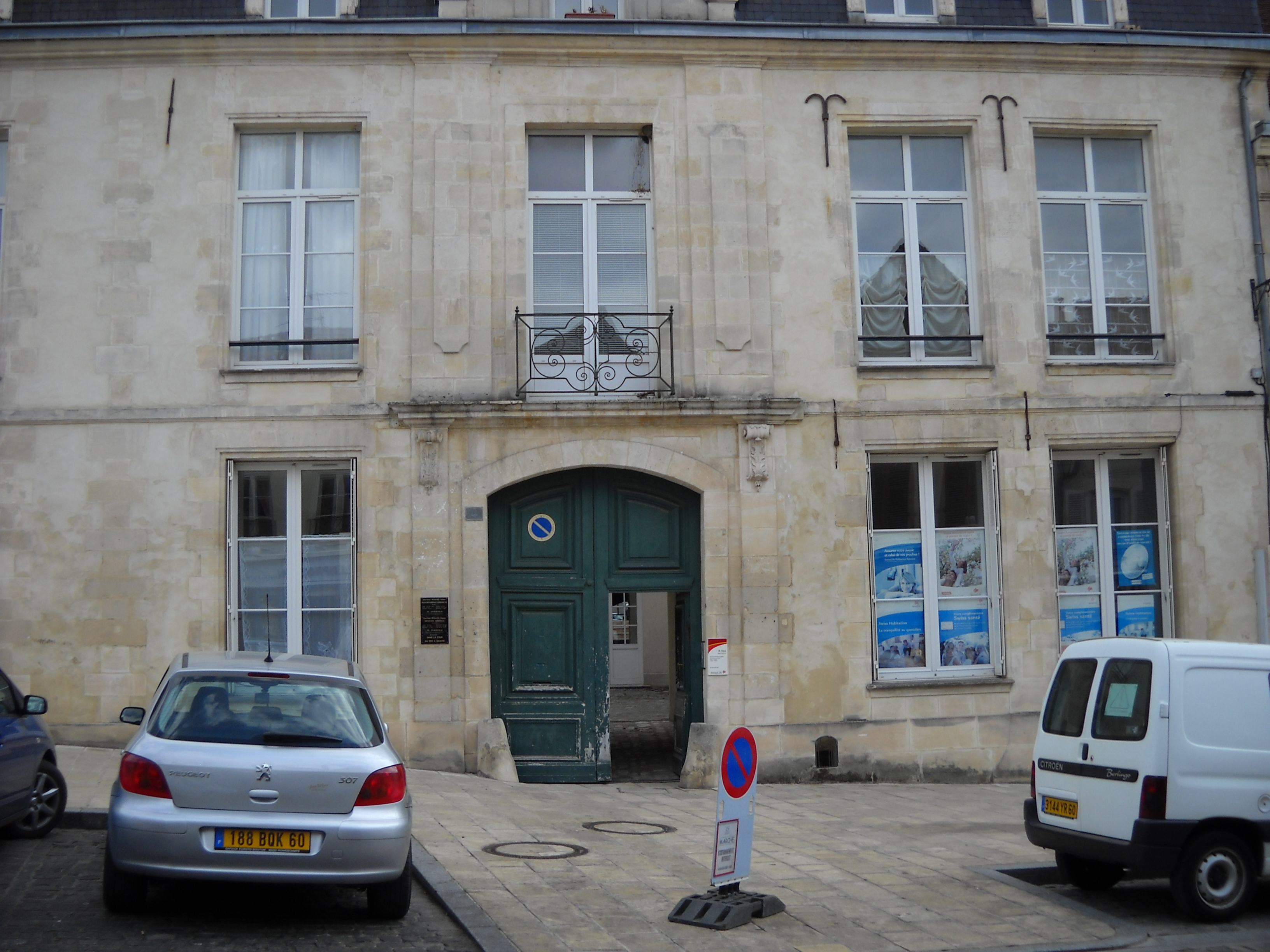
Vue de la place de l'hôtel-de-ville.

On peut également signaler : 
- Les restes des fortifications : Les premières fortifications de Clermont datent du XIIe siècle, elles entouraient le bourg de Clermont et étaient divisé en trois parties : le bourg, le château des comtes (donjon actuel) et une autre partie du bourg. Les remparts étaient à cette époque épais de 2 ou 3 mètres d'épaisseur. On comptait trois portes : La porte du Bourg (vers la basse ville, Mouy et Beauvais), la porte Nointel (voir ci-dessus) (vers Compiègne), la porte de la Hart ou porte des Prisons (vers Liancourt). Les remparts étaient entourés de fossés et défendues par plusieurs tours, on remarque aujourd'hui la tour de Buha toujours intacte et entourée d'habitations ; et la tour des gloriettes (juste à côté de la ruelle du même nom) dont il reste la salle inférieure.
- Borne au lieu-dit du Télégraphe, indiquant le point le plus élevé de la commune, à 162 mètres d'altitude. Elle marque l'emplacement de l'ancienne tour du télégraphe Chappe sur la ligne Paris-Lille entre les tours de Bury et de Fouilleuse[135].
- Le monument aux morts, square Féret, au pied de l'hôtel de ville, réalisé par l’architecte Nestor Boudoux et le sculpteur Émile Pinchon, initialement situé sur le square de l’ancien hospice et inauguré le 30 septembre 1923 ; avec remise de la Croix de guerre à la ville par le ministre de la guerre et des pensions, André Maginot. 
La sculpture du soldat couché qui était placée devant le monument se trouve désormais au cimetière communal.
Les arcades situées à l’arrière du monument proviennent de la façade nord de l’hôtel de ville, mises à jour lors des travaux de restauration en 1876[136].

- Buste de Cassini, place Henri-Dunant
- Rues et maisons anciennes
- La villa Tisserand ou villa Boudier, 29 de la rue du Général Pershing (ancienne Rue de la gare), construite lieu de conférences avec Georges Clemenceau, construite en 29 de la Rue du Général Pershing (ancienne Rue de la gare pour le filateur Alexandre Tisserand, belle maison de maître, marquée par une belle marquise bien restaurée.
Pendant la Première Guerre mondiale, elle est utilisée en 1918  comme quartier général de à l’armée française et accueille des personnalités comme le général Georges Louis Humbert, le Président de la république Raymond Poincaré, le Président du conseil et ministre de la guerre, Georges Clemenceau, le général américain John Pershing, le général Ferdinand Foch (1851 - 1929)[137].
Le bâtiment a été transformé en logements[138].

- Niche Renaissance, rue Pierre-Viénot, datée de 1544.
- Bas-relief de la façade de l'école Pierre-Viénot.
- Croix et Calvaires :
  - croix derrière l'église Saint-Samson ;
  - calvaire de Belvue, rue Belvue ;
  - la Croix-Picard, à l'angle des rues de la Croix-Picard et Frédéric-Raboisson ;
  - croix, à l'angle de la rue de Faÿ et du Chemin-de-l'étang ;
  - calvaire Saint-Laurent, à l'angle de l'avenue Gambetta et de la rue Wenseslas-Coutellier.

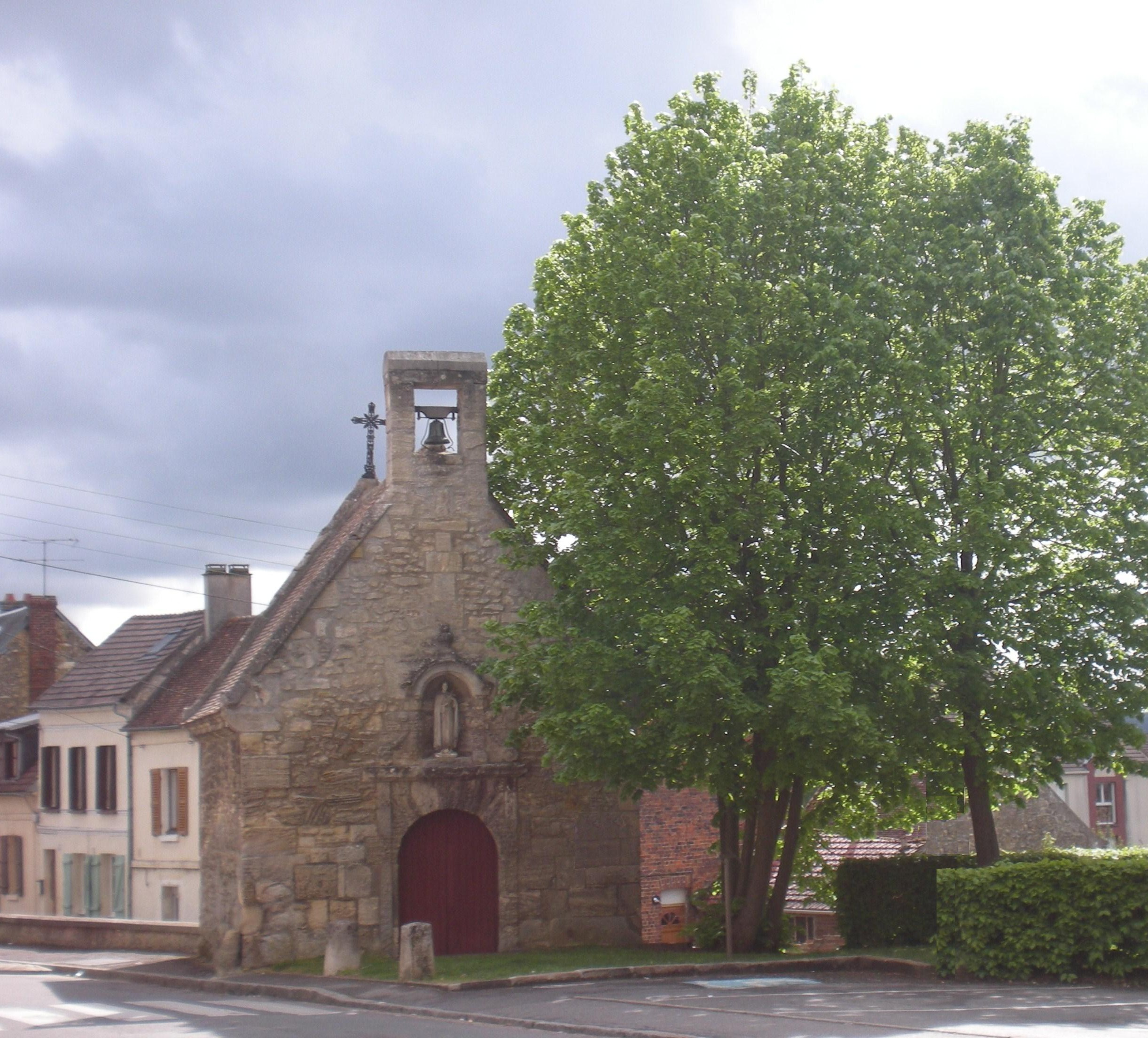
La chapelle des Lardières.
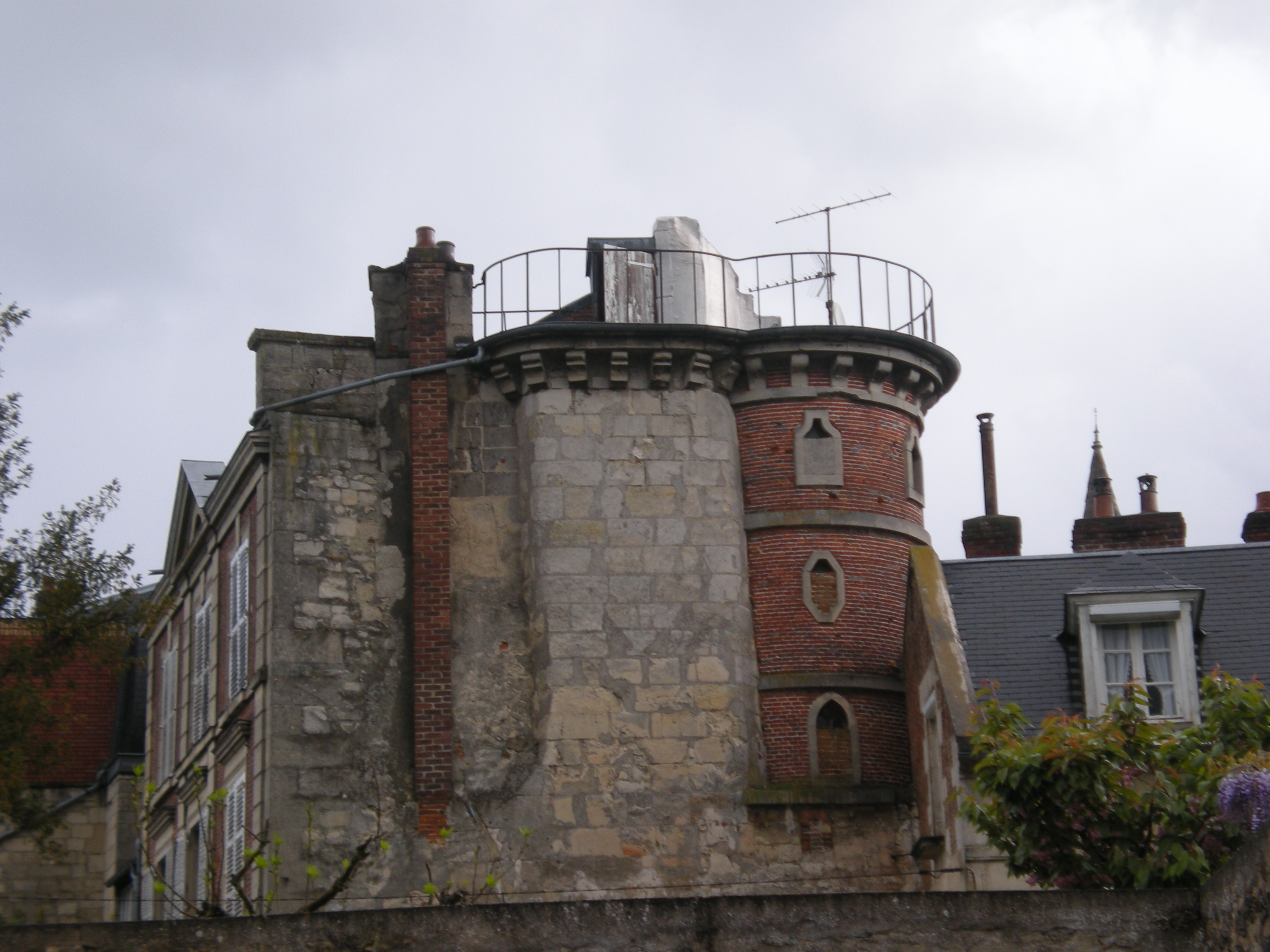
La tour de Buha, vestige des fortifications.
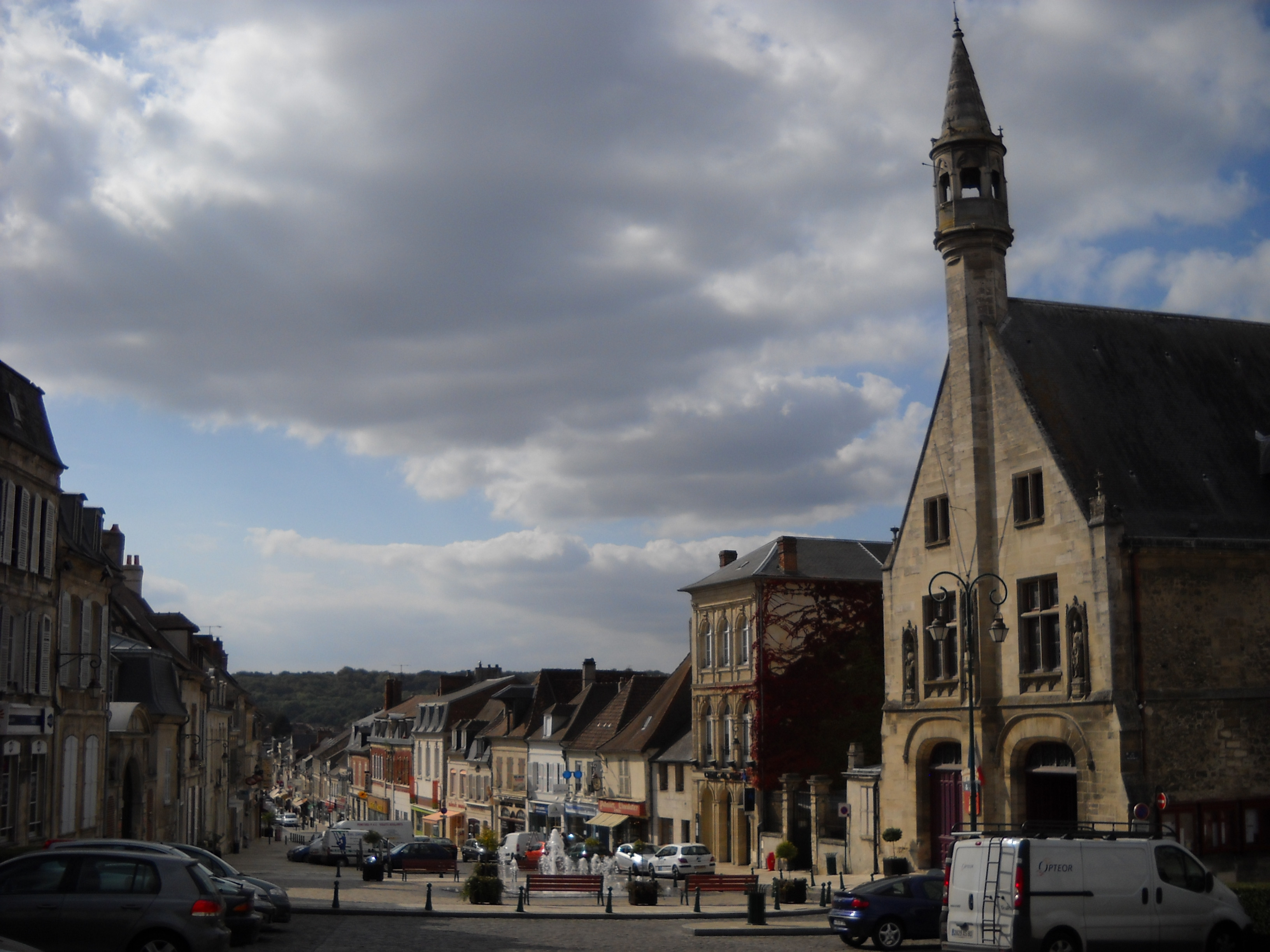
La place de l'Hôtel-de-ville.
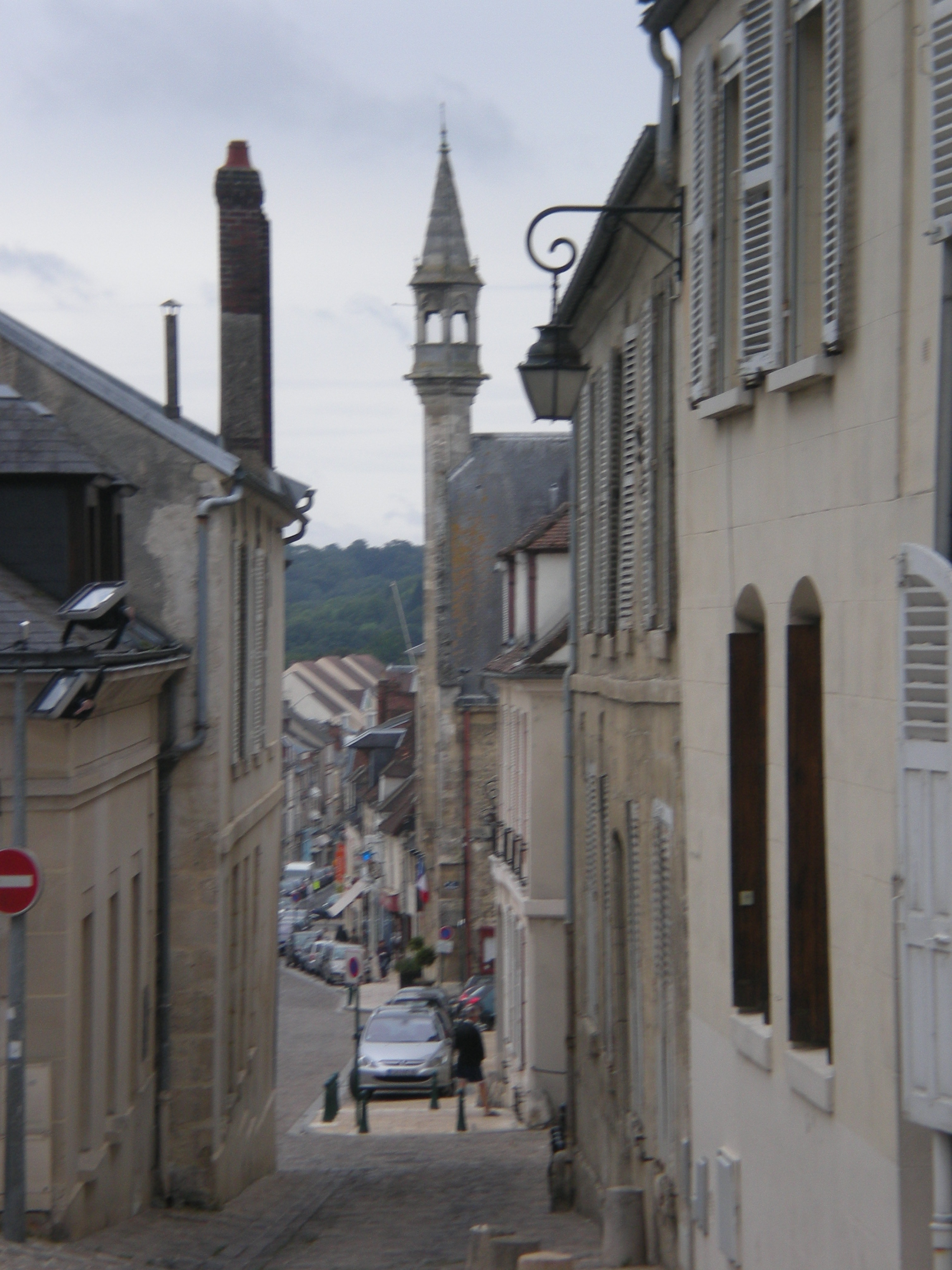
La vieille ville.
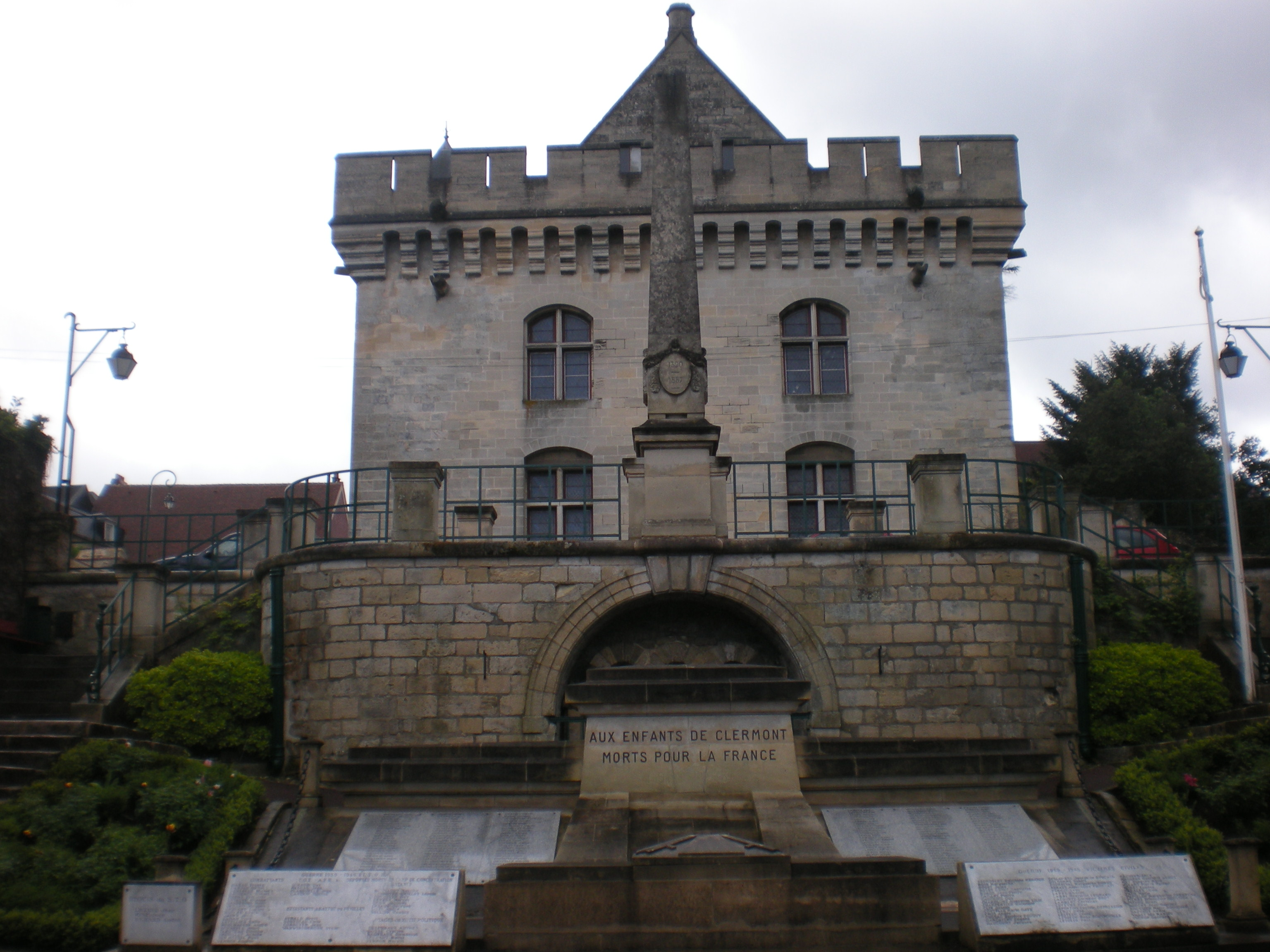
Le monument aux morts.
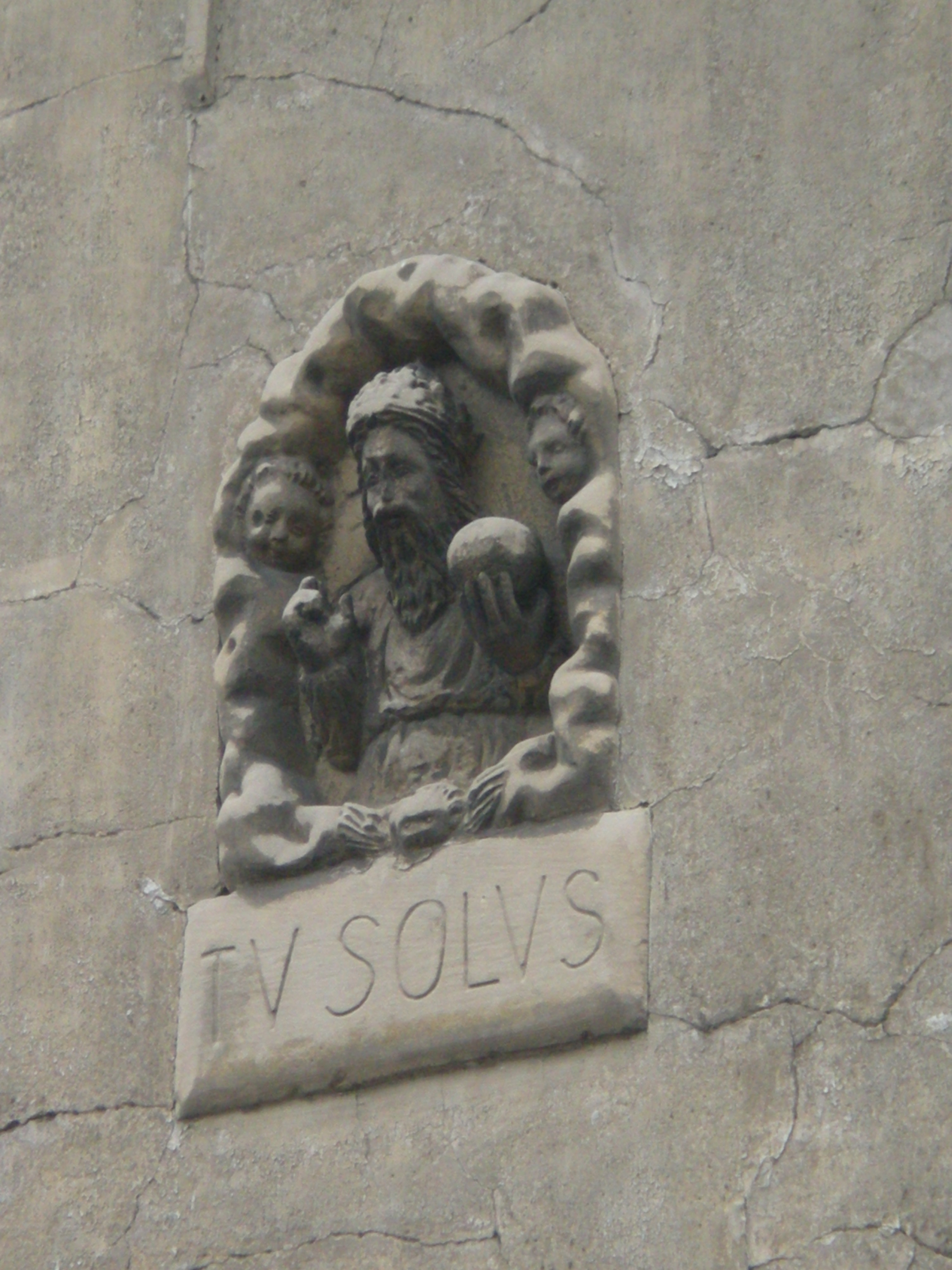
Niche avec citation « Tu Solus », rue de l’Église.
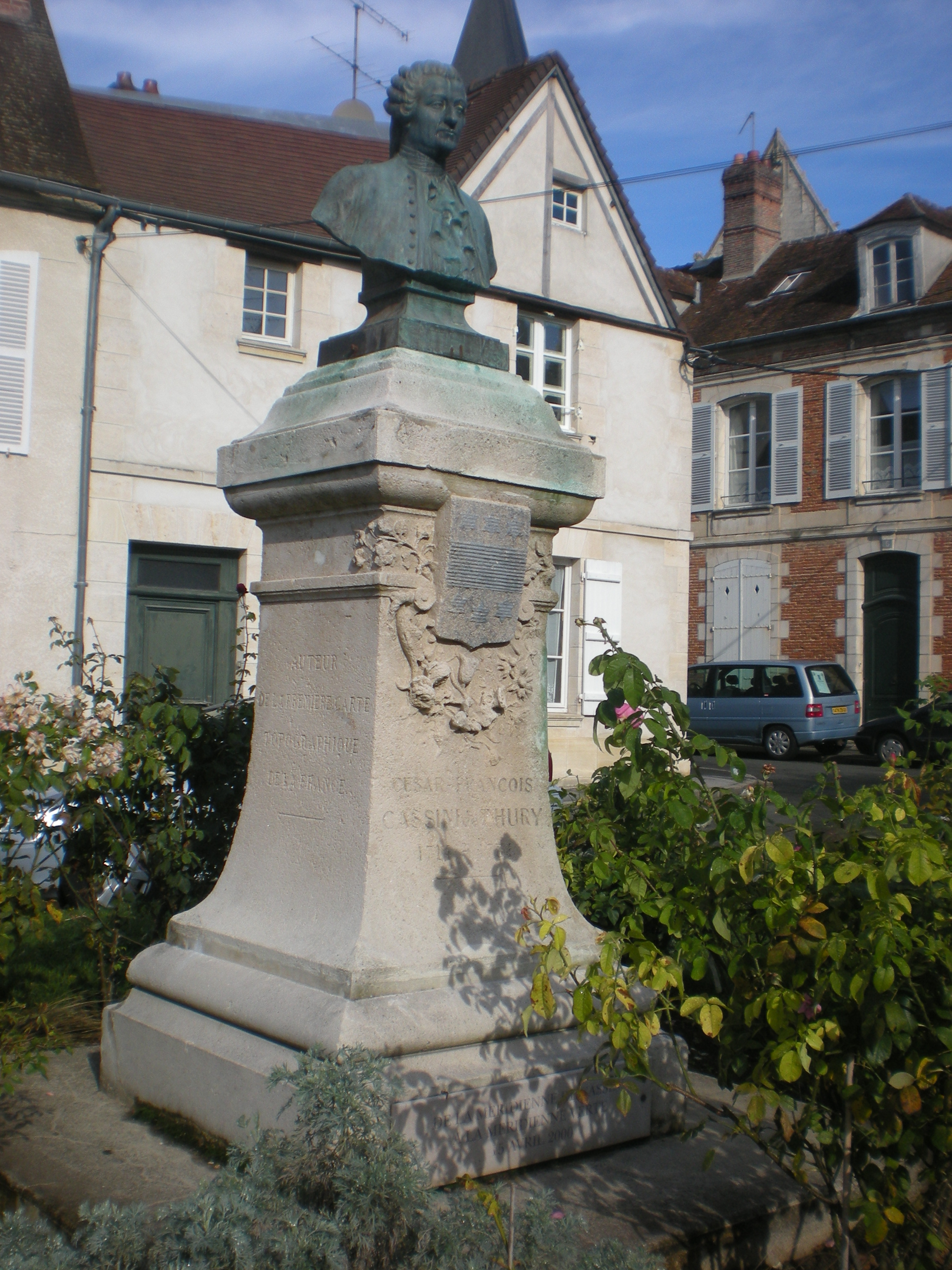
Buste de César François Cassini de Thury, place Henri-Dunant.
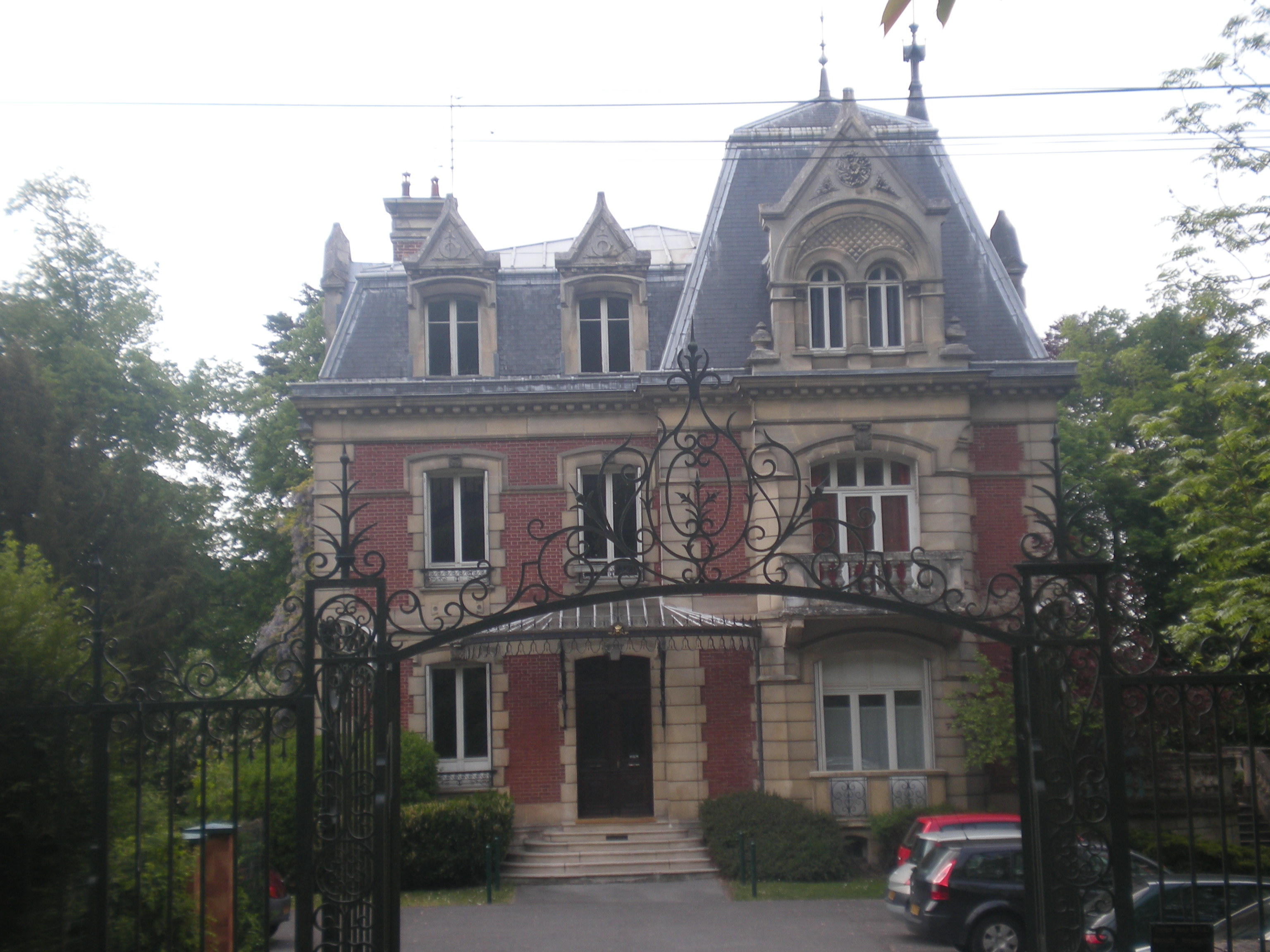
La villa Tisserand, Georges Clemenceau y tint des conférences lors de la Première Guerre mondiale.
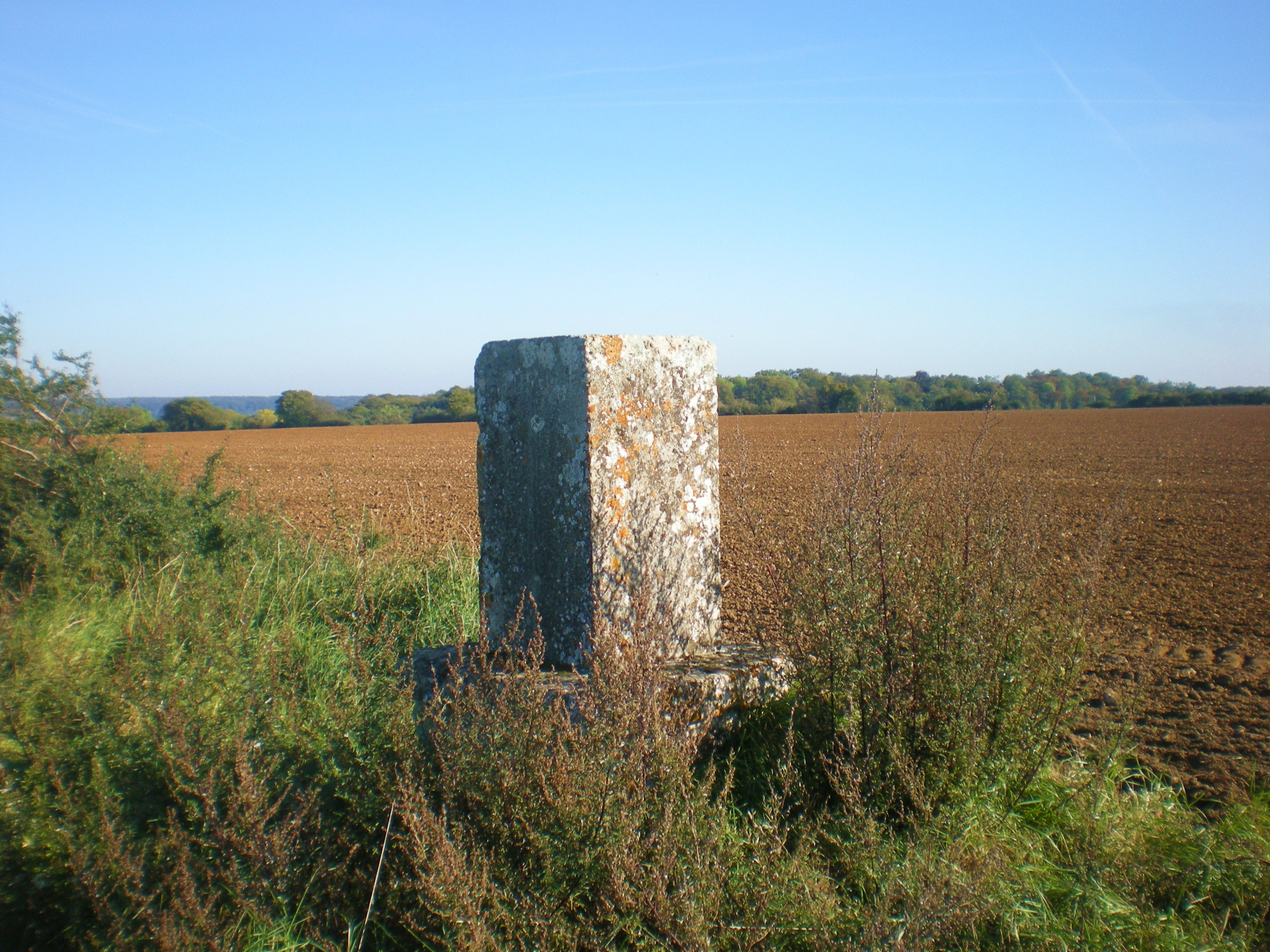
Borne au point culminant de la commune au lieu-dit du Télégraphe (162 mètres).
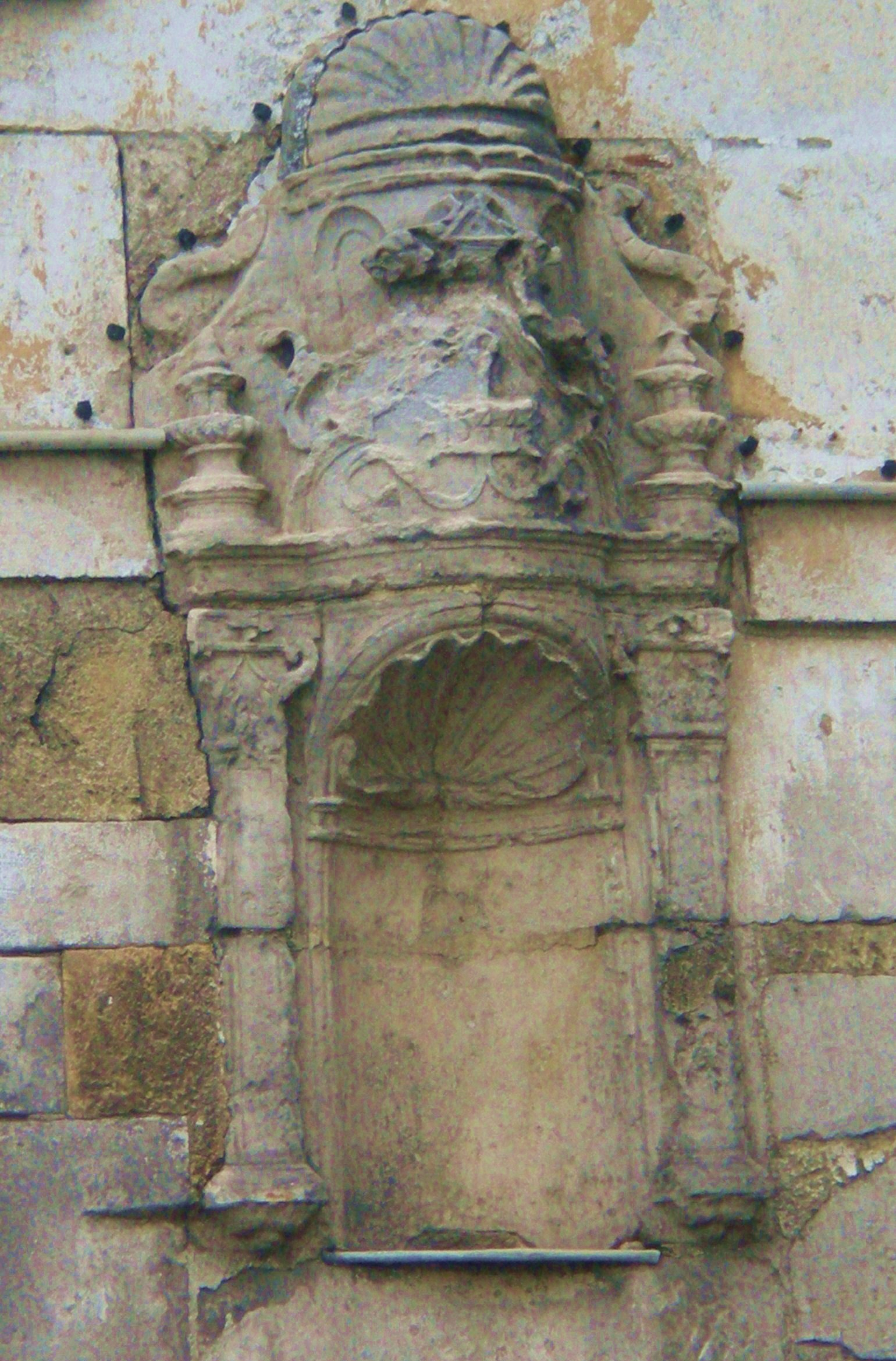
Niche Renaissance datée de 1544, rue Pierre-Viénot.
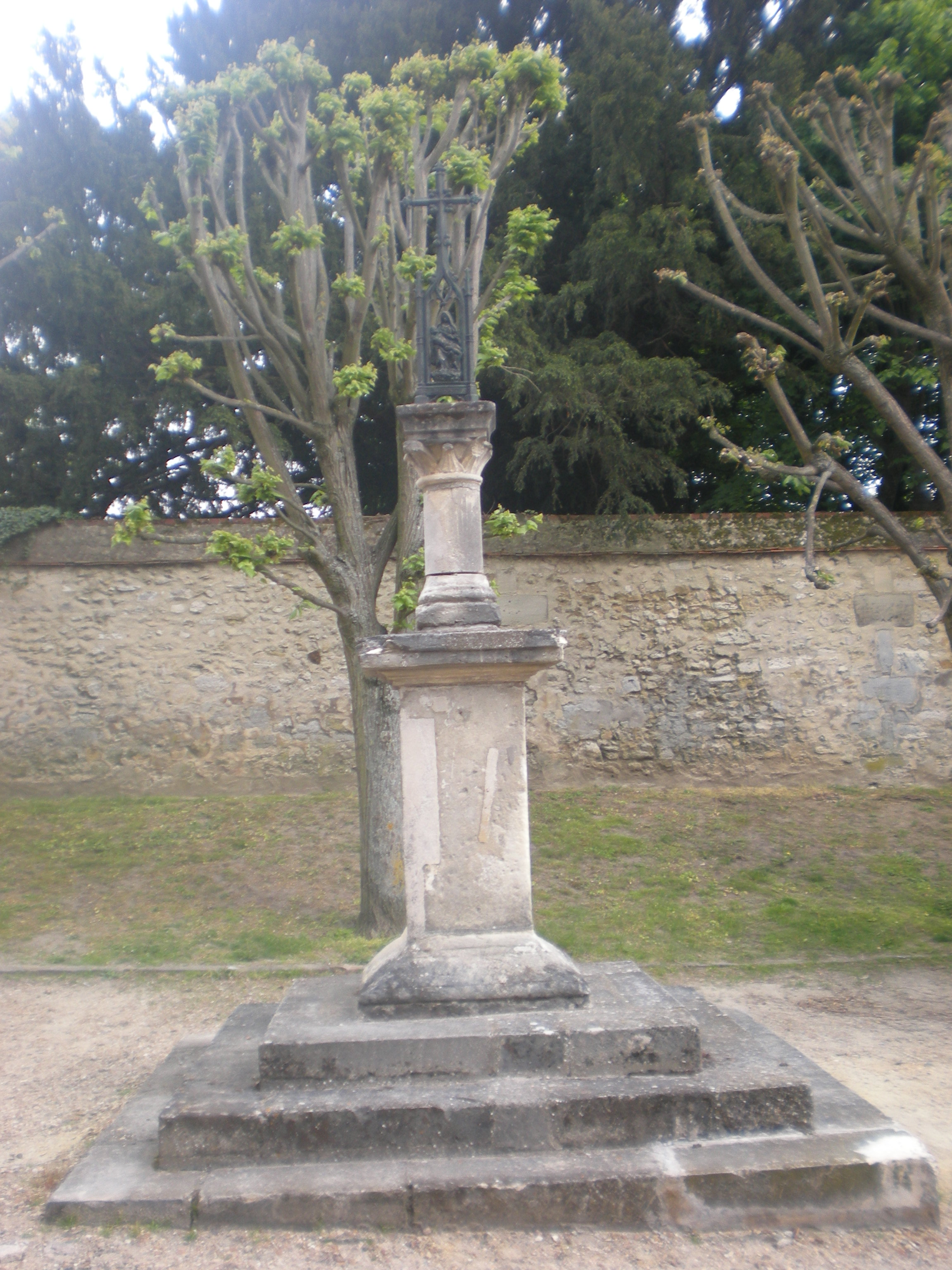
Croix marquant l'emplacement de l'ancien cimetière, derrière l'église Saint-Samson.
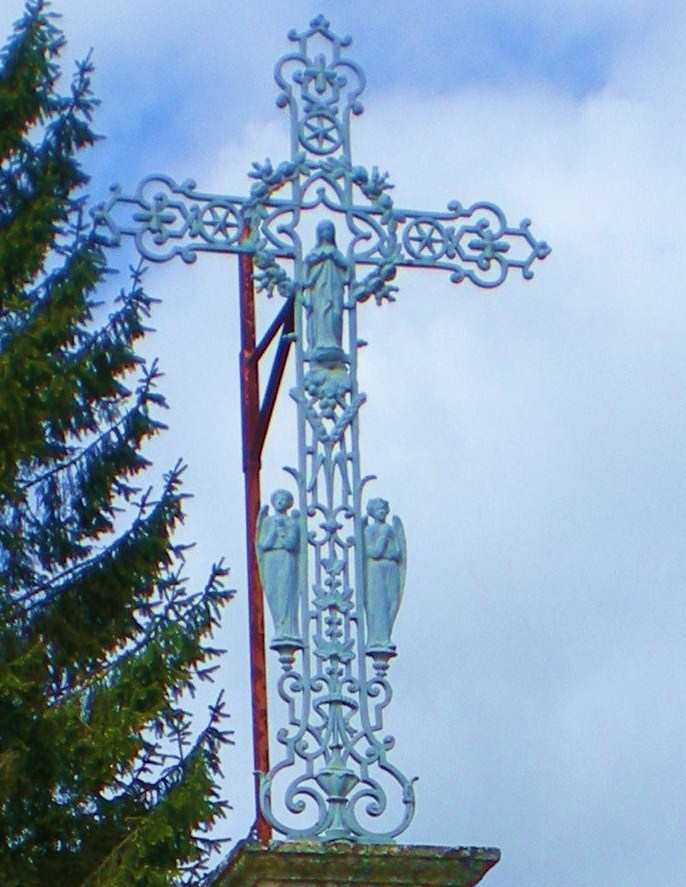
Croix, rue de Faÿ.
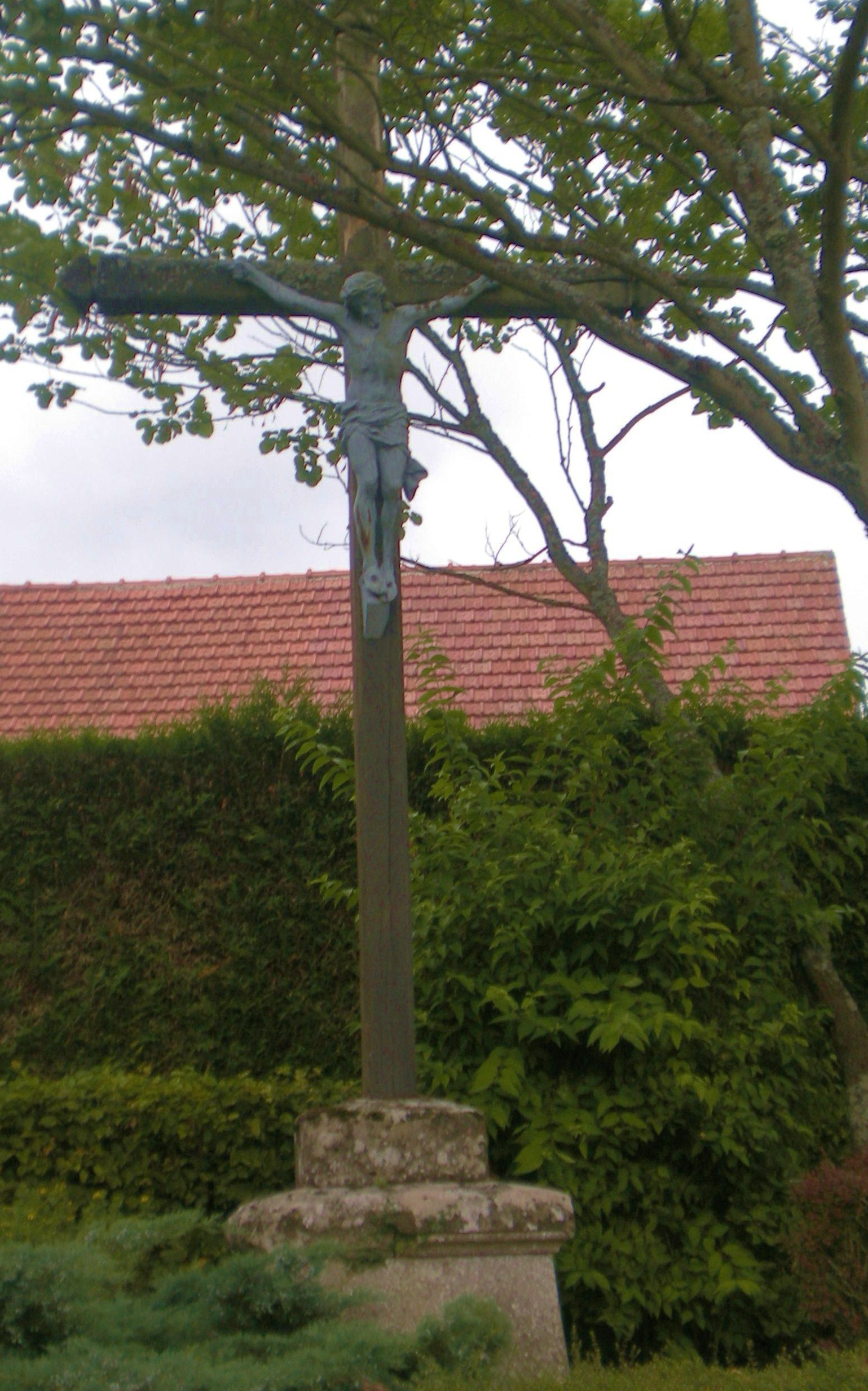
Calvaire, rue Belvue.
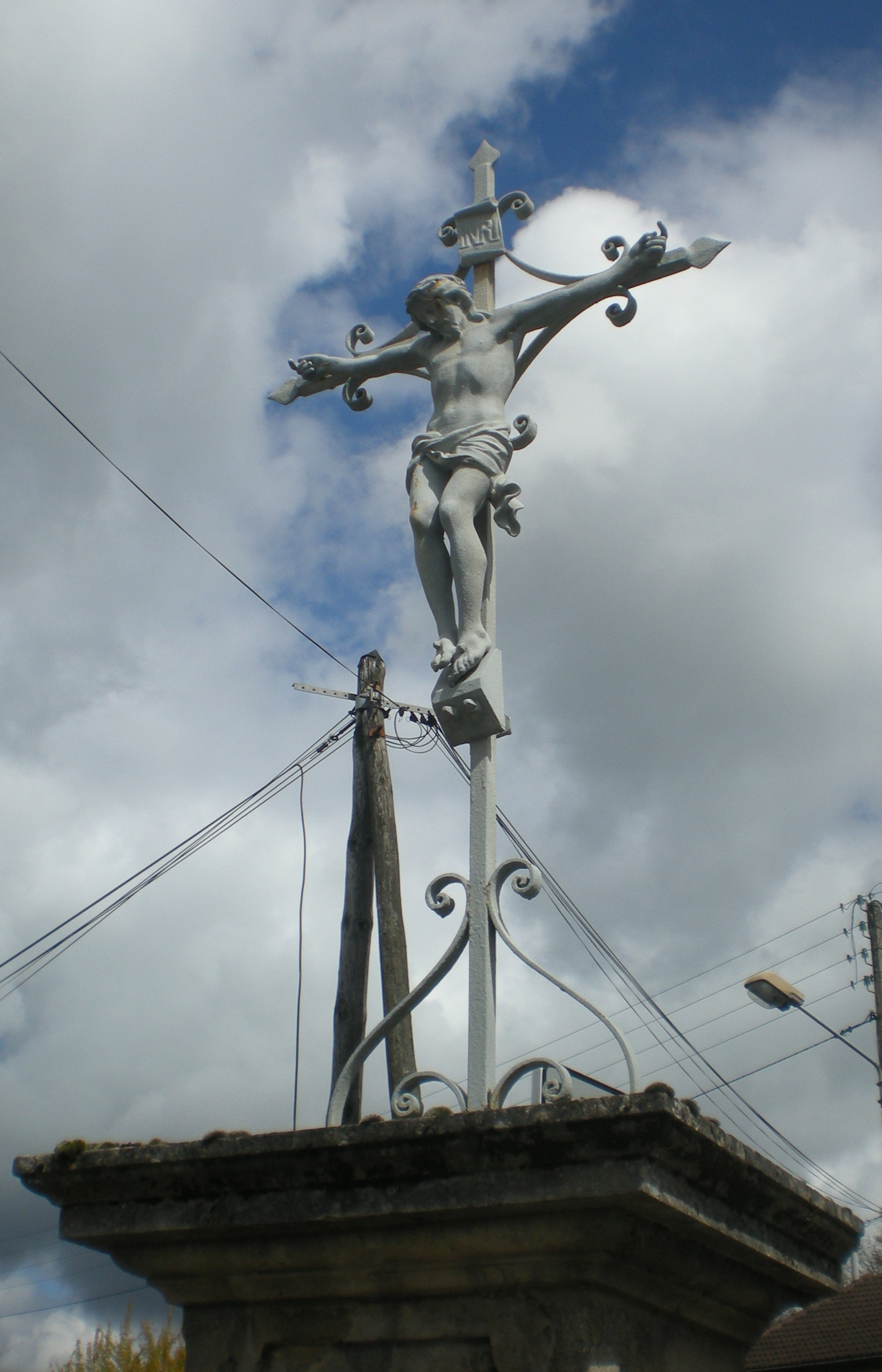
Croix Saint-Laurent, à l'angle de l'avenue Gambetta et de la rue Wenceslas-Coutellier.

En matière de parcs et d'espaces verts : 
- le parc du Châtellier : c'est le premier parc de la cité, considéré comme un lieu de loisirs au Moyen Âge (on y jouait la joute) ; il était considéré au XIXe siècle comme le jeu de paume de la ville, autrefois se dressait le rocher du Châtellier aujourd'hui disparu. Il est situé sous le donjon (château des comtes de Clermont). De ce parc on observe un panorama sur le nord et la ville et les communes alentour. Il s'agit d'un site classé depuis 1937[139]. C'est le lieu où se déroule les fêtes foraines et la kermesse de l'école Notre-Dame de la Providence ;
- le parc François-Mitterrand : situé sous le parc du Châtellier, sur le flanc nord de la colline du centre-ville, il est traversé par de nombreux chemins. Un circuit des arbres et un parcours sportif y a été installé ;
- le bois de Faÿ : il domine l'ouest de la ville en culminant à 110 mètres d'altitude. Ses coteaux étaient autrefois propices à la viticulture, renommée dans la région pendant toute la période du XIXe siècle comme en témoigne le lieu-dit des vignes de Faÿ. En contrebas du bois, au nord, se trouve le quartier du même nom, qui était une seigneurie appartenant à Louis Armand François du Guey, consistant en un château, une ferme, un étang, des garennes, des vignes et des terres cultivables qui permettaient la chasse en forêt de Hez-Froidmont toute proche. Le domaine a été racheté en 1860 par le vicomte de Plancy. Au XXe siècle, le château devient une maison de retraite privée. Les communs et la ferme existent toujours, le hameau et le bois furent pris à la commune d'Agnetz en 1960. Depuis, l'étang a été réaménagé pour la promenade. Le jardin d'agrément du château de Faÿ est au inscrit au préinventaire des jardins remarquables[140]. Depuis la rue Belvue, au sommet du bois, une vue se dégage sur le centre-ville.

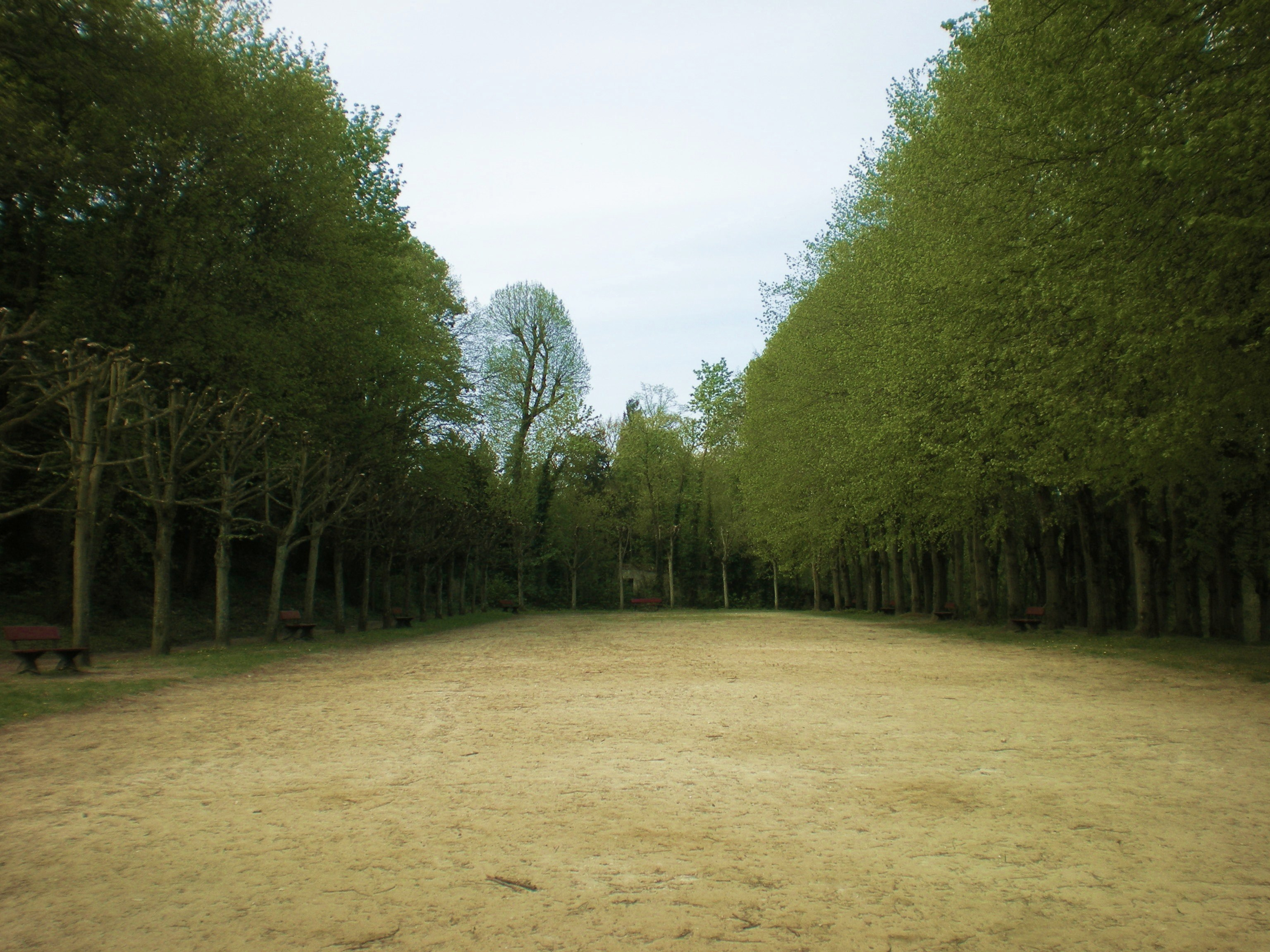
Place du Jeu de Paume dans le parc du Châtellier.
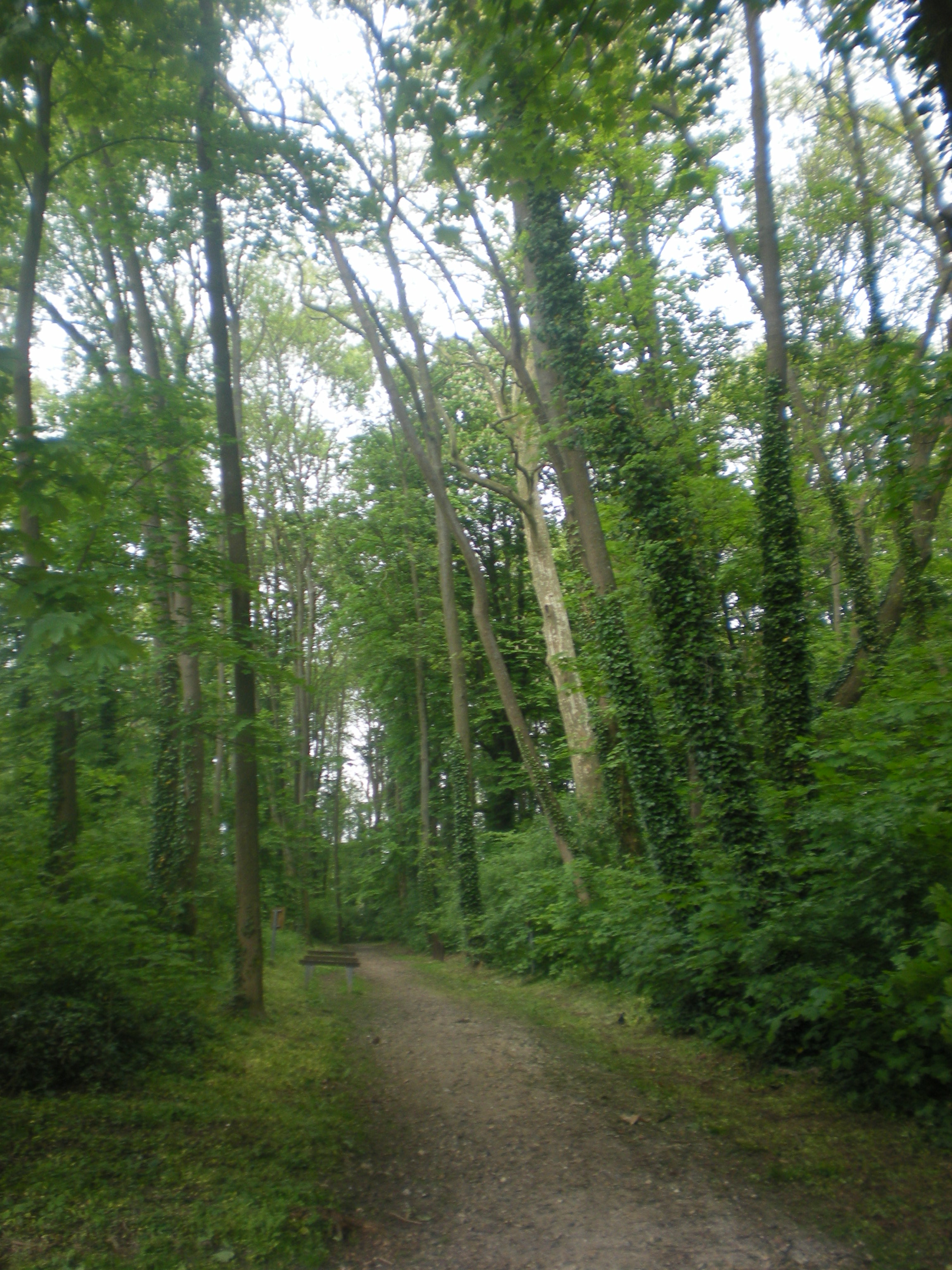
Le parc François-Mitterrand.
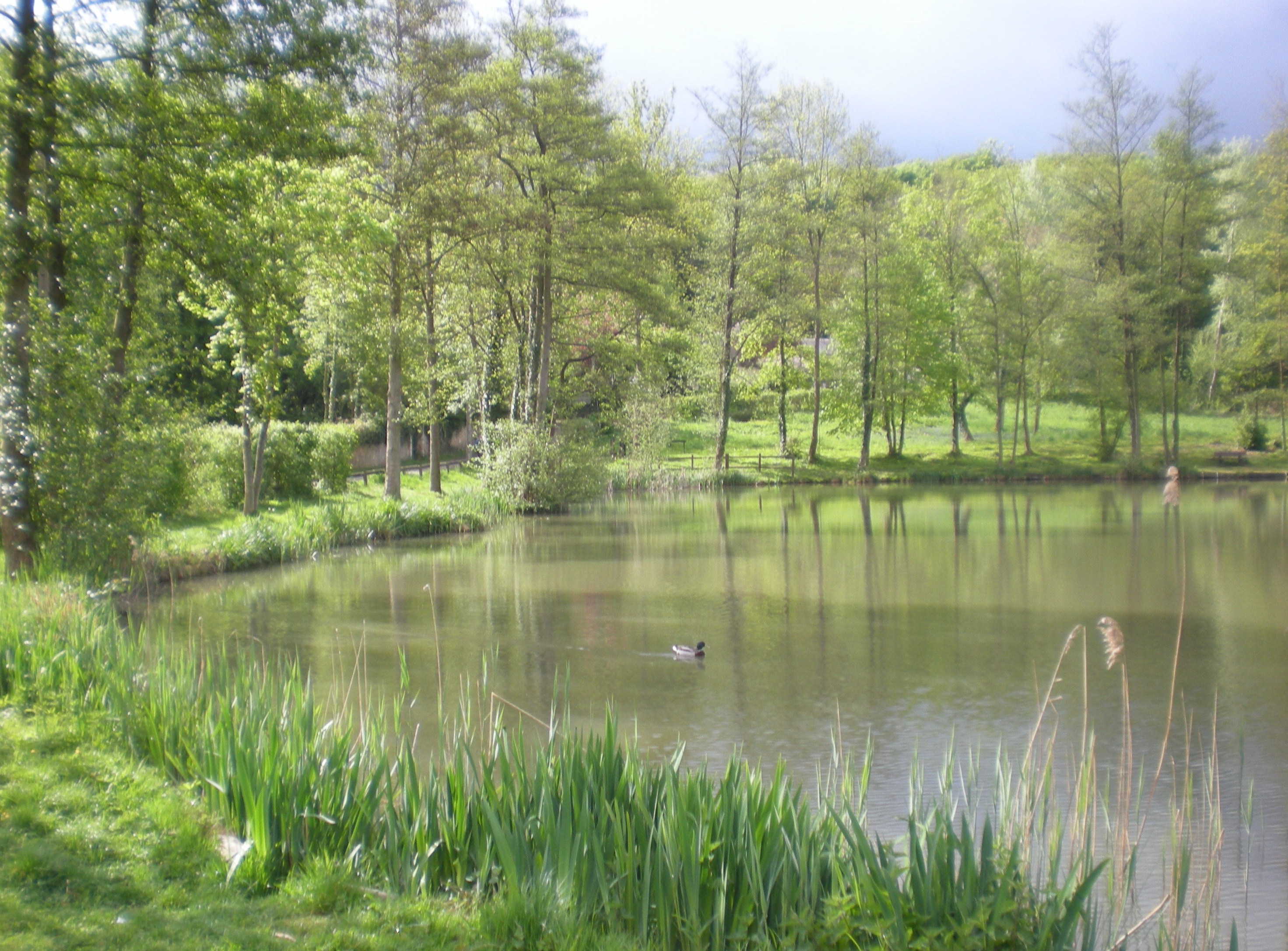
L'étang de Faÿ.
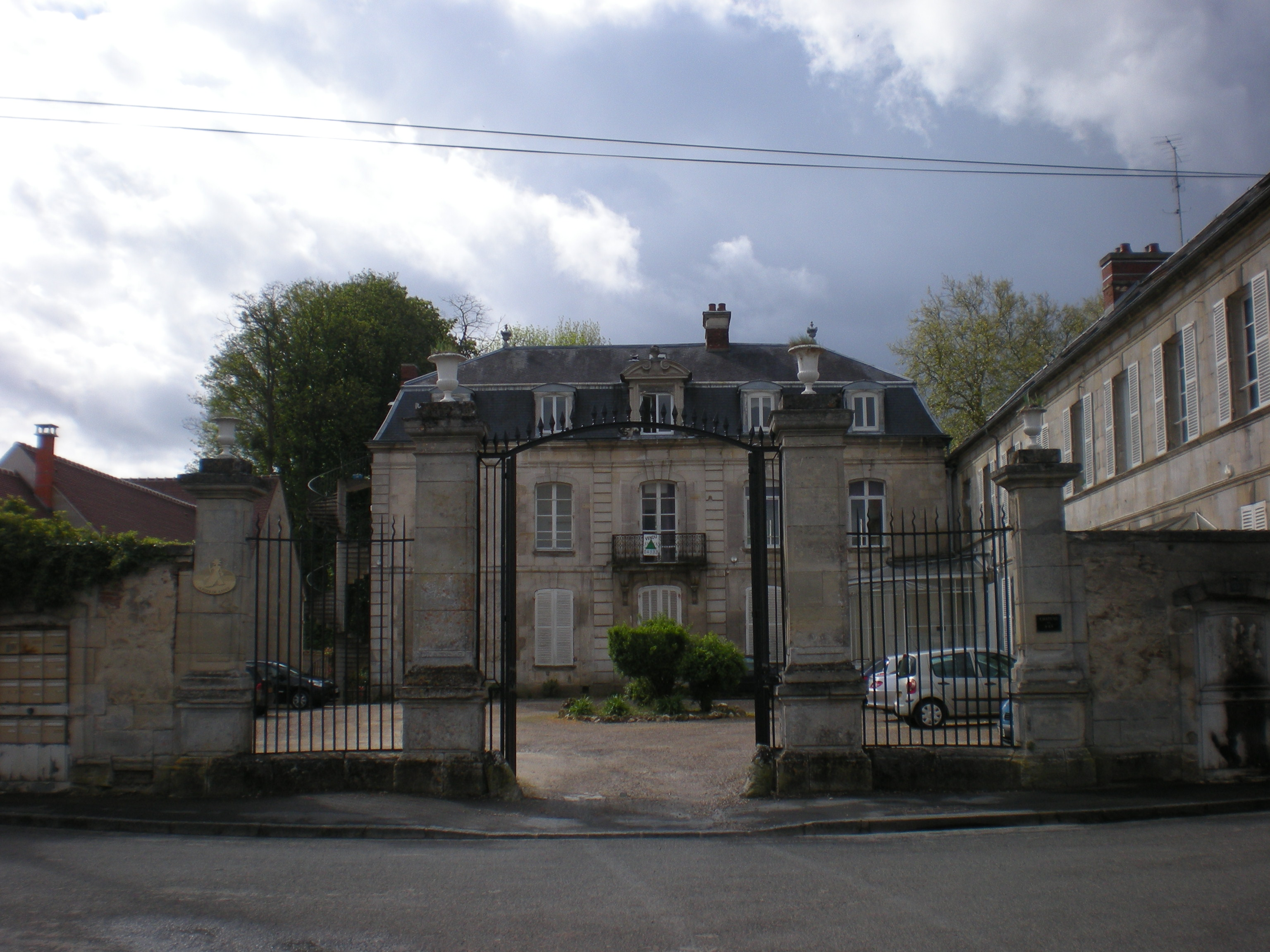
Le château de Faÿ.
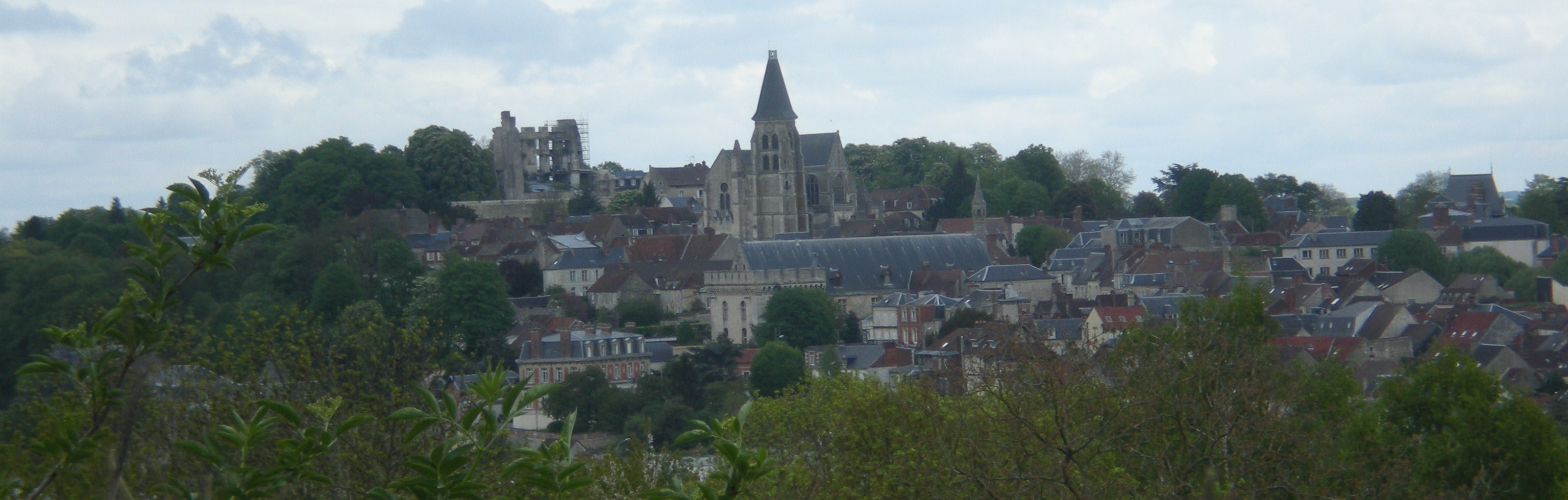
Le centre-ville depuis le bois de Faŷ .

### Personnalités liées à la commune

#### Personnalités nées à Clermont
- Jean de Charolais (1283-1316) , seigneur de Charolais.
- Charles IV le Bel (1294-1328), roi de France et de Navarre, serait né dans le château de Clermont, d'autres sources le disent né dans le château de Creil.
- Louis Gayant, né à Clermont mort en 1673, chirurgien, spécialiste de la circulation sanguine.
- Jacques Grévin, médecin de Marguerite de France, sœur d'Henri II. Il était aussi homme de théâtre et poète ayant comme amis les très célèbres humanistes Joachim du Bellay et Pierre de Ronsard.
- Jacques Charpentier (1524-1574), docteur en philosophie et en médecine. Médecin de Charles IX.
- Pierre de Joncourt (16..-1725), pasteur et prédicateur.
- Louis-François-Sébastien Fauvel (1753-1838), peintre, diplomate et archéologue.
- Louis-Charles Caigniez (1756-1842), avocat au Conseil d'Artois, auteur dramatique. Auteur en 1815 du mélodrame La Pie voleuse dont s'inspirera le librettiste de l'opéra de Rossini La gazza ladra créé en 1817.
- Louis Poinsot (1777-1859), mathématicien né à Clermont.
- Adèle Daminois (1789-1876), romancière.
- Charles Bernier (1857-1936), avocat et peintre
- Paul Fesch (1858-1910), journaliste, essayiste et ecclésiaste catholique.
- Ernest Laurain (1867-1948), historien, archiviste de la Mayenne.
- Charles Troufleau (1878-1916) professeur de lettres et poète, figure parmi les 560 écrivains morts pour la France au Panthéon
- Pierre Viénot, (1897-1944) homme politique et résistant.
- Mikel Dufrenne (1910-1995), philosophe (esthétique) né à Clermont.
- Henry Hermand (1924-2016), homme d'affaires, à l'origine de la plus grande zone commerciale de l'Oise, mentor d'Emmanuel Macron
- Frédéric Rébéna, illustrateur et dessinateur de bande dessinée né à Clermont en 1965.

#### Personnalités ayant vécu à Clermont
- Liste des comtes de Clermont-en-Beauvaisis
- Robert de Clermont (1256-1317), comte de Clermont, sixième fils de Saint-Louis qui lui a donné le comté de Clermont en 1269. Il fut le fondateur de la Maison capétienne de Bourbon[141], qui accéda au trône de Navarre en 1555 puis au trône de France en 1589.
Robert de Clermont et Béatrice de Bourgogne en 1272. se sont mariés à Clermont.
- Philippe de Beaumanoir (1250-1296) (1250-1296), juriste, y est bailli en 1280 au service de Robert de Clermont. 
Il est l'auteur des Coutumes de Beauvaisis en 1283 qui consacrent de longs développements à l'organisation de la Justice de l'époque ainsi qu'aux fonctions de bailli, il développe par exemple les distinctions entre les fonctions de magistrat et d'avocat. Beaumanoir y compare la manière dont est rendue la justice à Clermont avec d'autres villes (Senlis et Soissons par exemple), dans cette analyse des différentes coutumes il cherche à démontrer l'existence d'un "droit commun" du royaume. Ce texte encore mentionné dans les facultés de droit est considéré comme l'une des sources du Code civil.
- Louis Ier de Bourbon (1279-1341), duc de Bourbon, comte de Clermont, comte de la Marche. Fils de Robert de Clermont du vivant duquel il aurait été appelé Louis-Monsieur. Il est l'un des principaux personnages de la saga romanesque Les Rois maudits.
- Étienne de Vignolles dit La Hire' (vers 1390-1443)', qui fut compagnon d'armes de Jeanne d'arc a conservé de 1428 à 1437 le commandement du château de Clermont.
- Louis Le Caron seigneur de Canly, dit Charondas (1536-1613), juriste, poète et philosophe de la Renaissance y fut nommé lieutenant général en 1568.
Il est notamment l'auteur d'un commentaire de la Coutume de Paris
- En juillet 1615, le prince Henri II de Bourbon-Condé (1588-1646) se retire à Clermont, où il fait « gitter 600 hommes de pied[C'est-à-dire ?] »[142].
- Françoise de Brancas (v.1650-1715)[143], dame du palais de la reine Marie Thérèse d'Autriche de 1667 à 1683, marquise de Maubec, princesse d'Harcourt, vit à Clermont de son achat du château, au comte de Clermont Emmanuel-Philibert de Savoie en 1702 à sa mort[144],[145].
- Jacques Cassini dit Cassini II (1677-1756)  occupe le donjon de Clermont comme résidence d'été 1719 la même année Bouillant de Montaigu, lieutenant des chasses du Prince, en a pris possession.
- Le physicien Jean Antoine Nollet, connu sous le nom de l’abbé Nollet (1700-1770), enseigne à ses débuts (1720-1722) au collège de Clermont.
- Charles Godard d'Aucour de Plancy (1809-1890), homme politique français, sous-préfet de Clermont en 1839, député de l'Oise de 1849 à 1870[146].
- Delphe-Auguste Labitte (1821-1891), directeur de la maison de santé de Clermont, maire d'Agnetz, conseiller général du canton de Clermont de 1886 à 1891, député de l'Oise (1871-1876, 1877-1878)[147].
- Henri d'Orléans (1822-1897), fils du roi Louis Philippe, conseiller général du canton de Clermont de 1871 à 1886.
- La communarde Louise Michel, dite  la « vierge rouge » ou « Enjolras » (1830-1905), détenue à la prison des femmes de Clermont avec d'autres militantes de la Commune de Paris pour « pillage de pains commis en réunion ou en bande ». Une rue de la ville porte son nom[148],[149].

- Paul Cuvinot (1837-1920), ingénieur et homme politique français, sénateur de l’Oise de 1879 à 1920, président du Conseil général de l’Oise de 1890 à 1901, est l'un des premiers membres de la Société archéologique et historique de Clermont. Il crée à Clermont en 1909 l’office privé d’hygiène sociale (OPHS)  pour traiter les cas de tuberculose[150],[151],

- Frédéric Masson (1847-1923), historien français, spécialiste des études napoléoniennes et secrétaire perpétuel de l'Académie française. Dans sa maison a ensuite habité Georges Bernanos.
- Roger Martin du Gard (1881-1958), écrivain, romancier, dramaturge, nouvelliste, diariste et épistolier français, achète une maison en 1920 au 3, place de l'Hôtel de Ville, où il rédige Le Cahier gris et Le Pénitencier en 1921[152],[153],[154].
Une rue de la commune porte son nom.

- Séraphine Louis (1864-1942), dite Séraphine de Senlis, artiste peintre du courant de l'art naïf, y  passe une bonne partie de sa vie, en travaillant chez les sœurs de la Providence comme domestique
Le musée de Senlis conserve quelques-unes de ses œuvres représentant des bouquets de fleurs aux coloris très puissants.
L'espace culturel de Clermont porte son nom[155],[156].

- Désiré Bouteille (1880-1940), député de l'Oise (1919-1932), du Journal de Clermont en 1905[157].
- Henri Ayrald (1909 - 1942) cuisinier à la Maison de santé interdépartementale de Clermont, arrêté par la Feldgendarmerie allemande pour communisme en août 1941, jugé à Amiens et fusillé au Mont Valérien[158].

- Georges Bernanos (1888-1948), écrivain français, demeure à Clermont de 1927 à 1930, dans la maison de Frédéric Masson[159].

- Yanna Rivoalen (Compiègne, 1989- ), internationale de l'équipe de France féminine de rugby à XV, y vit ses années de lycée. C'est là qu'elle découvre le rugby[160].

#### Personnalités mortes à Clermont
- Guillaume Cale dit Jacques Bonhomme, dirigeant de la Grande Jacquerie, soulèvement paysan survenu en 1358, est exécuté place de Grève à Clermont[161]

### Clermont dans les arts et la culture
- Gérard de Nerval place à Clermont (désigné Clermont-sur-Oise)  la légende de Saint Nicolas dans l'écrit qu'il y consacre[162].

### Héraldique, logotype et devise

Logo de la ville.

| Blason de Clermont | Blason  | De gueules à une tour d'or, ouverte, ajourée et maçonnée de sable ; au chef cousu d'azur chargé de trois fleurs de lys d'or. |
| Blason de Clermont | Détails | Le statut officiel du blason reste à déterminer.                                                                             |